# 盾の勇者の成り上がり
『盾の勇者の成り上がり』（たてのゆうしゃのなりあがり、英：The Rising of the Shield Hero）は、アネコユサギによる日本のライトノベル。2012年から小説投稿サイト「小説家になろう」にて連載中。また、2013年からMFブックス（発行：KADOKAWA、企画：フロンティアワークス）より書籍化されている。イラストは弥南せいら。書籍はWEB小説を元とした物語となっているが、大幅に加筆・修正を加えており、話の流れや展開が大きく変わっている。2024年10月時点で電子版を含めたシリーズ累計部数は1300万部を突破している。
メディアミックスとして、『コミックフラッパー』（KADOKAWA）2014年3月号から、藍屋球によるコミカライズ版が連載されている。また、2014年4月からは外伝『槍の勇者のやり直し』が「小説家になろう」にて連載されており、2017年7月に書籍化とコミカライズが決定され、12月に書籍化。コミカライズは8月からComicWalkerとニコニコ静画にて、にぃとによって連載されている。「ピッコマAWARD 2019」ではコミカライズ『盾の勇者の成り上がり』がAQUA賞を受賞した。

## あらすじ

### 『盾の勇者の成り上がり』
図書館で四勇者について書かれた本を手にとった大学生の岩谷尚文は、盾の勇者として異世界にある国家メルロマルクに召喚された。そこには、剣の勇者天木錬、弓の勇者川澄樹、槍の勇者北村元康も召喚されていた。次元の亀裂から魔物が大量に湧き出すという波から世界を守ることを国王から命じられ、それぞれの武器を鍛えるために仲間を連れて旅をすることになる。
だが、盾は攻撃ができず人気が全くなかったため、盾の勇者である尚文の仲間になったのは、女従者マインのみであった。しかし、マインは尚文を裏切って全財産を盗み取っただけでなく、尚文に婦女暴行の冤罪をかける。勇者としての名声や金銭や信用を失い、異世界の人々に絶望して人間と組まないで旅に出ることを決めた尚文は、パーティーの攻撃役として奴隷商人から亜人の少女ラフタリアを買い、2人での旅を始める。
当初は契約による主従という関係でしかなかった尚文とラフタリアも旅を続けていくうちに信頼し合う関係になっていく。召喚されてから最初（メルロマルクでは2回目）の波を経て、ゲーム感覚で行動する他の勇者をよそに、波によって被害を受ける民を助ける尚文は鳥型の魔物であるフィロリアルのフィーロを加えて正体を隠しながら行商を始め、「神鳥の聖人」と呼ばれるようになる。再び起きた波ではグラスという、勇者と対立する存在とぶつかる。メルロマルクからは度々妨害や迫害をうける尚文だが行商や人助けを重ねていく内に、国ではなく民のレベルで尚文と他の勇者の評価が逆転していく。尚文の評判が高まっていくと今度はメルロマルクの国教であり、元々盾の勇者を否定していた三勇教が身勝手な理屈から尚文どころか信仰対象であるはずの三勇者の排除を画策する。
尚文は第2王女であるメルティの暗殺未遂・誘拐の嫌疑を掛けられ、妹に奪われた王位継承権1位を狙うマインとそれに踊らされる勇者との戦いを経て、伝説の武器の複製を持ち出した三勇教教皇を呪われた武器(カースシリーズ)の力で倒す。ほぼ同時に帰国していたメルロマルク本来の王であるメルティの母ミレリアによって尚文の冤罪は晴らされ、名誉回復と共に迫害の音頭を取っていた国王オルトクレイと第1王女マルティは王族としての資格を剥奪される。
呪いによるケガから回復した尚文は、女王からの提案もあって他の勇者との連携や情報の共有を行うが、元康・錬・樹の3人は互いの情報を秘匿し本音を見せない。それでも聞き出せた強化方法を「他の勇者ではなく、“盾を信じる”」という形で実践し、成功すると、それぞれの勇者が信じる情報の齟齬による落とし穴を危惧していく。
取得する経験値が増加する活性化現象が確認されたカルミラ島の情報を得て勇者たちが現地へ向かう途中、尚文たちはラルクベルクとテリス＝アレキサンドライトと名乗る男女2人と知り合う。尚文は気のいいラルクとテリスに好感をもつが、カルミラ島で起きた波で彼らは異世界の勇者であり、尚文たちとは対立する立場であること、自分の世界を救うためには異世界の勇者を倒すことが明かされる。
島からの帰路、尚文は弓の勇者・樹のパーティーメンバーだったリーシアと遭遇。彼女は樹とその仲間たちによってパーティーから追放されていた。尚文はそんな彼女を放っておくことができず、彼女を仲間に加えることになった。
その後、この世界の守護獣であるはずの四霊の一つである霊亀(れいき)の封印が解かれ、多大な被害をもたらしながら暴れまわるという事態が発生。欲にくらんだ三勇者たちは霊亀に挑むも敗北、そのまま行方不明になる。最終的に尚文が霊亀討伐に乗り出すことになる。窮地に陥りながらも、尚文は仲間との絆の力で霊亀を打ち倒すことに成功した。しかし、倒されたはずの霊亀が復活・暴走し、再び霊亀討伐に乗り出すことになる。そんな尚文たちの前に霊亀の使い魔を名乗るオストという女性が現れる。彼女の口から霊亀が何者かによって操られていることが判明し、彼女は尚文たちに霊亀討伐の協力を求め、尚文たちはオストと手を組み、フィトリアに協力を求め、彼女に霊亀との戦闘を任せ、霊亀の心臓を潰す作戦のために霊亀の体内に乗り込む。そして頭と心臓を破壊した後、最奥にあるコアに到達すると、霊亀の封印を解き、暴走させた黒幕であり、グラスたちと同じ異世界の本の勇者であるキョウ・エスニナという青年に遭遇する。そして、そこには霊亀に敗北しキョウに捕らわれていた三勇者がコアに閉じ込められていた。彼は霊亀や三勇者からエネルギーを強奪し、その力を悪用していた。この行為は、異世界のルールを犯すものであり、キョウを捕らえに来たラルクたちと尚文達は一時的に協力を余儀なくされ、キョウに立ち向かう。死闘の末、オストを犠牲を経て、コアを破壊し、霊亀を封印することに成功した。しかし、キョウがコアで集めたエネルギーを奪って自分の世界に逃亡する。尚文は仲間たちと共にエネルギーを取り戻す目的で、逃げたキョウを追って異世界へと渡ることになった。

### 『槍の勇者のやり直し』

#### 2周目 - 4周目
愛の狩人である槍の勇者 北村元康は気が付くと異世界に召喚されたその日に戻っていた。突然のループに驚きつつも、冤罪事件の際に尚文を救出。フィロリアルの「クロちゃん」を育成し、尚文のレベリングも行う。その後、シルトヴェルトの使者に尚文を預けるが、2日後に見覚えのないアイコンが現れたと認識した瞬間、元康は再び召喚初日にループする。
四つのアイコンの内、盾のアイコンが暗くなっていたことと、錬と樹を召喚直後に殺したら再び召喚直後に戻ったことから、この時点では「四聖の内、誰かが死ぬとループする」という事実に気付く。

#### 5周目 シルトヴェルト編
召喚初日にメルロマルク側の陰謀を暴露するが、口封じに殺されかける。落とし穴の途中から入り込んだ地下牢でエクレールを救出。シルトヴェルト行きに擬装されて殺害されそうになった尚文を救出し、シルトヴェルトに向かうことになった。その道中にメルロマルク北東の国境砦で待ち構えていたメルロマルク軍を撃退したついでに砦を破壊し、先に進んでいく。
中途、元康がフィロリアル「ユキ」「サクラ」「コウ」を購入。三勇教の妨害を撃破しつつ尚文とエクレールのレベリングをしながらの旅をする。シルトヴェルトに到着するも尚文に対するハニートラップや尚文と親しいサクラをはじめとするフィロリアルたちを邪魔者と害そうとする妨害が起きる。なんとか自国の利益に関しては「波という世界の危機を解決してから」とことを収めるが、ツメの勇者に化けたトゥリナ殺害を切っ掛けにタクト一派との戦闘に突入。鳳凰戦の記憶が蘇った元康によりタクトは戮殺される。さらにクズとマインに率いられたメルロマルク軍が攻め込んでくる。樹は参加していないという情報からタクト派閥の残党狩りを優先する。生き残ったタクト派閥であるネリシェンが支配するシルドフリーデンからも航空部隊が投入され、それらの対処のため尚文と共に元康は忌み嫌うドラゴンである飛竜に乗って迎撃する。シルドフリーデンと同時にメルロマルクも軍を進めてきた。その中には複製聖武器を使う三勇教教皇もいた。シルドフリーデン軍はシルトヴェルト軍に任せ、尚文たちはメルロマルク軍を撃退しに向かう。
タクトを扇動したことや自分たちのやっていることは聖戦だと語り、亜人に対する蔑視を隠しもしない身勝手に尚文も堪忍袋の緒が切れ、代表として担がれた樹が姿を見せる。戦っている最中に敵の援軍と思われたのが女王に会ったエクレールに率いられた「本物のメルロマルク軍」だった。「本物のメルロマルク軍」は、クズが率いる「偽メルロマルク軍」とシルドフリーデンに対し宣誓布告し、シルトヴェルトに協力することを宣言した。名目上「偽メルロマルク軍」とされたことで勢いを失くした敵軍を畳みかけ、クズを生捕りにし、教皇と逃走を図るマインを元康が処分するが、戦闘不能にした樹が手のひらを返したマルドに殺害されたことでループする。

#### 6周目 メルロマルク編
初日に4人での相談時に未来から来たことをカミングアウトする。だが事前情報の無い尚文はともかく、錬と樹からは怪しまれ、元康が言葉足らずに語る未来に関することで、むしろ話がこじれてしまって失敗する。その夜、スキルでの隠密偵察中に見かけたマルドを暗殺。仲間選びにおいて未来と同じくハブられて赤豚が付いた尚文を心配しつつもポータルで牧場に飛び、ユキ・コウ・サクラを購入しておき、サクラは尚文専任として尚文に登録してもらうことにする。冤罪騒ぎでは盗品の登録証明確認を提言するが、既に改竄されてしまっていた。結局は茶番が過ぎるので場をぶち壊して尚文を救出する。樹はマルティに篭絡され、錬はメルロマルクを怪しみつつもノータッチの姿勢を取る。
エルハルトの店で、尚文にループに関する事情を説明。サクラの登録を済ませてから、基本的な武器の機能を確認する。奴隷として購入したキールを入れて尚文とフィロリアルのレベリングを行う。前回の反省から、シルトヴェルトには向かわず、メルロマルク内で潜伏しながら1周目と同様の行商を始め、バイオプラントによる食糧や薬の販売を中心に「神鳥の聖人」として名声を得る。この際に、商家である実家から営業に来たエレナ（怠け豚）が仲間になる。
錬によるガエリオン討伐後のおこぼれ騒ぎでウィンディアとガエリオン（メス）が仲間になる。

## 登場人物
声優は特記がない限りアニメ版。

### メインキャラクター
岩谷 尚文（いわたに なおふみ）
声 - 石川界人 / 鈴木達央（ドラマCD）
本作の主人公。四聖勇者の一人、盾の勇者。
20歳のオタク趣味の大学生。図書館で「四聖武器書」を読んでいた時に、盾の勇者として召喚される。
波に備えて出立した直後マインに裏切られ、冤罪で強姦魔の烙印を押されてしまい人間不信に陥り、その後奴隷商からラフタリアを購入し、ラフタリアの解放を目的とした元康に無理矢理挑まれた決闘に敗北し、奴隷から解放されたラフタリアが自分の意思で尚文の元に戻り、ラフタリアの自身への信頼を受け彼女を信じるようになる。
戦闘スタイルはその名の通り盾役で、群を抜いて高い防御力とスキルを持つが、その代わり攻撃力はほぼない。ただし変化させた盾のカウンター機能によって相手に反撃を与えることはできる。奴隷や魔物など魔法契約した相手に対しての能力・成長に関する補正効果のある盾を活用している。魔法適性は回復と援護。勇者専用魔法は味方の全ての能力を上昇させる「オーラ」。カースシリーズは「憤怒」が発現しており、高い防御力と他の盾にない攻撃手段も得ることができるが、呪いの代償で精神汚染や長期間のステータスダウンがかかる。
冤罪事件の前はお調子者で、人並に女性への興味も持っていたが、事件後はやさぐれて疑り深い性格となる。敵に対して容赦がなく、必ず報復を与えようとする。その相手が苦しんでいる様子を見て喜ぶなど、時には邪道な行為も躊躇いなく行う。
一方で、奴隷や仲間たちの面倒を丁寧に見る、自分を信じ親切にしてくれた相手に対しては受けた恩を返そうとする、敵対していた者でも相手が反省している場合は受け入れるなど、本質的な優しさは失われていない。しかし尚文本人は自身を悪人だと思っており、時に奴隷たちに対して罪悪感を感じることがある。
冤罪事件で女性に嵌められたトラウマで女性への興味が一切なくなっており、悪人の自分が所帯をもつのはあり得ないとも思っている。アトラの戦死後は、遺言により自身に好意をもつ女性の思いを答えるようにしたいと考え直す。
特技は料理。尚文自身は料理上手の自覚はなく、元の世界でも趣味程度だったと言っているが、一度食べた物を再現したり、食べる人の味覚や好みに合わせてアレンジしたり、満腹でも食欲を促進させる、など天才的な腕前である。気を習得した際はその応用によりさらに技術を向上させる。そのため、フィーロや村の奴隷たちからはご飯を作ってとせがまれるが、普段はめんどうなので極力避けている。
他にもクラフト技術が非常に優れており、盾の技能系ボーナスや薬屋とアクセサリー商から教わったこともあって薬調合や宝石の加工によるアクセサリーの制作技術も身に付け、行商や冒険の備えに役立てており、アクセサリーの制作技術を習得した頃（グラス戦の直前）、感謝の印にとラフタリアに翡翠のブレスレット、フィーロには琥珀のヘアピンを作りプレゼントした。
召喚以前から乗り物や酒で酔ったことがなく、乗り心地が最悪と評判のフィーロの引く馬車の中でも調合を行い、強力な酒の素であり普通の人なら1粒食べたら卒倒するという「ルコルの実」を平然と食べ続けるほど酒に強い。ただし尚文自身は付き合いで飲むことはあるが、自分以外の相手が酔っぱらうと会話が成り立たなくなって疎外感を感じてしまうため、酒はあまり好きではない。
『槍の勇者のやり直し』では、強姦容疑の際に元康に助けられる。常に元康に信頼を置かれているのでやさぐれず、口調も穏やか。奴隷を使役することにも強い抵抗を覚えるなど本編の尚文とはまるで別人である。ただし、悪意を以て敵対してくる者に対しての容赦のなさは元からあり、卑劣な悪人やコウのように窘めても行いを改めない者に対しては本編の尚文のような冷酷さや徹底した仕置をしてみせる。チュートリアル編(2週目)ではメルロマルク側に謀殺されるが、その後のループでも最終的には元康を信頼しつつもその突飛な行動に頭を痛める立場になり、ループに入る元康にやるべきこと、やってはいけないことを指示して送り出している。
本能的にも弱い者を守ろうとする尚文は、実は守ってくれる相手に弱いという弱点を持っている。
ラフタリア
声 - 瀬戸麻沙美 / 堀江由衣（ドラマCD）
本作のメインヒロイン。異世界の眷属器、刀の勇者。クテンロウの天命（王族）。
若干カールした紅茶色の背中まであるロングヘア（8巻では栗色の髪）と澄んだ紅茶色の瞳、芸術的に整った容貌を持つ。
タヌキ系の亜人。ラクーン種と言われているが実際は異なる。尚文が最初に購入した奴隷。メルロマルクのルロロナ村で生活していたが、メルロマルクの最初の波に巻き込まれ両親を亡くし、奴隷に身を窶していた。購入した当初は10歳の少女だったが、亜人はLv上昇に合わせて急成長するため外見年齢は18歳くらいの美少女に育っている。
購入当初は波のトラウマで夜泣きが激しく、さらに奴隷時代の拷問や親友の死などの辛い経験で心身共に弱っていた。尚文に対しても怯えており、戦いも嫌がっていた。しかし尚文の不器用な優しさによって心を開いていく。その後トラウマを克服すると、自分たちと同じような境遇のものを出さないために尚文と共に戦う決意をする。
尚文に対しては、当初は「ご主人様」と呼んでいたが、名前を訊ねて知った後は「ナオフミ様」と呼ぶようになる。性格は真面目で、尚文に対するツッコミ役となっている。尚文に異性として好意を持っているが、当の尚文は冤罪のトラウマで女性不信で性的関係を嫌悪しており、あまつさえ娘扱いされているので進展がない。
魔法適性は光と闇。幻惑魔法が得意でまた同様に見破ることも可能。剣を武器としており、魔法剣も習得する。堅実な戦いと幻惑魔法によるトリッキーな遊撃を担当している。刀の勇者になった以降はスキルを主体とした戦闘スタイルとなっている。
『槍の勇者のやり直し』では、元康による尚文への説明で度々話題に挙げているが、尚文自身が奴隷を使うことに難色を示したことがあったり、元康がラフタリアのことを詳しく説明しないことがあり、なかなか巡り合えない。
ラフちゃん
声 - 瀬戸麻沙美 / 堀江由衣（ドラマCD）
絆の世界でラフタリアの毛髪と尚文の血を媒体にエスノバルトに生成された尚文の式神。外見は狸やアライグマのような姿。鳴き声は「ラフー」。
ラフタリアを動物化したような外見とノリのよい性格から尚文にかなり気に入れられている。一方、ラフタリアからはそのことで苦手意識を持たれている。かなり賢く気が利く一方、お調子者な面もある。
魔法適正はラフタリアと同じく光と闇で幻惑魔法を得意とする。幻惑で敵を惑わせたり、ラフタリアの魔法補助などのサポートを行う。また、頭に乗ることでその人物は魂が見えたり、幻惑を見破れるようになる。尚文とラフタリアと魔力で繋がっているため離れていても二人の様子がわかり、何かあった際には知らせることができるため連絡係となることもある。ラトの助言を受けた尚文により能力項目の変異性が上がって以降は徐々に進化をし始め、体を大きくするなど様々な能力を身に着ける。直接攻撃することは少なく誕生した当初は攻撃力が低かったが、のちに戦闘でも活躍する。過去の天命の魂の残滓をラフ種として転生させ、朱雀に取り込まれたフィロリアの魂のサルベージを行えるなど、死者の蘇生に近いことまでできる。
村の魔物たちのクラスアップの際には、同じような姿の魔物となる特殊なクラスアップができるようになり、その魔物たちは「ラフ種」と名付けられ、新種の魔物扱いされるようになる。Lv100越えの儀式をガエリオンから受けた後は、やり方を覚えたのかできるようになった。

フィーロ
声 - 日高里菜 / 井口裕香（ドラマCD）
白と桜色を基調としたフィロリアル・クイーン。アリア種。人型の時は光沢を放つ艶やかな金髪、透き通った海のような碧い瞳、雪のように白い肌を持つ美しい幼女。尚文のことは「ごしゅじんさま」と呼ぶ。
奴隷商のもとで魔物の卵くじで購入した卵から孵化した鳥型の魔物フィロリアル。四聖勇者である尚文に育てられたことで上位種のフィロリアル・クイーンになり、金髪で背中には羽を生やした天使を彷彿とさせる少女に変身できるようになる。現女王のフィトリアから次期女王候補とされている。人間形態時の服は魔力で作られたものであり、フィロリアル形態の際は消えてリボンは首輪となる。
食欲旺盛でフィロリアルの特性上、馬車を引くことが大好き。行商の馬車を引いてメルロマルク各地を回っていた際には神鳥と呼ばれている。また歌うことも好きであり、人々を魅了する腕前を持ち、後にアイドル活動もするようになる。普段は遊ぶことと食べることしか考えていないが、魔法や異世界の言葉を感覚的に覚えて使いこなすセンスがある。
当初は我が儘で尚文の言うことを拒否していたが、尚文が心を鬼にして躾けたことにより言いつけを守るようになった。
育ての親である尚文に対しては実の子供のように懐いている。メルティとは親友で、彼女が危機的状況の時はすぐに助けようとする。元康のことは普通のフィロリアルだったころに馬鹿にされたことで嫌っていて、会う度に蹴飛ばしている。仲間に裏切られ落ち込んでいる元康を気まぐれに慰めたせいで、壊れた元康からストーカーのごとく追い回されたことでさらに嫌うようになる。
魔法適正は風。フィロリアル形態と人型形態のどちらでも戦闘が可能。俊敏で高い攻撃力をもつメインアタッカー。当初は常にフィロリアル形態で戦っていたが、フィトリアからの人型形態の戦い方も教わり、以降はフィロリアル形態と人型形態とを使い分けて戦うようになる。また、フィトリアとの稽古で気を使えるようになる。武器は爪を使っており、フィロリアル形態は足、人型形態は手に装備する。ゼルドブルで当たると火柱が出るモーニングスターを手に入れ、隠し武器として扱う。後にロミナによってボーラに改造される。
絆の異世界に渡るとハミングフェーリーという魔物に変化する。空を飛ぶようになり魔法を中心に戦い、歌で援護する。その後魔竜四天王の一人「風のフィーロ」に任命され、四天王の能力やフィロリアル形態での飛行能力を獲得する。
『槍の勇者のやり直し』では、尚文と並んで元康の最優先保護対象となっているが、巡り合えていない。
メルティ＝メルロマルク（メルティ＝Q＝メルロマルク）
声 - 内田真礼
メルロマルク第二王女。王位継承権第一位。濃い色合いの青い髪のツインテールで、年齢は十代前半。
姉にまったく似ず王族としての責任感があり、友達を大切にする性格。そのため王位継承権は姉より上。見聞を広めるために女王の下で学んでいた。フィロリアルが大好きでフィロリアルに関する知識量も高く、元康からフィーロの婚約者として扱われる。その一方で年相応の反応を見せる一面がある。
オルトクレイの盾の勇者に対する差別をやめさせるようミレリアから命を受け帰国した。王都に向かう途中、普通のフィロリアルに化けていたフィトリアと会い、仲良くなろうと追いかけているうちに護衛とはぐれる。その後、偶然尚文一行と出会い、フィーロと仲良くなり親友となる。
尚文たちとの旅の最中、メルロマルクの貴族の亜人奴隷に対する残酷な仕打ちを見たことで、メルロマルクを人間と亜人が仲良くできる場所にしたいと決意する。霊亀事件後は領主となったエクレールの補佐をしていたが復興事業などほとんど任せきりとなっている。
助けてくれた尚文のことは異性として意識しているが、彼からは子ども扱いされ名前で呼ばれないなど、ややぞんざいな扱いを受けており、その度に怒りを露わにする。しかし実際は自分が元の世界に帰った後、フィーロを預けたいと思うほど強く信頼されている。ミレリアが亡くなった後は悲しみつつも気丈に振舞っている。フォーブレイの戦争後は母同様に若くして女王に即位するが、責任感はあっても権勢欲はないため、視察の名目で尚文の村を訪れては仕事の多さを愚痴りつつも寛いでいる。
魔法適性は水と土。特に髪の色に出ているように水属性の資質が高い。
『槍の勇者のやり直し』においては、勝手にフィーロの婚約者扱いしてライバル視してくる元康の言動・行動を理解できず、彼をぞんざいに扱っている。ただし、元康がフィロリアルを愛していることを理解しており、その点だけは信用している。メルロマルク編では本編同様にミレリアから命を受け帰国し、護衛を引き連れて、「神鳥の聖人」として活動している尚文達と会い、クズを和解させようと説得するが、その最中、護衛の騎士が三勇教所属のため、暗殺されかかるところを尚文達に救われる。以降、一緒に行動することになる。ヤサグレていない尚文に助けられたことで素直に恋慕している。また、サクラともフィーロと同じぐらいに仲良くなっている。
アトラ
声 - 小原好美 / 三上枝織（ドラマCD）
ハクコ種の亜人。フォウルの妹。シルトヴェルトの王族の末裔だが、人族との混血で迫害される。亡き母ルシアに瓜二つの外見。
尚文たちと出会った時は、身体中に火傷のような跡があり遺伝性の病を患って目も見えず歩けなかったが、尚文が飲ませた薬と盾の力で完治する。自身を救った尚文を心底慕っており、何度も寝込みを襲おうとしてはフォウルとラフタリアに阻まれている。病弱なころフォウルに守られたこともあり、守ることに憧れを持っており、尚文の盾として彼を守りたいと思っている。尚文の剣であるラフタリアとはライバル関係となっている。人の本質を見抜くなど聡い性格。兄のフォウルのことは大切に思ってはいるものの、元気になってからはややぞんざいに扱っている。
目は見えないままだが気の流れを読み行動し、平然と歩き、戦闘をこなすことができる。類いまれなる武術の才能を持っており、気の流れを見て的確に急所を突いたり、変幻無双流を見聞きしただけで再現したりできる。ただ、なぜかLvが上がっても肉体が成長している様子がない。また、元々病弱で全身痛んでいたことから痛みに慣れており、奴隷紋の痛みを受けても平然としている。
鳳凰戦でタクトの横槍による鳳凰の自爆攻撃から尚文と村の奴隷たちを庇い下半身を焼失する致命傷を負う。兄のフォウルと尚文に遺言を残し、最後のわがままとして尚文のファーストキスを奪い死亡する。遺体は本人の遺言により尚文の盾に吸収される。
その後、タクトに深手を負わされ意識を失い、武器の精神世界に来た尚文の前にオストとともに盾の精霊として現れる。尚文に助言と励ましの言葉をかけ、盾の中から見守っていると語り見送る。

### 四聖勇者
異世界において最高位の聖武器4つに選ばれた勇者たち。本来は「四聖教」という宗教で神格化されているが、数百年前に召喚された先代の盾の勇者が亜人を擁護して人間との仲を取り持とうとしたため、メルロマルクでは四聖教から分派して他3人の勇者を神格化した「三勇教」により盾の勇者の伝説は抹消されて盾の勇者だけは一段低く見られ、極端な三勇教関係者からは「盾の悪魔」呼ばわりすらされている。三勇教が討伐されメルロマルクの国教が「四聖教」となったことで盾の勇者も等しく崇拝されることとなった。
今代の勇者はいずれも、それぞれ似て非なる歴史を歩んだパラレルワールドの現代日本から召喚された。尚文以外の3人は元の世界で近似した設定のゲームをプレイしていたためゲーム感覚で、信頼関係も最初からなかった。
岩谷 尚文（いわたに なおふみ）
四聖勇者の一人、盾の勇者。
北村 元康（きたむら もとやす）
声 - 高橋信
四聖勇者の一人、槍の勇者。
21歳の大学生で、四聖の中では最年長。若干茶色の入った髪をポニーテールにしている。尚文とは異なる日本から召喚された。二股をしていたことが原因で、女性二人にナイフで刺された後に召喚されている。この異世界に良く似たネットゲーム「エメラルドオンライン」をプレイしていて、ゲームの世界に来たと思っている。
性格は猪突猛進。フェミニストで女の子は皆天使だと思っており、ハーレムを形成すべく見境なくナンパをして女性の仲間を増やしている。元の世界で刺されたことを教訓に女の子を信じ抜こうとしているが、そのためマルティに騙され、いいように操られる。また、リーシアのように病的に思いつめるタイプは無理心中の件で苦手としている。
マルティに唆されたことあって、尚文を強姦魔として糾弾したり、持ち前の正義感をヴィッチに煽られて尚文の奴隷所持を咎めて決闘を挑むなど、四聖勇者の中で尚文と最も敵対していた。
プレイしていたゲームのキャラクターに似たフィーロに好意を持つが、フィロリアル形態のフィーロを彼女とは知らず馬鹿にしたことでフィーロからは嫌われる。霊亀に敗北し、仲間から見捨てられ絶望していた所をフィーロに励まされたことが切っ掛けでフィーロとフィロリアルをこよなく愛する自称「愛の狩人」になる。最愛のフィーロの育て親である尚文を「お義父さん」と慕うようになり、絶対服従を誓う。また、全ての女性を豚としか認識できなくなっており、言葉も通じなくなっている。語尾に「〜ですぞ」と付く口調に変わっている。また、フィロリアルの天敵であるドラゴンとグリフィンを敵視するようにもなる。
魔法適性は火と回復。勇者専用魔法は敵の魔法を無効化して吸い取れる「アブソーブ」。カースシリーズは「色欲」と「嫉妬」が発現しており、呪いの代償はこの二つの感情。しかし元康は色欲が突き抜けているため目に見えた変化はなく、元康自身は代償に気付いていない。また、鳳凰戦後に「憤怒」も発現しているが、尚文やフィーロが悲しむ姿を見て思いとどまり、使用していない。
『槍の勇者のやり直し』では主人公兼語り部をつとめる。本編で偶然入手してしまった龍刻の長針の能力である「時間遡行」で、「四聖の誰かが死ぬ」「世界を覆う結界が完成する」「自身が死亡した時間に到達する」のどれかの条件を満たすと、異世界召喚初日に戻される。物語本編終盤から時間遡行しており、記憶やステータスは引き継がれている。「フィーロたんの飼い主になること」と、「お義父さん（尚文）を助けること」を行動理念とする。その理念をもとに常軌に逸した言動や行動を取ることも多く、暴走して事態がおかしな方向に向かうこともある。尚文やフィロリアルに危害を加える者に対して容赦なく滅ぼそうとする苛烈な一面も見せる。
裁縫の才能は優れており、フィロリアルの服作りなどで召喚後も磨かれ続けており、セインからライバル視しており、元康自身も「この部分だけはお義父さん(尚文)に負けない」と自負している。
天木 錬（あまき れん）
声 - 松岡禎丞
四聖勇者の一人、剣の勇者。
16歳の高校生。黒髪で一見するとクールな印象の少年。VRMMOが存在する日本の出身で、巷を騒がす殺人事件に運悪く遭遇して一緒に居た幼馴染を助けようとして脇腹を刺された所で召喚された。この異世界に良く似たVRMMO「ブレイブスターオンライン」をプレイしていたため、死んでゲームの世界に来たと思っている。極度のカナヅチ。
人付き合いが苦手な性格で初期は仲間とは別行動のソロプレイが多く、ゲーム感覚で経験値稼ぎや討伐クエストを行っていたが、元康や樹と比べると多少は理性的に物事を判断する傾向はあった。しかしプライドが高く、他の勇者に対しては少々蔑んだ態度を取っていた。
ゲームでは弱かった霊亀に挑み仲間が全滅した後マインに唆され、尚文と対立・逃亡した後マインに全財産を奪われて絶望の末、盗賊に身を窶す。エクレールとの決闘の末に自らの過ちを諭されて尚文と和解した後は尚文の村で修行し、仲間を重視するようになる。仲間を強く信頼することで出る「仲間の剣」という武器を発現させる。また、元々武器に興味があったこともあり、エルハルトたちの鍛冶を手伝うようになる。助けて貰ったエクレールのことを好いており、また義理の父親であるガエリオンを殺してしまったウィンディアに責任を取りたいと思っている。
当初はVRMMOの経験から剣は多少使い慣れていたものの実戦での技術はあまりなかったが、真面目に鍛錬し始めてからは技術がかなり上がっている。集中力もかなりあり、一対一では強いが、その分相手にしか注意が向かず、不意打ちなどに対応できないという欠点をもつ。
魔法適正は水と援護。勇者専用魔法は味方や敵の魔法を付与できる魔法剣「マジックエンチャント」。カースシリーズは「暴食」と「強欲」が発現している。呪いの代償は暴食が経験値が入らず、強欲が触れた物を劣化させる。
『槍の勇者のやり直し』では、中立的な立場を取り、盾の勇者である尚文を迫害するメルロマルクに対して、不信感を覚えている。シルトヴェルト編で、最初こそ三勇教に従順だったが、今ある現状とクズとマルティの行動に矛盾を感じ、メルロマルクに段々不審感が高まり、最初の波が発生した日の翌日、フィロリアルの卵の買い出しに来た元康と偶然再会し、元康にメルロマルクの現状を伝えた後、ゼルトブルへ姿を消す。メルロマルク編では、冤罪事件が起きた際、元康の立ち回りもあって、この時点でクズとマルティを疑い、メルロマルクに対しても不信感を覚え、この一件に関わらずに早々に立ち去っていた。その後、最初の波が発生した日の翌日に尚文と元康と話し合った後、前回同様にゼルトブルに雲隠れする。活動拠点をゼルトブルに移ってから、三勇教から再三に渡ってメルロマルクに戻る様に言われ、様々な妨害工作を受けていた。革命騒動の際、三勇教の罠にかかり、殺されそうになるが、女王派の影によって助けられる。しかし、ゼルトブルへ拠点を移動した際に偵察の依頼を受けて奴隷狩りたちへルーモ種の事を報告してしまった結果、ルーモ種は悲惨な目に遭ってしまったことを知りショックを受ける。その事をウィンディアに責め立てられ、さらに彼女がかつて自分が殺したドラゴン(ガエリオン)の義娘であることを知り、ますます精神的に思い詰めるようなり、姿をくらます。更に強くなってその罪を償おうとして、四霊に挑むも失敗。罪悪感に完全に押し潰されてしまい、カースシリーズが発現し、自殺もできない状況の中、元康たちから聞いたループの条件である「四聖勇者が一人でも死亡する」を満たして、ガエリオンが死んだことや四霊が暴れている状況をなかったことにするため、尚文達のところに現れ、彼らの仲間を襲い、あえてウィンディアに引導を渡す形で彼女の手にした剣に自ら刺されにいき、自らの命を絶った。
川澄 樹（かわすみ いつき）
声 - 山谷祥生
四聖勇者の一人、弓の勇者。
17歳の高校生。一見すると育ちの良さそうな巻き毛の少年。言葉遣いは丁寧である。異能力のある日本の出身で、ダンプカーに撥ねられた所を召喚されている。この異世界に良く似たコンシューマーゲーム「ディメンションウェーブ」をプレイしていて、ゲームの世界に来たと思っている。命中の能力者で高精度で狙撃ができる。異能力のランクが低いことにコンプレックスを持ち、さらに周囲からも見下されていたため現実を忘れるためにゲームにのめり込んでいた。
正義感が人一倍強く、初期はメルロマルク内で正体を隠しながら悪人を潰して回っていた。一方でプライドが高く、自分の活躍への顕示欲は人一倍強く、性質の悪い自己陶酔に陥っている。また自身の失敗に対して無責任なところがある。リーシアに対する仲間内での陰湿なイジメに同調し、ついには「弱いから」という理由で冤罪にかけて追放しており、それが原因で尚文と対立し軽蔑されるようになる。
霊亀に挑み敗北し、仲間に囮にされた挙句に逃げられる。マルドたち元仲間やマインに騙され、コロシアムで賞金稼ぎをしていたところをリーシアによって助け出された。その後、尚文の村で、見捨てたはずのリーシアの介護を受けて生活する。リーシアに今までのことを涙ながら謝罪して以降は以前の傲慢さや自己弁護がなくなり精神的に成長する。絆たちの異世界での宮地との戦いの後、波が終わっても異世界に残り、これまでのことを償い続け、みんなの力になりたいと語った。しかし裏切り者を拷問して痛めつけるなどといった容赦のなさも出てきてしまっている。
本人に自覚は無いが非常に優れた音楽の才能があり、一度聞いた音楽なら再現可能で、異世界の知らない楽器でも即興で弾くことができる。尚文に同行して絆たちの異世界に渡るも敵の妨害で弓の機能が封じられた際には一時的に楽器の勇者になる。
魔法適正は風と土。勇者専用魔法は敵の全ての能力を低下させる「ダウン」。また、音楽の才能から絆たちの世界の高度な演奏魔法をすぐに習得し、草笛で楽器の眷属器をもつ宮地と渡り合えるほどの実力をみせた。カースシリーズは「傲慢」が発現しており、呪いの代償は意思が欠落し無表情となり、決断力が低下してしまう。
『槍の勇者のやり直し』では、元康が尚文の味方になったことにより、マインに唆されて本編の元康と同じポジションに収まっている。
シルトヴェルト編では尚文が放った刺客（本当は三勇教の陰謀）により殺された仲間の復讐も兼ねて、クズが率いるメルロマルク軍と共にシルトヴェルトに侵攻するが、女王率いる正規のメルロマルク軍の加勢にて敗戦が確定、その結果に逆上したマルドに裏切られて死亡する。書籍版のメルロマルク編(6週目)では、上述の様に本編の元康と同じポジションに収まっており、本編で密かに行った善行を三勇教が表沙汰になるよう対処したため、こちらではある程度は樹の活躍が耳に入るようになっている。その後、フレオンとの出会いによって、(洗脳じみた状態であるが)自分の考えを改め、改心した。

### 七星勇者
リーシア＝アイヴィレッド
声 - 原奈津子
七星勇者、投擲具の勇者。
メルロマルク北部の没落貴族の娘。見た目は緑色の髪を三つ編みにした14歳前後に見える少女。童顔だが、実年齢は17歳。悪徳貴族によって身売りされそうになったところを樹の正義の世直しで助けられ、感銘を受け彼の仲間になるが、いくらレベルを上げても弱かったこととカルミラ島の波で活躍したことで樹とその仲間から冤罪をかけられ解雇される。自殺を図るが尚文に諭され樹に認めて貰えるほど強くなるため尚文の仲間になる。カルミラ島で手に入れた「着ぐるみ装備」を気に入っている。
性格は気弱で何かあると「ふぇええ」と情けない声を上げる。助けてくれた樹を一途に思っており、パーティ内で冷遇されても樹のために頑張ろうとした。解雇の際に冷たく突き放され、尚文の仲間になった後もその思いは変わらなかった。正義感はかなり強い。
波が来るまでフォーブレイの学校に通っていた。頭もかなり良く、別の異世界の言語も数日勉強して完全に覚えたほど。謎であった霊亀の使い魔の正体をつかんだり、波の秘密が書かれた文書の解読を任されたりと知識面でも活躍する。
コロシアムで賞金稼ぎをしていた樹と対峙して、弓の聖武器に認められ投擲具の眷属器に選ばれる。その後は呪いの後遺症を患った樹の世話係になる。
魔法適正は火、水、風、土。本来は後衛型の適性を持っていたが、前衛を欲していた樹によってクラスアップで近接の資質を上げたことで中途半端なステータスになってしまう。レベルに対してステータスが非常に低いが、気の扱いにかけては100年に1人の逸材と言われるほど才能があり、卑劣な悪人と対峙した際には覚醒して低ステータスとは思えない活躍を見せる。ステータスに関しては大器晩成型で、後にLv71以降にステータスが伸び始めると判明する。変幻無双流の習得と投擲具に選ばれたことで遠近をこなせる万能型となった。投擲具に選ばれる前は剣を武器にしていた。
『槍の勇者のやり直し』では、メルロマルク編で、本編と同様に樹の仲間として同行していたが、革命騒動後にメルロマルクで樹の悪評が広まった結果、実家に帰らされることになった。
クズ/オルトクレイ＝メルロマルク32世
声 - 仲野裕
七星勇者、杖の勇者。
メルロマルク国女王ミレリアの夫（王配）。入り婿でありメルロマルクは女王制のため、女王不在時の代理の王。
家族を溺愛しており、子煩悩であるが、それゆえに娘の悪い所を見ようとしなければ聞こうともしない。若い頃に両親と親族がシルトヴェルトのハクコ種に皆殺しにされており、亜人とその神である盾の勇者を憎んでいる。故国を出奔して亜人と敵対関係にあったメルロマルクにて頭角を表し、七星の杖に選ばれ「英知の賢王」として名を馳せた。たった一人残った妹ルシアを失った辺りから復讐心をさらに募らせ、かつての聡明さは陰りを見せ始め、シルトヴェルトとの和平交渉を行おうとしたのだが、シルトヴェルトからの来賓によって息子が毒殺されて以降、考えがさらに凝り固まり、過剰なまでに家族を大事にする一方で、シルトヴェルトと亜人種への憎悪も過剰なまでに増大した。現在は落ちぶれ、杖に半ば見放されて勇者の力を使えなくなってしまっている。「四聖勇者を各国が1人ずつ召喚する」という世界会議の協定を破り、三勇教と共謀して四聖勇者の独占を図ったことでメルロマルク国を波の前に戦争で滅ぼしかける。娘であるマルティに良いように利用されており、知らずに次期女王暗殺未遂に加担してしまう。本名は「ルージュ＝ランサーズ＝フォブレイ」で、フォーブレイの王位継承権第30位の元王子。
女王ミレリアの帰還後は尚文により「クズ」への改名と代理国王の地位剥奪に処される。改名後も相変わらず盾の尚文に反抗心を持ち続けたが、亡くなった妹ルシアに瓜二つのアトラを見て沈静化する。アトラが感じる気配は「分裂した」と勘違いするほどフォウルと似ている。
妹の忘れ形見である姪アトラが戦死し、さらにマインが取り入ったタクトに最愛の妻のミレリアが殺され、完全に意気消沈してしまうが、尚文に叱咤され闘うことを決意する。尚文にこれまでのことを謝罪・和解し杖の勇者、そして英知の賢王として復活する。タクトとの戦争では尚文に杖を託しつつ、英知の賢王としての頭脳を発揮しフォーブレイ軍の全滅に貢献する。
英知の賢王として復活した後はこれまでとは打って変わった好々爺となる。また、これまでの蛮行からクズを名乗り続けることを決意している。マインには愛想を尽かしており、ライノが属する組織にマインに関しての全権を委任している。
『槍の勇者のやり直し』では、ループした元康に企みをすべて見破られていることからか、本編より強引な手に出ることが多く、元康など盾を擁護するものも反逆者と見なして隙あらば殺そうと企んでいる一面も見せており、元康からも改名後の名前である「クズ」と呼ばれ、尚文に害しか与えない老害と認識されており、マインと同等に憎悪・警戒されているが、殺すと厄介なことになるので生かされている。
シルトヴェルト編では尚文に冤罪を被せる計画を元康に暴露したため、早急に尚文と元康を殺そうと企てる。亡命される尚文と元康がシルトヴェルトに亡命したことをきっかけにシルトヴェルトに宣戦布告をしながら三勇教と共にメルロマルク軍を率いてに進軍、戦争を仕掛ける。しかし、エクレールとミレリアが率いるメルロマルク軍によって謀反を企てた英知の賢王を騙る偽者として捕らえられた。メルロマルク編では本編の時と同じような行動をとっているが、元康が尚文の無実を証明するための証拠を言及したとき、その証拠の改竄を行ったり、報奨金支給の際には因縁つけて尚文への報奨金の減額などをしていた。メルロマルクで革命騒動が起きた際には革命軍を鎮圧するために元康を抹殺し、尚文を罠に掛けようと目論むが失敗し、自身はマルティを逃すために城に残った。その後、帰還したミレリアによって城の塔に軟禁された。フォーブレイ編では、前回のループの尚文の助言を受けた元康が上手く立ち回った為、冤罪事件の時点で錬や樹共々見破られた。そして、騙せないのを悟るや否や、自ら宣言して四聖勇者を偽勇者として抹殺しようと錬と樹たちの仲間を含む兵士達を嗾けるが逆に元康に返り討ちにされ、目の前でヴィッチを殺されたことに激昂し、無謀にも単身で元康達に殴りかかろうとするも当然のように元康によって消し炭にされて死亡した。この時、杖の眷属器は何処かに飛んでいった。
フォウル
声 - 天﨑滉平 / 増田俊樹（ドラマCD）
七星勇者、小手の勇者。
ハクコ種の亜人/獣人。アトラの兄。シルトヴェルトの王族の末裔だが、人族との混血で迫害される。
アトラの治療費を稼ぐためにコロシアムで戦っていたが、尚文にアトラ共々奴隷として買われる。極度のシスコンだが元気になったアトラには煙たがれ、手の平の上で転がされている。アトラに慕われている尚文に嫉妬しているが、アトラを救ってくれたことを感謝し認めているところもある。クテンロウでラフタリアにアトラに対する自分の考えの間違いを指摘され、以降ラフタリアの舎弟になり「姉貴」と呼ぶようになる。過激な選択が多いアトラと違ってフォウル自身は実は穏健な性格。そのためか、脳筋バトル型であるハクコの同族は苦手。
肉弾戦を得意としており当初は戦力として買われたが、才能を開花させたアトラの方が強くなってしまう。しかし、シルトヴェルトで父の仇に相対して獣人化に覚醒し、さらに盾の獣化補助で白虎に変身できるまで強くなる。変幻無双流の修行も行い、鳳凰戦前でアトラと互角に戦い引き分ける。精神的な未熟さから当初小手の眷属器を引抜くことができなかったが、鳳凰戦でアトラを喪い、何もできなかった自分を責めつつ、アトラの遺言から村や仲間たちをアトラと同じように扱い守る覚悟を決めたことで小手の勇者に選ばれる。同じく悲しみにくれ、自暴自棄になっていた尚文を一喝し、以降は尚文をアトラが慕う男として認め、「兄貴」と呼ぶようになる。
オルトクレイと並ぶとアトラが感じる気配は「分裂した」と勘違いするほどで、レベリング後の成長した姿も若いころのオルトクレイと似ているとはミレリアの弁。
フィトリア
声 - 丹下桜
隠された七星勇者、馬車の勇者。
世界のフィロリアルを統括する女王。遥か昔に四聖勇者が育てた伝説のフィロリアル。白と空色を基調とした外見で、本来のフィロリアル体では全長は6メートルになる。空色の交じった銀髪のショートボブ、瞳の色は赤。人間体はフィーロと同程度の背格好であり、その他に空のように青い普通のフィロリアルにも擬態できる。クラスアップの際に干渉することで身体面を中心としたステータスを2倍近く上げることが出来る。
フィロリアルの聖域に住み、人里離れた龍刻の砂時計を中心に波に対処しており、戦闘能力に優れる。
クイーンになったフィーロの実力を知るためと勇者の内情を知るために封印から解かれた魔物と戦う尚文一行の前に現れる。四聖がいがみ合い、メルロマルク以外の各地の波を放置して居ることに呆れ果て、場合によっては現四聖を処分して新しい四聖を召喚させようと考える。フィーロの試練を終えた後は実力を認め、冠羽と祝福を与える。そして現四聖処分を保留にし、尚文に他の勇者と和解し、協力し合うことを約束させる。その後はフィーロの冠羽を介して監視と連絡を行う。あれやこれやと指示を出す割に真意を話さないため尚文からは今ひとつ信用されていない。
フィロリアルであるためドラゴンとは犬猿の仲であり、尚文にフィロリアルシリーズの武器を全解放させる素材を渡すも裏でドラゴン系統の武器にロックをかけているほか、聖域の巣には対ドラゴン用の武器・装備が貯め込まれている。
尚文たちが過去の世界に飛ばされた際、過去の本人と出会う。実は馬車の眷属器に、使い手になり得る魔物を生み出してほしいと頼まれたホルンにより改造されており、未来のフィトリアは守とフィロリアの因子が魂に埋め込み、娘として生まれたものである。

### メルロマルク
ミレリア＝Q＝メルロマルク
声 - 井上喜久子
メルロマルク国の最高権力者である女王。メルロマルクは女王制の国で正統な王。紫色の髪を持つ美女。
世界を旅してきたこともあり、博識で広い視野で物事を見ている。人間至上国であるメルロマルクの統治者であるが、亜人に対しての差別意識はなく、亜人との共存政策を進めていた。他国からは「メルロマルクの雌狐」と呼ばれ、すさまじい交渉術を持つ。メルロマルクで四聖勇者全員が召喚された日、各国の首脳と渡り合って戦争を回避し四聖勇者全員を抱え込むことに成功した。尚文たちの異世界で一応は戦争が起きないのは彼女の手腕によるところが大きい。理知的な性格である一方で少々天然ボケめいた面もある。
娘のメルティのことは次期女王として期待しているが、マルティのことは全く信用していない。夫のオルトクレイは「英知の賢王」としての知略と強さに惚れていたが、今の落ちぶれた姿に幻滅している。しかし家族思いの性格でもあるため、マルティを改心させようとしたり、オルトクレイにかつての「英知の賢王」に戻ることを期待している。過去に娘以外にも息子がいたがシルトヴェルトの来賓との会食時に毒殺されている。しかし、女王は息子が毒殺された時に怪しげな表情を浮かべていたマルティを疑い、マルティの動向を常に監視し、メルティをマルティから離して教育するようになった。
メルロマルクで四聖勇者が召喚された日、外交のためメルティと共に出張中であった。帰還後、三勇教の教皇との戦いで助太刀し、勝利に貢献する。尚文の意識が戻った後、オルトクレイとマルティに王権の剥奪と改名の処罰を下し、尚文にこれまでの非礼を謝罪し、協力を約束する。四聖勇者に絶大な信頼を寄せ、金銭面や素材提供などでバックアップし、波や守護獣との戦いでは兵士の全体の指揮として戦いに参加している。
会議のために尚文たちとフォーブレイに訪れた際にマインに取り入られたタクトに致命傷を負わされる。撤退後に治療を行われるが回復が叶わずクズ（オルトクレイ）に後を託す遺言を残し死亡する。
魔法適性は火と水。主に氷の魔法を使っている。頭脳は明晰で指揮能力も高いが、全盛期のオルトクレイには劣る模様。
『槍の勇者のやり直し』では、シルトヴェルト編で、エクレールが持っている映像水晶を介して、オルトクレイ率いるメルロマルク軍は偽物の賊軍であると宣言し、シルトヴェルト軍と協力体制をとり、同時にシルドフリーデンと敵対することも宣言した。
オルトクレイ＝メルロマルク32世
マイン・スフィア（マルティ＝S＝メルロマルク）
声 - ブリドカットセーラ恵美
メルロマルク第一王女。王位継承権第二位。見た目はセミロングにまで伸ばした赤髪で幼さも感じられる可愛さのある美人。
最初尚文の唯一の仲間「マイン・スフィア」として旅立つが、全財産と装備を奪い取った後、尚文を強姦魔にでっち上げる。その後、槍の勇者の仲間として旅立つ。己の私利私欲のために行動し、度を越した贅沢と浪費を当然と考え、美しい容姿と言葉巧みに人を騙して陥れることを好む外道。どんな罰を受けても行いを一切改めることのない筋金入りのエゴイスト。女王から全く信頼されなかったため、第一王女だが王位継承権はメルティの方が上であり、三勇教の起こした事件ではメルティを心配するふりをしながら暗殺しようとした。
女王の帰還後は王族の権利を剥奪された上、勝手な真似ができないように最上位の奴隷紋を刻まれ尚文に「ビッチ」と改名させられ、その後さらに魔女の意味も込めて「ヴィッチ」と命名される。
霊亀戦までは元康に付いていたが、元康が負けて落ち目になると彼を見限り、錬、樹からも騙して金品を奪い、元々交遊のあったタクトに取り入って母親殺しの片棒を担ぎ奴隷紋を解除する。タクトが敗北すると追手の手が伸びる直前に姿を消す。いつのまにかセインの姉らと協力関係になっており、絆の異世界に渡り、尚文たちの前に現れる。魔竜の領地での戦いでは鞭の眷属器を所持して応戦するが、スパイであり、かつて騙して見世物小屋に売ったライノの裏切りによって鞭を奪われ、報復を受けて死亡する。尚文たちによって魂も消されかけるも、船の眷属器を奪った者によって魂は回収される。
魔法適正は火と風。技術はあまり高くない。
『槍の勇者のやり直し』では、元康からは「赤豚」と呼ばれており、最優先抹殺対象と見なされている。
シルトヴェルト編では、クズに便乗し、陰謀を看破した元康を罠にかけて分断した上でシルトヴェルトからの使者（に見せかけた兵士もしくは三勇教徒）に尚文を連れ出させ、道中で暗殺させようとしたり、自身との婚約を餌に焚きつけたタクトに、尚文と元康を殺させようと目論んだりしていた。その後、クズと教皇、樹と共にシルトヴェルトとの戦争に参戦しているものの、元康の圧倒的な力や女王率いるメルロマルク軍が参戦したことで戦況が不利になったことを悟り、クズや樹を見捨てて逃亡を図るが、追いかけた元康に後ろから槍で貫かれ、エクレールから女王に見放されたことを告げられた後、元康に抹殺された。メルロマルク編では、樹を唆して取り入るものの、性格的にボロが出るのを恐れてか城でバックアップの役目に回っている。革命騒動には不利と悟った途端、兵士と共に城の地下にある脱出通路から逃走を図るものの、その事を予測していた元康に前回と同じく槍で貫かれ、兵士共々抹殺された。フォーブレイ編では、前回のループの尚文の助言を受けた元康が上手く立ち回った為、宿屋で尚文の全財産と装備を奪い取った瞬間を元康、錬や樹共々に見られ、冤罪事件の時点で見破られるものの、開き直って、クズと共に兵士たちを嗾けるものの、元康に返り討ちにあう、不利を悟って、逃走を図るが、元康に抹殺される。
メルティ＝メルロマルク（メルティ＝Q＝メルロマルク）
メルロマルク第二王女。王位継承権第一位の次期女王。
エクレール＝セーアエット
声 - 青木瑠璃子
女騎士。国内でも5本の指に入る達人であり、メルロマルクの剣術大会で上位入賞する猛者。ストロベリーブロンドのロングヘア。
領主であった父親が波によって亡くなった後、ラフタリアたち生き残りの亜人を襲った正規兵の奴隷狩りを制止しようとして捕らえられ王城の牢獄に入れられて衰弱していたが、女王の帰還後に無罪放免で釈放された。治療を終えた後、勇者たちの戦闘顧問として尚文やラフタリアたちと出会う。霊亀事件では尚文たちと共に戦った。
非常に生真面目で実直な性格だが、騎士道に邁進してきたためか政治はともかく経済には疎い。霊亀事件後、亡き父に代わり領主に就任するが、復興事業は上手くいっておらず派遣されてきたメルティに任せきりになっている。
ラフタリアとは領地を守れなかったことを謝罪して以降は共に剣の稽古をしたりと親しくなる。尚文に対してはやや非道な言動に注意したり頭を抱えたりするが、尚文が受け持っている旧ルロロナ村の方が復興が進んでいると思っており、領主として非道な行動は必要なことなのかと思い悩んでいる。
錬からは見下されていたが、霊亀事件後にカースシリーズの武器により暴走した錬を救い、その後改心した錬と和解し共に剣の稽古をするようになる。錬にはこのことで好意を寄せられるようになるが、当人は恋愛事に興味がない。
魔法適性は光と援護。ただし、防御の光魔法と速度上昇しか使えない。魔法剣も使うことができ、変幻無双流のエルラスラの指導を受け変幻無双流も使えるようになる。
『槍の勇者のやり直し』では、シルトヴェルト編で登場しており、上述のようにラフタリアと親しかったため、元康からは豚ではなく女性として認識されている数少ない例外の一人である。地下牢獄に投獄されていたところ、罠にはめられて偶然通りかかった元康に助けられる。以降、元康一行の仲間として同行することになる。尚文の安全のためにとシルトヴェルトに亡命することを提案する。力でのゴリ押ししかしない元康と無知な尚文に代わって、政治交渉を担当することが多い。
クズが率いるメルロマルク軍とシルトヴェルト軍の戦争では女王率いるメルロマルク軍を率いて元康・尚文らがいるシルトヴェルト軍に加勢、映像水晶を通して女王からのメッセージを伝え、その後、クズを英知の賢王を騙る偽物として捕獲した。メルロマルク編では、元康が救助を後回しにしたことや元康一行が善行をしすぎたことによって革命騒動が起きたため、追い詰められた三勇教の者たちから八つ当たりに等しい執拗な拷問を受けてそのまま獄中死してしまう。フォーブレイ編では、元康が前回の周回で反省し、早期に救出する必要があると判断したことにより、冤罪事件を防いだ元康達によって半ば強引に救出された。その後、元康達の仲間として同行することになる。
エルラスラ＝ラグラロック
声 - 伊沢磨紀
変幻無双流の伝承者。女王が招集した戦闘顧問。
高齢からくる病気で死に瀕していたが、行商時代に尚文が届けた薬剤により治癒。その経緯もあり尚文のことを「聖人様」と呼ぶが、あまりに元気になりすぎたため、尚文からは「ババア」と呼ばれている。メルロマルクの3回目の波が近隣の村で起こったため、戦闘に参加し尚文たちと共闘する。昔の勘を取り戻すためカルミラ島の奥地で修行し、メルロマルク女王の要請で四聖勇者の戦闘顧問に就任する。四聖勇者とその仲間に変幻無双流を伝授するが、尚文を除く努力嫌いな他の勇者は逃亡。その後の霊亀戦では尚文の元で行動を共にする。
尚文が村の開拓を始めると、隣町でリーシアや村の奴隷たちの訓練を一任され、変幻無双流を伝授する。尚文にも気の扱い方や修行方法の相談に乗るなど、戦闘顧問として大いに活躍し、尚文の要請で戦闘にも参加する。
尚文が二度目の絆の異世界に行く際は、修行のやる気を出した息子を優先して一度は同行を断念するも、息子の勧めにより波で繋がった際に増援として加わり、絆の異世界の人員の戦力強化に貢献する。また意気消沈していた自在珠玉流の師範代を勝負を通じて立ち直らせ、ライバル関係になる。尚文たちが一旦元の異世界に戻ろうとした際は絆たちを鍛えるため絆の異世界に残る。
エルハルト
声 - 安元洋貴
メルロマルク城下で武器屋を営む男性。尚文からは「武器屋の親父」と呼ばれる。
尚文の強姦容疑が冤罪であることを察し、味方をしてくれた数少ない存在で心配もしてくれている。尚文も親父の店を贔屓にし、ラフタリアの次に信用している。オーダーメイドの蛮族の鎧を作ったり、尚文が持ってくる様々な素材で盾や武器を作るなど、装備の面で尚文の大きな助けになった。師匠に「広い視野で武具の制作にあたれ」と言われたことから、どんな武具も作ることができる。冒険者をしていたこともあり、Lvも高く腕っぷしはある程度自信があり、ラフタリアや錬、村の奴隷たちに剣の使い方を教えていた。
鍛冶師としての見聞を広めるために、若かりしころは冒険者として色んな国を巡っていた。ある日立ち寄った武器屋で凄い武器を見て、その武器を作った後の師匠に弟子入りをした。イミアの叔父のトーリィネミアとはそのころからの修行仲間。師匠のダメっぷりに振り回されつつも修行し、半ば夜逃げに近い形だが免許皆伝を受けた。クテンロウで師匠と再会し、師匠に鍛冶の技術を鍛えてもらうと同時に、彼のお目付け役となる。
『槍の勇者のやり直し』では、どの周回でも本編と同様に尚文達の味方をしてくれている。彼の腕前に元康が感心しており、最初の世界でも尚文や錬が彼の作った武器を（コピーした後も）大切にしていたことを語っている。
ベローカス
声 - 緒方賢一
メルロマルク城下のサーカステントのような場所で奴隷の売買を行っている男。表向きは魔物商として魔物も取り扱っている。。 語尾に「〜です、ハイ」をつけるのが口癖。
冤罪をかけられ仲間が得られなかった尚文の前に現れ奴隷購入を勧める。尚文の商才を気に入り一目置いている。ラフタリアやフィーロの卵を売り、ルロロナ村復興の際には奴隷にされた元村人たちを捜索し、復興に必要な奴隷を売るなど、上得意としているものの当の尚文からは言動のうさん臭さから苦手意識を持たれている。本人は「話術で騙しても品物を詐称したりはしない」「（他の奴隷商人と比べて）健全に商売を行っている」と語っており、ラフタリアも「確かにマシな方ではある」と語っている。
魔物商としては村の子供たちが拾ってきた魔物の卵の育て方を教えたり、成長させるために尚文名義で魔物紋を登録してやったりしている。またサーカス団なども運営している。
薬屋
声 - 川原元幸
メルロマルク城下で薬屋を営んでいる男
いつも渋い顔をしているが口調は優しい人物。リユート村の親戚が波の際に尚文たちに助けられたことで、そのお礼として薬の中級レシピの本を与えた。尚文が気の修行に行き詰った際には、気を回復させる（それによって気を感知させやすくする）薬の「命力水」のレシピを教え、結果的にリーシアの気の修行に貢献した。
けっこう顔は広く、ゼルトブルのアクセサリー商とも旧知の間柄。
『槍の勇者のやり直し』では、メルロマルク編で登場。本編同様に波でリユート村の親戚を助けられたお礼として尚文たちに薬の中級レシピに加えて秘伝と思しきレシピも与えた。
魔法屋
声 - 川崎芽衣子
メルロマルク城下で魔法を覚えるための本などを売っている中年女性。人当たりが良いが、実際は強かな商人で守銭奴。作中では炎の魔法や幻覚解除の魔法を使用していた。
リユート村にいる孫が波の際に尚文たちに助けられたことで、そのお礼として尚文とラフタリアの魔法適正を診断し、初級魔法が載っている魔法書を与えた。フィーロの服の問題の際には、変身の際に消え、人間に戻ると出現する魔力の糸を使った服のことを教え、その糸を作るための鉱石の取れる洞窟に尚文たちと同行し魔物との戦いでも加勢する。鉱石入手後は魔力の糸を作る作業を行った。
『槍の勇者のやり直し』では、メルロマルクに登場。本編同様に尚文たちに力を貸し、魔力の糸を使った服を教えた上で、魔力の糸を生成する機械をおまけとして貸してあげていた。2回目の波の後、リユート村にいる孫を助けられたお礼に尚文とキールの魔法適正を診断し、魔法書に加えておまけとして魔法の玉の欠片を与えた。
洋裁屋
声 - 松井恵理子
メルロマルク城下で仕立て屋を営んでいる若い女性。スカーフを巻いて髪を纏めたメガネっ娘で、初対面で尚文は「同人誌でも作っていそう」という印象を感じている。フィーロのフィロリアル姿への変身を見ても取り乱さないなど、かなり豪胆。魔法屋で作った魔力糸を織って生地にしたのちフィーロの天使姿用のワンピースを仕立てた。尚文が村を作ってからは村の奴隷たちの服も仕立てている。
ビスカ=T=バルマス
声 - 菅生隆之
三勇教の教皇。メルロマルクの四人全員の四聖勇者召喚や盾の勇者の迫害に加担していた。
温和そうな雰囲気と眼鏡をかけた姿が特徴的で、信者達からの信頼も厚い人物に見えるが、実際は教義のためには手段を選ばないばかりか、信仰対象であるはずの三勇者も思い通りに動かないというだけで手にかけようとし、あまつさえ王女たちを殺して教会が擁立する者を王位につかせようとすらしていた、過激かつ歪んだ狂信者。メルロマルク三度目の波の後、他の三勇者が各地で問題を起こしたことで、彼らを偽勇者として、神鳥の聖人として国内で評価が上がってきている盾の勇者の尚文と共に処分に乗り出した。
聖武器4つすべての能力をもつ複製品と儀式魔法による援護で「最大強化状態の四聖勇者の1/4」に匹敵する戦闘力を獲得、上位スキルによる絶大な火力と信徒を身代わりにした幻覚に物を言わせて尚文ら四勇者達をあわや殺害寸前まで追い詰めるが、帰国した女王の援護と尚文のカーススキルによって倒された。信仰のため複製品を盾には変えようとしなかった。
『槍の勇者のやり直し』では、元康から抹殺対象と見做されており、どの周回でも悲惨な最期を遂げている。
シルトヴェルト編では、戦争の際に四聖武器の模造品を用いて尚文や元康に攻撃を仕掛けるが、強化方法の共有をしている彼らの敵ではなく、元康の攻撃を受け、消し炭にされて死亡した。メルロマルク編では、メルロマルクで革命騒動が起きた際に、フィロリアルの卵を人質に取って、元康を教会に呼び出し、龍刻の砂時計を使って元康のレベルをリセットし、仕留めようとするが、勇者武器の強化方法の一つである資質向上によって素の戦闘能力を底上げした元康に意表をつかれ、その隙に模倣品を破壊された上で信者共々返り討ちにあい死亡した。
ごじゃる口調の影
声 - 中尾衣里
尚文が主に相手にする影。メルティに指名されて語尾に「ごじゃる」をつける話し方をしている。他の影と同様に隠密行動のプロで、女王の影武者もしていた。この口調をさせられていることを不服に感じている。また、隠密行動や戦闘では暗殺者らしい冷静な行動をとる一方で、メルティに口調に関して文句を言ったり尚文をからかったりと茶目っ気のある一面ももつ。闇属性の魔法を使え、相手の注意を誘導する魔法や斬り付けた相手の血を利用した魔法を使う。エルハルトが作った霊亀短刀を武器にしている。
三勇教の事件の際に暗躍し、尚文一行を手助けした。霊亀事件では、他の影と共に、霊亀内部に侵入する尚文たちに連合軍の護衛として同行し、探索や霊亀の心臓への通路の確保などのサポートを行った。
その後20巻のルロロナ村が過去に転移した異変の際、メルティの護衛として潜伏していた所、相棒となっているラフ種の「ラフ影」とともに再登場する。異変の時に村にいた影は彼女しかいなかったらしく、再び隠密行動で手助けする。ピエンサの偵察中に治療不可の武器によって攻撃されラフ影と共に瀕死の重傷を受けるが、尚文が目覚めた0の領域の回復魔法によって一命を取りとめた。その後尚文たちとLv上げをしていた際に、自分たちを攻撃したピエンサの軍人と戦闘となり、怪我が治せない攻撃をするなど奮闘し屈辱を晴らす。
エレナ=ハーフェン
声 - 清水彩香
元康の元仲間。元康が冒険を始めてから1週間後に仲間になった。騎士として働いている父親と商会を営む母親は揃って勤勉であり、実家にいると騎士団入りか商会の仕事を振られるかで居心地が悪かったため、何もしなくてもLv上げも贅沢も出来る元康のパーティに入った。
安楽な生活を好み、面倒ごとを嫌う怠け者だが、計算高く有能で、要領よく楽をすることに長ける。また、楽をするための根回しや最低限の努力を惜しまないだけの行動力はある。自身の利益のために本性を隠してマインや元康に合わせていた。また亜人に対する差別感情も特に抱いていない。
霊亀戦で元康が敗北すると「これ以上は危険すぎる」と判断。彼を見限って逃亡・帰国し、実家であるハーフェン商会に戻り嫌々ながら家業の商売を始める。消息不明となった元康をおびき寄せるために協力したが、会いに来た元康を身も蓋もない理屈で振っていた。
『槍の勇者のやり直し』ではメルロマルク編(6週目)で登場。行商を始めようとする尚文・元康一行に自分を仲間に加えて欲しいと自身を売り込むも、メルロマルクで迫害されている盾の勇者である尚文に人間が仲間に加わるのは考えづらかったため、尚文からは困惑され、元康からは不信感を通り越して殺意すら抱かれているが、自身に奴隷紋を刻む事を条件に一行の仲間に加わる。怠け癖も隠さず、待機中は馬車内に吊るしたハンモックで昼寝をしており、元康からは上述の怠け癖から「怠け豚」と呼ばれている。キールと共に行商の売り子を行い、場所によっては商売人としての手腕を発揮し、キール以上の売り上げを出す事もあり、波が発生した時の避難誘導もかなり手際が良く、怪我人こそいれどリユート村の波では死者が出さないように被害を最小限に食い止めていた。また、実家のコネを利用して、バイオプラント栽培のための領地を一部貸し出したりもしていた。
尚、尚文の仲間になる事を選んだ理由は、強姦冤罪の件は完全にクズの方に全面的に非があり、最終的に立場が悪くなる可能性が高いと見ており、樹にいると悪徳貴族の討伐、錬といると魔物退治を強制させられるため、行商を行う尚文と元康のところが一番楽で、そちらにいると女王帰還時に自分や家の立場が良くなりそうだと踏んでいたためである。
ライノ
元康の元仲間の冒険者。剣が武器で、回復と援護の魔法が使える。召喚から三週目で元康がナンパして仲間に入れるもマインらに騙されて見世物小屋に売られる。その後、女王や影たちのお陰でどうにか助けられる。
マインへの復讐のため女王の命を受けた密偵となり、マインの仲間として潜伏し異世界に渡る。魔竜の城での戦闘中にマインを後ろから刺し、操られた鞭の眷属器を奪い返した後、自分の名も覚えていなかったマインに更なる怒りを見せて嬲り殺し、魂には逃げられるものの本懐を遂げる。戦闘中はそのまま鞭を使用して尚文の味方として戦い、戦闘後は尚文に鞭を献上した。「マインの被害を受けた者」という共通点もあって尚文と非常に気が合い、仲間として認識される。
マルド
声 - 楠大典
樹の元仲間。全身鎧を着たメルロマルクの貴族。異世界人や格下と判断した者を見下し、常に勝ち馬に乗ろうとする傲慢かつ独善的な性格。それなりに腕は立つが、厳つい外見に反して相当な「痛がり」で自身が傷つくと情けなく泣き叫ぶ。全身鎧に身を固めているのも防御力以前に痛い思いをしたくないから。尚文からは「鎧」と呼ばれている。ちなみに元康から何故か「燻製」と呼ばれている。
最初は錬の仲間として同行していたが、樹のパーティーに移る。その後、樹を崇拝していると装っていたが、実際には「イツキ様親衛隊」と称して仲間内で序列を作り、最下位に置かれたリーシアをいじめるなど樹の思い上がりを助長していた。霊亀に敗北した際には、手のひらを返して樹を縛り付けて逃走し、それ以降は偽物呼ばわりする。その後マインと共に行動し、ゼルトブルで樹を裏切りパーティーの仲間達と共に行方を晦ます。活躍により地位を向上して行く尚文を逆怨みしており、勝手な理屈をつけて悪魔や魔王呼ばわりし自らは正義の行いと称して敵対している。
波の尖兵たちの「強ければ正しい」という考えに同調し、セインの姉の勢力に加担し、絆の担当世界に渡る。楽器の国で眷属器を操るアクセサリーによって、斧の眷属器を強引に従わせ、マインやセインの姉、宮地たちと共に、絆を救出しようとする尚文や樹たちと交戦し、一時的に優位に立っていたが、逆に追い込まれ撤退する。また宮地が楽器の眷属器を奪われ、自身の持つ斧を奪おうとした際に殺害している。その後、銛の眷属器持ちの国の戦力としてラルクの国に攻め込むも樹に敗北し、情報を吐かせるために樹に拘束される。尚文たちが元の担当世界に一時帰還する際に札で拘束された状態で連行され、尋問の後に「ファラリスの雄牛」で処刑される予定。
『槍の勇者のやり直し』では、シルトヴェルト編（5周目）で、樹が元康に負けた際には、手のひらを返し、樹を偽者呼ばわりし、尚文と元康達に取り入ろうとして、手にした斧で樹を殺害した。そのため、メルロマルク編（6周目）では元康に警戒され、召喚初日に当てがわれた部屋に文句を垂れ、こっそり城の酒蔵から酒を盗もうとしていたところを隠密行動中の元康に暗殺された。フォーブレイ編では、冤罪事件を看破した勇者達を抹殺するというクズの宣言に従い、寝返って勇者達を殺そうと襲いかかるが、元康の返り討ちにあい、胸を串刺しにされ、断末魔を上げながら絶命した。
ロジール
樹の元仲間、「イツキ様親衛隊」の序列二位。マルドに並ぶ巨漢である、大斧使いの戦士。マルド同様に傲慢かつ独善的な性格。マルドが樹に捕らえられた際に彼の名が言及されており、リーシア以外の元仲間はセインの姉勢力に参加している模様。
『槍の勇者のやり直し』のメルロマルク編でマルドが樹の仲間になる前に元康に暗殺されたことで序列一位となっている。過去にゼルトブルの闘技場に出場した際に、ラーサズサを相手に初戦敗退し、負けを認めず酒場で喧嘩を吹っ掛けたが、ボコボコにされて、それがトラウマになり、メルロマルクに蜻蛉返りしてしばらく引きこもっていた。以降、彼女を逆恨みするようになった。勇者会議中にラーサズサと再会し、難癖をつけ騒動を起こした事で、樹に序列降格をさせられそうになる。その後、仲間ともに変装してラーサズサを襲撃しようとしたところ、フレオンにより改心(?)した樹によって倒され、追放と同時に罪人として連行された。
ノプス=アーマビア
声 – 山本祥太
メルロマルク騎士団の団長。典型的な三勇教徒か権威主義らしく、王族であるオルトクレイやマルティから嫌われている尚文を見下している。メルロマルク2度目の波では魔物と戦う尚文たち諸共巻き込むような魔法攻撃をして「平気なんだからいいじゃないか」とうそぶき、3度目の波ではエイクたち5人を勝手に連れ出したことに文句をつけ、波で荒らされた村も放置してグラスに負けた三勇者の保護を優先した。小説版での三勇教事件の際は、尚文を庇おうとしたエイクを尚文に加担したとして殺そうとするが、尚文に阻止される。その後、シルトヴェルトに暗殺されたようで、尚文の名誉回復後に女王から報告されている。
『槍の勇者のやり直し』では、プロローグ編（2周目）で、シルトヴェルトに行こうとした尚文と使者たちを国境の砦で殺したらしく、それがきっかけでループを起こしている。
シルトヴェルト編（5周目）では先行してきた元康を殺そうとしたが、逆に元康の魔法の嵐によって兵士たちと共に焼き払われた。
メルロマルク編(6週目)では2度目の波で魔物と戦う尚文達に対し1周目の時と同じく魔法攻撃を行った。そのことに激怒した尚文に胸倉を掴まれ「守る事しか出来ない大変さを身に染みて思い知らせてやろう」と諸共に魔物の群れの中へと引きずり込まれかけ、這々の体で逃げ出した。
エイク
声 - 梶原岳人
メルロマルク騎士団の下級兵士。リユート村出身の若者。メルロマルクの兵士だが、仲間の中には亜人種もおり、亜人に対する差別意識がない。故郷の村を助けた尚文に恩を感じている。民を守るために兵士になったため、リユート村の村人を救ってくれた盾の勇者を尊敬している。フィーロの件で周辺被害も顧みずに尚文を攻撃する元康の槍の前に飛び出し、往来で騒ぎを起こすのはやめるよう必死に制止した。
波を防ぐことを優先し巻き込まれる民を二の次にする国の方針に反して、盾の勇者である尚文に仲間にしてくれるように頼み込んできた。仲間4人と共に、メルロマルク3度目の波の際に盾の勇者パーティとして民間人の避難と救助を行った。三勇教事件の際は北東の国境で警備をしており、逃亡中の尚文たちと遭遇するも匿って見逃し、その後の乱戦では尚文を庇おうとしたことで騎士団長に殺されかけるが、尚文に偶発的だが助けられる。事件解決後、仲間と共に祝賀会に呼ばれ、尚文と再会する。その後もセーアエット領の警備に派遣されていて顔を会わせている。
ヴァン=ライヒノット
声 - 八代拓
亜人友好派の貴族で、彼の街には亜人も多く暮らしている。メルロマルク最初の波のあと、戦死したエクレールの父と志を同じくしていた貴族は軒並みオルトクレイによって左遷の憂き目に遭わされており、彼もその一人であった。逃走中の尚文とメルティを匿うなど良識人ではあるもののなかなかに食えない人物でもある。
逃亡中の尚文一行を屋敷に匿っている際に、イドルに連れ去られ拷問を受けるも頑として口を割らず、尚文に救出された後キールを保護する。事件によって体力が落ちたため領地で療養し、カルミラ島から帰った尚文たちをキールと共に出迎え、キールを尚文たちに託す。
書籍版『槍の勇者のやり直し』のメルロマルク編では、革命騒動の際に三勇教によって革命派への見せしめとして殺害され、さらに村人達も虐殺されたことが語られた。
イドル=レイビア
声 - 西村太佑
ヴァンの隣町の亜人排斥派の貴族で、亜人との戦争経験がある元軍人でもある。武器は鞭。亜人奴隷の拷問を趣味としており、かつてラフタリア、キール、リファナを買って拷問していた。リファナを殺したことと、ルロロナ村が滅んだことを突きつけてラフタリアの心に深い傷を負わせた。
逃亡中の尚文一行をおびき出す餌としてメルティとヴァンを連れ去る。救出と敵討ちのために来た尚文たちに追いつめられ、ラフタリアに刺されて窓から突き落とされる。自棄を起こして過去の勇者が封印した魔物タイラントドラゴンレックスの封印を解くが、その魔物に踏みつぶされ死亡する。

#### 尚文の村
尚文が霊亀戦後に領地として得た旧ルロロナ村の住民を中心とした奴隷たちの村。旧住民含めてラフタリアと同年代の子供が多く、尚文によるレベリングによって成長しているが人数が多いためかラフタリアほど肉体的には成長していない。また、旧ルロロナ村の住民はかつてのラフタリア同様に波で村を襲った魔物（双頭の犬型）に対してトラウマがある。
キール
声 - 藤原夏海
ワーヌイ種の亜人/獣人。ラフタリアの幼馴染。
一人称は「俺」。中性的な顔立ち、親の教育で自身が男だと思っているが実は女。
ラフタリアと同じくメルロマルクの最初の波の後、ラフタリアと同様に奴隷にされる。かつてラフタリアを虐待したイドルの屋敷の地下にとらわれていたが、尚文とラフタリアたちによって助け出される。ヴァンに保護された後、カルミラ島から帰った尚文一行と再会し、強くなり波と戦うために仲間になる。霊亀事件で負傷してしまい、治療を受けることになり離脱する。治療を終え尚文たちが絆たちの異世界から帰ってきた後は、波で戦うためと村の復興のためにLv上げと行商を行う。女と発覚後、尚文により、顔が良く物怖じしないため行商には向いているとして女物の服を着せられて行商に力を入れさせられた結果、行商の売り上げは村で一番となる。
武器は片手剣を使用している。サディナに教えられ獣人化できるようになる。本人はかっこいいと思っているが、姿は小型の二足歩行のシベリアンハスキーであったため、周りからは可愛いと言われる。獣属性の魔法が使え、遠吠えによって身体を強化できる。
尚文の奴隷となってからは、従来の明るさを取り戻しLv上げで強くなったものの、過去の世界の魔物退治の際、かつてのラフタリアのように、村を壊滅させたケルベロスのような魔物に対するトラウマに襲われる。トラウマを乗り越えるためラトの先祖のホルンに頼み、トラウマの原因であるケルベロスへの改造手術を受けようとするも、可愛らしい姿にしかどうしてもなれず保留する。その代わりに、合成スキルの要領で獣化する事で属性に合わせた変身ができるようになる。ピエンサの軍人や投擲具と杖の勇者との戦いでは奮闘するも戦闘後は力の反動で動けなくなり、戦線離脱した。
『槍の勇者のやり直し』のメルロマルク編（6周目）では、奴隷として尚文たちに購入された。また、行商時の売り子として可愛い服を着せられている。この周回でゼルトブルに来訪した際、ラーズラサに獣化を教えられ獣人化できるようになった。
また、この周回では武器は短剣であり、最初の波以降は二刀流を使用している。
サディナ
声 - 小清水亜美
異世界の眷属器、銛の勇者。
シャチ系の亜人/獣人。ルカ種と言われているがサカマタ種。23歳。
一人称は「お姉さん」で口癖は「あらー」。相手にはちゃん付けで呼ぶ。お酒が好きで陽気な掴み所がない性格。村では漁師とサルベージの仕事をしている。
クテンロウの元水竜の巫女兼殺戮の巫女。ラフタリアの両親がクテンロウを離れる際に護衛として同行してメルロマルクのルロロナ村で生活をする。ラフタリアからは姉のように慕われている。最初の波では遠洋に出かけていたため村にはいなかった。その後ラフタリアを探すため、ゼルトブルのコロシアムで戦闘奴隷として賞金を稼ぎ、村出身の奴隷を集めていた。その後コロシアムで尚文一行と戦うもお互い目的が同じだとわかり協力し合うことになる。
かなりの酒豪で、自分よりお酒が強い人を好む。ルコルの実を食べることができ、さらに村を復興しようとする尚文に惚れており、尚文に積極的に迫るが疎まれている。
クテンロウにいたころは幼いころから巫女の仕事をさせられ、すぐに急成長させられる。様々な武術の稽古を受け、恐れられるほどの強さを身に着けるが、神託の才能がなかったため、そのことを両親や当時の天命に罵倒され真面目に悩んでいた。そんな中ラフタリアの父親に励まされており、国外逃亡した後もラフタリアの両親が親代わりだったため、二人やその子供のラフタリアを生きる意味というほど大切に思っている。
戦闘能力は非常に高く、銛を武器として扱い、水と水生亜人には珍しい雷魔法の資質をもつ。また、合唱魔法の指揮も上手い。水竜から加護を受けており龍脈法を使用する。盾の獣化補助でシャチに変身する。銛の眷属器を不正所持していた転生者を戦闘技術において圧倒したことで資質を見出され、眷属器の解放後、銛の勇者に選ばれる。
フォウル
アトラ
ウィンディア
声 - 菱川花菜
犬系の亜人。竜帝のガエリオンに育てられたが、親ガエリオンは錬に討伐されて亡くなり、その後冒険者に捕まり奴隷として売られ、ルロロナ村復興のために奴隷を欲した尚文に買われる。親の敵である錬のことを嫌っているが、錬が自分や自身の罪のことでネガティブな考えをすると活を入れている。次第にわだかまりがなくなり、20巻では名前で呼ぶようになっている。魔物が好きで子ガエリオンを父親のように育てるのが目標。子ガエリオンの中に親ガエリオンの人格があることは、親ガエリオンの自立させる方針のため知らされていない。ドラゴンに育てられたためか、若干ドラゴンびいきしている。思考も魔物寄りで魔物は戦って強くさせるのが一番と考えており、ラトとは意見がぶつかるも、強くさせる方法を共に模索する同士関係であり、研究の手伝いをしている。しかし学が足りないため、ラトに遊ばれていることが多い。
村の皆で狩りをした際に見つけた魔物の巣から卵を失敬し、尚文に内緒でキャタピランドなどの魔物を飼育していた。そのことが尚文にばれた際、キャタピランドを庇おうとした言動から「谷子」という渾名を名付けられそうになる。村の魔物の多くがラフ種になった際は若干嘆いていた。
竜帝のガエリオンに加護を受けており、龍脈法が使える。戦闘では龍脈法を使ったり、仲間と共に合唱魔法を行ったりする。また、ガエリオンに乗って戦闘を行ったりもする。
『槍の勇者のやり直し』のメルロマルク編（6周目）では、親が錬に倒された後、財宝目当てに住処としていた洞窟を荒らす冒険者から、妹のガエリオン（メス）と共に尚文たちに保護されている。ドラゴン嫌いの元康にはフィーロの診察に関わっていた経緯や、女性・亜人以前にドラゴンの眷属（つまり魔物扱い）と見做されているため、人間形態でも認識・会話は成立するが仲が悪い。
ラトティル＝アンスレイア
声 - 國府咲月
通称「ラト」。錬金術師。癖のあるプラチナブロンドの長髪に小麦色の肌をした長身の女性。
かつてフォーブレイで強い魔物を創造して戦力として認めさせる研究をしていたが、タクトがライバルだった錬金術師の肩を持ち、また研究内容でぶつかっていたため追放される。霊亀を調べに来た所、尚文の村の魔物に興味を持ち村で研究を始める。信用がなかったため奴隷となることを条件に村に滞在することを許可される。回復と援護の魔法が使え、鳳凰との戦いでは治療師として同行している。
バイオプラントや魔物の研究や育成で貢献しており、魔物は改造してこそ強くなると考え、ウィンディアとは意見がぶつかるも、強くさせる方法を共に模索する同士関係である。みーくんという魔物を大切にしており、いつか出られるようにして、最高の魔物にしたいという夢がある。ドラゴンに関しては、あらゆる生物と交配することで生態系が狂うため嫌っている。ラフちゃんを新種の魔物として定着させたいと思っていた尚文に能力項目の変異性を上げることを助言し、後にラフ種を生み出すこととなる。ラフ種の健康診断も行い、彼らの異種変異のクラスアップによる後遺症を軽減させている。
イミア＝リュスルン＝リーセラ＝テレティ＝クーアリーズ
声 - 稲垣好
ルーモ種の獣人。フルネームが長いため「イミア」と呼ばれている。
かつてはルーモ種の集落で暮らしていたが、ルロロナ村を襲ったのと同じ奴隷狩りに襲われ、目の前で両親を殺され、自身は奴隷として売られる。その後奴隷商に売られていた所を尚文に買われる。かつて自分を買った貴族たちの虐待で傷を負っていたが尚文に治療される。
少々気弱な性格。集落を襲った奴隷狩りが元メルロマルクの兵士だったため、メルロマルクの兵士が苦手であったが克服している。
手先が器用で主に行商用の服やアクセサリーを作っている。特に尚文に教わったアクセサリー作りに力を入れており、アクセサリー商の指導を受けたことで尚文以上の腕を身に着け、テリスをも驚嘆させるほどのアクセサリーを作り上げた。
戦闘奴隷ではなかったが、村の危機には村の奴隷たちと共に戦う。また過去の世界で尚文たちと一緒に魔物狩りに行ったりと戦闘に参加することが増えてきている。ハンマーを武器にしており、また手先の器用さから、手に魔法を付与させて急所をつくといった攻撃を行う。自身が掘った穴に敵を落としたり、土属性の魔法を使用する。
トーリィネミア
声 - 喜屋武和輝
ルーモ種の獣人。イミアの叔父。通称「トーリィ」。
鍛冶師。エルハルトと一緒に鍛冶の修行をしていた。エルハルトと同じ師匠の下で修業し、免許皆伝の手前で実家にトラブルがあったらしく、途中で抜けて故郷で金物屋をしていた。
ゼルドブルの奴隷地下市場で奴隷として売られていたところを尚文にイミアの叔父と判明したため同郷の者たちとともに買われた。その後、姪のイミアと再会し、修行仲間だったエルハルトの店で働くこととなった。
『槍の勇者のやり直し』では、エクレールの父親が秘密裏に用意した非常時に領内の亜人/獣人をメルロマルクから国外に逃がす洞窟を管理しているルーモ種の集落で、ルロロナ村を襲った奴隷狩りに襲われていたところを、尚文たちに助けられる。そのお礼としてエルハルトが尚文達を優遇もらえるような旨を伝えた手紙を尚文に渡した。しかしその後、偵察を依頼された錬の報告を受けた奴隷狩りの追撃を受けた。
セイン＝ロック
声 - 長縄まりあ
絆たちの世界とはまた別の異世界の眷属器、裁縫道具の勇者。
裁縫道具の勇者らしく裁縫が得意である。様々な世界を渡っており、絆たちの異世界にも行ったことがある。ゼルトブルのコロシアムで、マーダーピエロというリングネームで仮面を被り傭兵として尚文一行と戦う。その後雇い主に解雇され、護衛として雇われるために素顔で尚文の村に訪れる。一度は断られるも、宿敵勢力に襲われていたところを助けたことで仲間になる。平時はゼルドブルでお金を稼いでいる。細身ではあるが大食いである。
セインの世界は既に消滅しており、眷属器の翻訳機能が壊れているため言葉に雑音が混じってしまい会話が困難であった。後に倒した宿敵勢力が持っていた翻訳機能が付いたアクセサリーによって使い魔に通訳してもらうことで会話が可能となった。19巻でセインの姉が調べた結果、音飛びの原因はエネルギーの調整が間違っていたためらしく、再調整されたのか、姉が去った後は普通にしゃべることが出来るようになった。
自分の世界を滅ぼした宿敵勢力を恨んでおり、その勢力に寝返った自分の姉と対峙した際には強い怒りを露にした。自身の内情を話すとその相手が死んでしまうジンクスを恐れ、尚文に必要以上に自身のことを話そうとはしないが、彼に懐いている。ルロロナ村で起こった異変で過去に飛ばされた際に先祖と思われるレインと出会い、自身が天神種という種族の末裔だと知り、光翼の使い方を教わる。
戦闘では鋏で切りつけたり、糸で拘束したりする。変幻無双流にはない守りの気を使うことができ、尚文たちにも教えている。人形やぬいぐるみを使い魔として使役することができる。習得した光翼は蝶のような翅であり、能力の向上や飛行、さらに翅から小さな爆発を起こす鱗粉を出すこともできるようになる。
シルディナ
異世界の四聖勇者、札の勇者。
シャチ系の亜人/獣人。サディナの妹で、クテンロウの現水竜の巫女。サディナも持っていない神託の才能をもつ。短めのセンテンスで区切りながらしゃべるのが癖。
サディナがラフタリアの両親と共にクテンロウから出た後に後釜として生まれた。サディナに匹敵する強さにするために、地獄を見たと語るほどの仕打ちを受けている。そのためサディナを恨んでいたが、口癖が「あちゃー」で酒好き、お酒が強い異性が好みであるなど、姉に似ている面がある。極度の方向音痴。マキナの甘言に踊らされ慕っていたが実際には陰で馬鹿にされていた。実年齢はラフタリアと大して変わらずまだ幼いがLv上げによって成長させられている。
立場上、尚文たちとは敵対関係であったが、偶然尚文とセインに出会い飲み会をすることになり、尚文のルコルの実を平然と食べる強酒ぶりに惚れ込む。サディナとの決闘の後に和解し、サディナと共に非道なことをした故郷の集落を襲撃する。
その後はルフトと共にルロロナ村で暮らすようになる。サディナとはライバル意識は残しつつも関係が改善される。尚文の仲間になって以降はサディナ同様に尚文に対して押しの強いアプローチを行っている。札遊びやカードゲームを好み、同じ趣味をもつセインとは遊び友達のような関係となる。ルフトとは当初は主従を意識した話し方をしていたが、姉弟のような関係となり、話し方も砕けたものとなっている。
尚文が絆の世界へ救援に行く際に同行し、札の聖武器を解放後、四聖勇者に選ばれる。
サディナと同様に戦闘力は高く、水と風の魔法の資質をもつ。神託によって物の残留思念や魂を降ろすことができ、戦闘法や魔法を模倣できる。また魂人を宿してその力を用いることができる。札の勇者の候補者でありカードゲーム好きでもあるためか、絆たちの異世界の札魔法を気に入り、使いこなすようになる。
ルフトミラ
元天命。ラフタリアの従兄弟。通称「ルフト」。
マキナたちに傀儡として利用され、クテンロウの腐敗を招いてしまう。魔物が好きで、魔物退治を罰する法を作り、封印されていた危険な魔物の封印を解いてしまう。
マキナたちに利用されていたが、利発な性格をしており、尚文に自分がしてきたことで国民を苦しめていたことを告げられ、強い責任を感じている。そのため表向きは処刑にされたことにして国から追放される。そして償うためと見聞を広めるためにシルディナと共にルロロナ村で暮らし始める。尚文からはラフタリアがクテンロウの統治を嫌がった際の保険として統治者として育てたいと思われていたが、タクトによって尚文たちが傷つく状況を見て強くなりたいと思うようになり、メルティやクズに統治者としての教育を受けながら、Lv上げにも積極的になる。
魔物の中ではフィロリアルが一番好きであったが、尚文のフィーロを使った罰と元康が育てたフィロリアルたちにもみくちゃにされたことでトラウマをもつようになる。尚文にラフちゃんを紹介された際にとって代わるように気に入り、後に生まれるラフ種も気に入る。そのため尚文とは、ラフちゃんとラフ種と語り合う友達同士になる。
ラフタリア同様に魔法適性は光と闇で、幻覚の魔法を使うことができる。ラフちゃんによるクラスアップと施されたことで、ラフちゃんの獣人のような姿に変身できるようになる。またオルトクレイから戦術も教わったことで、作戦を立案するなど策士としての一面も見せる。

##### 村の魔物
村の開拓や行商のために飼われている魔物。尚文のもつ成長補正によってかなり高い知能をもつようになり、村を守るために希望したクラスアップで大半が新種の魔物「ラフ種」に進化する。
ガエリオン
村に寄贈された卵から孵ったオスのドラゴン。ウィル種。
ウィンディアから父親と同じ名前を名付けられた。尚文が女の子の魔物のフィーロがいたため、オスとして生まれるようにした。飼い主の尚文や育ての親的存在のウィンディアに懐いている。尚文に構ってもらうためにいたずらをしたりする。尚文の飛行移動手段となっており、地上の移動手段でフィロリアルのフィーロとは仲が悪い。
尚文が所持していた腐竜（親ガエリオン）と魔竜の二つが合わさった核石を取り組んだことで暴走し、魔竜に意識を乗っ取られるも、自力で魔竜から脱出した後は、大きな姿と小さな姿に切り替えることができるようになる。
親ガエリオン
声 - 大友龍三郎
核石の欠片をもつ「竜帝」の一体だが、戦闘力は最も低く、自ら「最弱の竜帝」と称する。ウィンディアとガエリオン（メス）の親。
他の竜帝の目を避けるために敢えて人里に近い平和な土地に隠れ住んでいた頃、錬に巣を発見されて退治され、亡骸は碌に処理もされずに放置されたが、死んだ後も竜帝の欠片に魂があり、怨念と亡骸の腐敗によってドラゴンゾンビとして復活、周囲に瘴気をまき散らして被害をもたらしていたが、最終的に尚文に退治・浄化されて完全に死亡した。当初欠片に魂が残っていることは尚文には気付かれておらず、しばらくは核石を食ったフィーロの体内に居たが、子ガエリオンが欠片を取り込んだことで同化、二重人格となっている。元々人語を操る程度の知能を持っているが、ウィンディアの自立を促すため、尚文にだけそのことを明かし、親の意識があることを秘密にしている。錬に倒されたことは根に持っており、尚文がカースシリーズを発動させた際に錬が近くにいると干渉して暴走する原因にもなっていた。
尚文らに龍脈法を授けて、タクトの仲間の竜帝の欠片を取り込んだことで世界で一番の竜帝に登りつめる。また、成長限界であるLv100の限界突破の方法を得たことで、尚文の仲間に限界突破のクラスアップを施している。
ガエリオン（メス）
『槍の勇者のやり直し』で登場したメスのドラゴン。ガエリオン（親）の住む洞窟の中にいたウィンディアの義理の妹。十分な量の竜帝の欠片を継承するかLvを上げると人語を操るようになり、口癖は「なのー」。
メルロマルク編（6周目）で横暴な冒険者に殺されそうになった際に尚文たちに助けられ、ウィンディアと共に仲間になる。メスな分、よりストレートに尚文を狙っており、ドラゴン嫌いのフィロリアル組や元康とは仲が悪く、特にサクラとは尚文を巡る関係から度々張り合う。尚文に関してはループ前のヤサグレた方も、ループ後の優しい方も気に入っており、前者を「ワイルドなおふみ」後者を「マイルドなおふみ」と呼び分けている。
メルロマルク編で錬が死亡し、龍刻の長針の効果であるループが発動しようとした時、尚文がループする元康に次のループで錬と樹を説得させる作戦を伝えるためにオストと共に協力して、槍の聖武器に干渉し、ループの発動を遅らせ、僅かながらも時間を稼いでいた。
あるループから槍の聖武器に自身の記憶を転写し、ループ先の自分自身やドラゴンに記憶を上書きする能力を得る。さらに元康がフィロリアルや仲間をレベリングする際に得る経験値の一部や槍の力が自身に流入するように細工しており「ラストドラゴン」に変化できる。副産物として元康の「フィロリアルに対する執着」も取り込んでしまい、自身を律していないとフィロリアル相手に本人も意図していないスキンシップをとって互いにダメージを受けている。

ヒヨちゃん
薄紫色フィロリアル。フィーロの眷属第一号。尚文は「配下一号」と呼んでいたが、村の奴隷たちが付けた「ヒヨちゃん」が自然と定着した。
当初は尚文の希望でフィーロによってクイーン化させないようにしていたが、元康が村に居ついてからはクイーン化しており、元康が連れて来たクー、マリン、みどり以外のフィロリアルの纏め役となっている。しゃべっている姿は尚文は見たことがない。元康によると、人間体は大人の女性の姿であるらしく、しゃべったり人化した姿を見せたりしないのは尚文に気に入られるため。村が過去の世界に転移した際は、村にいなかったフィーロの代役として尚文の足として、共に戦ったり、行商の馬車を引いたりしている。

### フィロリアル
フィーロ
ヒヨちゃん
フィトリア
クー、マリン、みどり、ぶらっくさんだー
愛の狩人になった元康が育てたフィロリアルたち。

#### 槍の勇者のやり直し
『槍の勇者のやり直し』で登場する、ループした元康が育てたフィロリアルたち。クロ以外の命名は尚文。元康は卵の状態でも区別が付くため、ループするたびに可能な限り手に入れている。ユキ・サクラ・コウの三羽はフィトリアの試練を受けて後継候補に選ばれているが、その後も元康が限度なしに卵を買い漁った結果として最終的にはそのほとんどがキング、クイーンで構成される「フィロリアル軍団」となる。
クロ
最初のループ（2周目）で、元康が魔物商から購入・孵化させた黒色のフィロリアル・キング。男の娘。元康のことを「もと」、尚文を「なお」と呼ぶ。重度の厨二病。錬やキールと仲良くなるが、知り合う時期によっては錬から黒歴史扱いされる。
ユキ
声 - 和氣あず未（ドラマCD）
シルトヴェルト編（5周目）で元康が孵化させた白色のフィロリアル・クイーン。元康のことを「元康様」尚文を「ナオフミ様」と呼ぶ。リーダー的存在で、サクラ、コウだけではなく、元康が買い漁った卵から生まれたフィロリアルたちの指揮も執るようになる。元来、能天気で自分のやりたいことしかやらないフィロリアルの中でも利益と不利益を差し引きした上での判断を下すことが出来るなど、作中に登場したフィトリアの後継候補の中では最も有望。
元康がフィロリアル生産者から買った卵の中で唯一血統が良く、そのためか上品な言い回しや会話をする。プライドも高く、元康にとっての1番になることを望んでいるが、当の元康は「フィロリアル様は等しく愛でるもの」という認識のため伝わっていない。
サクラ
声 - 日高里菜（ドラマCD）
シルトヴェルト編（5周目）で元康が孵化させた桃色のフィロリアル・クイーン。元康のことを「モトヤス」尚文を「ナオフミ」と呼ぶ。おっとりとしていて尚文に懐いており、主に尚文の護衛を担当。メルロマルク編（6回目）では尚文が主人になっている。人型になると花飾りのように見える癖毛がある。元康が主人だった場合は目の色がピンクだが、尚文が主人になった場合は目の色が青くなる。また、シルトヴェルト編では他のフィロリアルと同じで幼い姿だったが、メルロマルク編では17歳くらいの大人の姿に変化している。
元々はそれほど良い血統ではなく、卵状態で魔物商に卸される予定だったが、ユキの卵を購入した際にもっとたくさん欲しいという元康にサービスで譲られた。
コウ
声 - 大空直美（ドラマCD）
シルトヴェルト編（5周目）で元康が孵化させた黄色のフィロリアル・キング。元康のことを「キタムラ」尚文を「イワタニ」と呼ぶ。好奇心と食欲が旺盛。獣人化したキール（6周目）やイミア、樹（8-9周目）すら食べようとする。リファナやラフタリア、エルメロとは仲が良い。仲間すら食べ物扱いする態度は堪忍袋の緒が切れた尚文のお仕置きによって改められ、以降は尚文に苦手意識をもっている。
元々はそれほど良い血統ではなく、卵状態で魔物商に卸される予定だったが、ユキの卵を購入した際にもっとたくさん欲しいという元康にサービスで譲られた。
ルナ
メルロマルク編（6周目）で元康が孵化させた紺色のフィロリアル・クイーン。クール系な性格で口数が少ない。かわいい物好きで獣人化したキールやイミアを好んでいる。人化時の髪の色が銀と色合いが異なる。
フレオン
元康が初めて育てたフィロリアル。名前は元康が好きなゲームの、フィーロに似た同名のキャラクターから名付けられた。フィロリアル・クイーン形態は通常のフィロリアルよりも翼や尾羽が大きく、フィーロの青い部分を赤くしたような姿であり、人間体も赤目であること以外はフィーロやフィロリアとそっくりな姿をしている。
元康がフィーロがフィロリアルだと知り、自分も育てようとしたところ、クズとヴィッチに斡旋された卵から孵した。しかし容体が急変して死んでしまう。ヴィッチ達から「フィーロはフィロリアルではなかった」事と、「勇者の恩恵による急激な成長に耐えられない病弱な個体だった」と説明され、この一件で元康は尚文への不信感を強めてしまう。
メルロマルク編（6周目）で話を聞いた尚文とメルティから、フレオンの死はヴィッチが邪魔な存在だと感じたため毒殺された可能性があることを告げられ、その話を聞いた元康はより強くヴィッチへの怒りを募らせ、ヴィッチに罰を下すことを決意した。書籍版では元康がフレオンの卵を得る機会ができ、それを育て孵したことで再会することになる。経緯として、尚文達が連れている魔物がフィロリアルであることを知ったヴィッチが槍の勇者に対する切り札にするためにフィロリアルの育成界隈で有名な老人が大事にしていたフレオンの卵を強奪した。その老人は卵の返却を求めて城に抗議しに来た時、革命運動が起きた直後であったため、投獄され三勇教の者たちから拷問を受けて獄中で亡くなった。その後、卵は革命騒動が解決した後にメルティの手に渡り、その夜、城で開かれたパーティーで、フィロリアルを愛する元康に譲渡された。そして孵化してから元康が食事の監修や寝ずの番までして育てたことによって無事にフィロリアルクイーンになるまでに成長した。
絶滅した空を飛べる古代種のフィロリアル、フィモノア種の生き残り。ヒーローに強いこだわりを持つ性格で、歌は樹の琴線に触れるらしく、樹はフレオンと接し続けた結果、洗脳じみた状態で改心しており、自身の正義を見つめ直し尚文達とのわだかまりも解消することに成功している。

### ゼルトブル
ヒークヴァール
声 - 真木駿一
アクセサリー屋を営んでいる商人。メルロマルクで行商を行っていた尚文と出会い、隣町まで馬車に乗せてもらっていた際に盗賊に襲われるが、尚文に助けられる。その際の盗賊に対する対応から尚文の商才に惚れ込み、アクセサリーの技術の伝授や採掘場の斡旋を行う。人脈こそ財産と考えているらしく、各方面にも顔が広く、組合内でもかなり権力を持っている。表面上は穏やかだが、邪悪で残忍な面を時折垣間見せる。商売には厳しく弟子をとる人ではないと有名であり、実質尚文を弟子にしたと聞いた商人仲間からは驚かれていた。稼ぎ時や稼ぎ場所を嗅ぎつける勘が鋭い。本国ではデパートかモールのような店舗を経営している。
絆の異世界や波の尖兵から得たアクセサリーの解析と量産開発を依頼されている。その際に、ラルクからしつこく弟子入りを懇願され断るも、カースシリーズが発現しかけるほどの剣幕に折れて弟子入りを認めてしまう。
ラーサズサ
パンダの亜人/獣人。ゼルトブルの傭兵で普段はコロシアムで稼いでいる。「竹林」の二つ名を持ち、地面から竹を生やして攻撃する魔法を使う。傭兵として各国を渡り歩いているため、メルロマルクの言語を含め数ヶ国語を話せる。
尚文がコロシアムの下見に来た時の試合でエルメロと戦っており勝利している。タクトとの戦争では、ライバル兼戦友であるサディナに味方するために駆けつける。傭兵であるためかお金や宝、それに関わる物事が大好きであり尚文からは気が合いそうだと思われている。実は可愛いものや服が大好きだが否定している。姐御と慕う男の獣人の部下を連れている。戦争後はルロロナ村にたまに訪れるようになる。面白い連中だと気に入り、一緒に狩りに行くなど意気投合する。
『槍の勇者のやり直し』ではメルロマルク編で、シルトヴェルトに来訪した尚文達と出会う。尚文にコーディネート対象としてえらく気に入られてしまい、何かと可愛い格好をするように勧められては困惑したり、ノせられたりしている。獣人の姿でいることがほとんどであり、キールに獣人化を教える際に銀髪のロングヘアーの美女の亜人の姿を見せている。交流を深めていくうちに尚文達を気に入るようになり、バイオプラントの採取にも同行していた。
メルロマルクで革命が起きた際には、傭兵として、メルロマルクに進軍するシルトヴェルト軍に加わっていたが、その進軍を阻止・説得しに来た尚文を偽者として仕留めようと暴走するシルトヴェルト軍から尚文達を守るために助太刀に入り、暴走するシルトヴェルト軍に鎮め、喝を入れた。
四霊討伐作戦中に乱入してきたタクトから奪った七星武器に選ばれて、**ツメの勇者**になる。
フォーブレイ編では、フォーブレイに向かう途中でトラブルに巻き込まれていた四聖勇者達を助け、それ以降、彼らと同行することになった。
幼いころに戦争で両親を亡くし、料理人をしているクジャク獣人に育てられながら一族の故郷を探して旅していた時期がある。故郷に住む祖父は巨大な煙管を武器に使う歴戦の傭兵で、変幻無双流のエルラスラのライバルだった。エルラスラの技を見よう見まねで使いこなすなど卓越したセンスをもつ。
エルメロ
ゾウの獣人。ゼルトブルの傭兵で普段はコロシアムで稼いでいる。「地響きの女王」の二つ名をもつ手練れ。普段は我慢強く冷静に振る舞うが、実際には勝ち気でかなりの負けず嫌い。実家はシルトヴエルトの名家。だが、マンモス獣人の家系で彼女だけがゾウ獣人に生まれたため、家族からは疎外されている。身体能力にハンディを負いながら多対一でマンモス家族と戦うが、圧勝するほど強い。歌が上手で、コウを始めとしたフィロリアルのめんどうも見ている。ラーサズサやサディナとはライバル兼戦友であり、付き合いも長い。
尚文がコロシアムの下見に来た時の試合でラーサズサと戦っており敗北している。タクトとの戦争ではサディナに味方するために駆けつける。試合の時には強気な口調をしていたが、盾の勇者である尚文の前ではかなり緊張していた。戦争後はルロロナ村にたまに訪れるようになる。

### シルトヴェルト
ヴァルナール
声 - 大塚剛央
シュサク種の亜人。
盾の勇者である尚文に対し、仰々しくも誠意を示す。人間との混血のハクコ兄妹に対して穢れた血と言い見下していたが、アトラの真のシルトヴェルトの民らしい振る舞いと、ジャラリスとの戦いで態度を改めた。
外伝の『槍の勇者のやり直し』では、自国の利益を考え優先していたが、あまりの過干渉に怒った尚文から「（ケタ外れに強い）元康ですら、波で負けたためにループした」と諭されて対処する順番を考え直す。
ゲンム種の翁
ゲンム種の亜人。六十歳前後の小太りな老人。
シルトヴェルトの有名な貴族で一線は引いているが発言力もある。良識もあるが老獪さも並ではなく、一筋縄ではいかない相手。
ジャラリス
声 - 斉藤次郎
ライオンの獣人。
盾の勇者である尚文が敵国のメルロマルクで召喚されたことを快く思っておらず、慇懃無礼な態度を取り、内心で見下している。そのため、尚文をその地位と立場を利用した上で抹殺しようと企んでおり、尚文に女を差し向け既成事実を作ろうとしたり、尚文達の食事に毒を混ぜたりと陥れようとする。
戦争の際、敵国と内通しており、窮地を演出し自分が活躍しようとしていたところをハクコ兄妹の父によって逆転していたため憎んでおり、彼を暗殺した。そのためハクコ兄妹にとって父の敵であると同時に、自分たちが奴隷に身を落とす要因を作った相手でもある。盾の勇者も国の重鎮たちも皆殺しにして、自分がシルトヴェルトの頂点に立つという野望を抱いていた。
ハクコ兄妹と決闘を行うが、卑劣な手段を尽くしてなお劣勢に立たされ、謎の勢力から与えられていた薬を飲んで怪物となり暴走、最後はアトラと獣化したフォウルによって倒される。
『槍の勇者のやり直し』では、シルトヴェルト編（5周目）で、他の過激派と会議を開き、亡命してきた尚文を最初の世界の時と同様に利用した上で抹殺しよう画策したところをスキルで隠密行動していた元康に聞かれたため、彼の炎魔法によって他の過激派共々、遺体も残さず焼き尽くされてこっそりと始末される。

### クテンロウ
エルハルトの師匠
刀鍛冶。犬系の亜人。エルハルトとトーリィの師匠。
鍛冶の腕は一流だが重度の女好きで、昔の元康を彷彿させるため尚文から「元康二号」と呼ばれている。
女好きの半面、男に対する扱いは悪く、特にハーレムを囲っている尚文を嫌っている。しかし、錬に対しては以前から武器づくりに興味があったということと非モテオーラをしているという理由で気に入っている。
女好きで多くの借金をして逃げるというダメ人間ぶりだが、気を感じることができ、鍛冶の際に意図的に使うことができる。気を使って素材の声を聞き、屈服させて武器を作っているらしく、呪いを帯びた剣を怒鳴っただけで瘴気を霧散させ、平然と持つことができる。
過去の天命
シルディナの神託で降ろされた過去の天命。語尾に「だの」をつける。ずっと以前の槌の勇者だったらしく、幻覚ではあるが槌の眷属器らしきもので戦う。ラフタリア以上の戦闘力と幻覚魔法、天命の技を持っている。
最初に降ろされた際に、クテンロウの腐敗の元凶であるマキナたちを殺そうとしたため、危険な切り札という扱いだった。サディナとの決闘の際に降ろされ、好機としてそのままシルディナの体を乗っ取り、マキナたちを殺害する。その後、天命として未熟なラフタリアに対して、シルディナの体をかけた決闘と称した過激な稽古を行う。シルディナの体による全力を出し、勝利したラフタリアに及第点をやり、天命として後を託し消滅した。
ナタリアより後の天命と思われていたが、その正体はホルンが開発したナタリアの残留思念が宿った槌の意識体であることが判明する。人格転写が終えた後年の槌が大本であり、幻影で現れた姿はナタリアの未来の姿であり、守がいた時代の後、調停者の武器としてクテンロウから持ち出され、神託によって術者の代わりに戦っていた。語尾が付いたのは、尚文は槌の制作者である似たような語尾を言うホルンの影響と仮説を立てている。
だふちゃん
ラフちゃんやラフ種の儀式によってラフ種として転生した過去の天命。他のラフ種と異なり、鳴き声は語尾を彷彿とさせる「だふー」。20巻までは「ラフちゃん二号」と呼ばれていたが、20巻で尚文が「時々だふちゃんと呼んでいる」と語っており、21巻ではほとんどだふちゃんと呼ぶようになっている。自分を蘇らせたラフちゃんに呆れつつ、そのままルロロナ村で住むこととなる。
断片的な人格でしかなく、記憶もそれほど残っていない。一時的に過去の天命の姿になることができるも維持するには燃費が悪い上、馴染んでいないため長時間は変えることができない。ラフ種の姿でも十分戦えるらしく、フィトリアの聖域で見つかったビーストスピアをサイズに合わせて小さくさせて自在に使っていた。過去の世界で勝手に九尾の狐を倒して本懐を遂げたためか自己消滅した。
自分の過去など記憶が曖昧であったが、過去の世界で自身の元となった槌が完成されたところを見たため、自身の正体を思い出す。

マキナ
声 - ブリドカットセーラ恵美
クテンロウの腐敗を招いた元凶。
元々はシルトヴェルトから来た宣教師であったが、ラフタリアの祖父にあたる先々代の天命に気に入られ、国の実権を握り始めた。天命一族の暗殺などの悪行を行い、ルフトを傀儡として利用していた。マインに似た性格の毒婦であり、尚文からは他人とは思えないと評された。
革命によって追い詰められ、逃げようとするもシルディナの体を乗っ取った過去の天命によって殺される。悪霊となり、シルディナの体を乗っ取ろうとするも、勇者たちのソウルイーター素材の武器による攻撃と過去の天命の攻撃によって消滅する。

### フォーブレイ
アルサホルン＝フォーブレイの王
クズの13歳ほど年上の兄。かなり醜悪な外見の持ち主で、メルティからは「うごめく肉塊」「豚の化け物」、女王からは「肥え太った豚」と内心思われている。加虐性が強く、女を快楽のために拷問するのが大好きで、フォーブレイの王に嫁ぐことが女貴族の処刑方法になっている。元々マインをこれ以上目に余ることを仕出かしたら嫁がせるつもりだったらしく、一万人目の玩具として歓迎しようとしていた。タクトによって殺される。

#### タクト一派
タクト＝アルサホルン＝フォブレイ
七星勇者、鞭の勇者。容姿は、少し長めの癖なしの金髪にバンダナを巻き、黒い革ジャケット・ジーパン、レザーブーツといった出立ちで、粗野ながらも美形の顔立ちをした青年。
フォーブレイの末席の王子で、若年にして多くの分野で実績をもつ天才で、鞭の七星武器に選ばれる。正体は転生者で実際は鞭に選ばれたわけではなく、眷属器の精霊を不正な力で無理矢理従わせている。他の勇者を殺害して眷属器を奪い取っており、鞭以外に槌、ツメ、斧、投擲具の計5つの眷属器を所有している。本来波の尖兵は一つしか武器を操れないが、タクトは能力を拡張したことで複数所持できる。美少女、美女を多く侍らせており、その数と勢力は他の波の尖兵と比べるとかなり大きい。
フォーブレイの学校の旧友だったマルティに唆され、鳳凰と戦っていた尚文たち連合軍に横槍を入れ全滅させようとした。その後フォーブレイの王を弑逆。さらにフォーブレイに来た尚文たちを襲撃して盾の聖武器を奪い、全世界に宣戦布告し世界征服に乗り出す。
高レベル者による飛行機や飛行船の空爆で攻め続けメルロマルクに進軍するが、英知の賢王として再起したオルトクレイの策略によって撃墜される。砦での戦いでは杖の眷属器を借りた尚文と交戦するが、以前の戦いとは異なり、尚文の強力な援護魔法によって全く歯が立たず一方的にやられる。そして尚文の権利剥奪によって奪った武器が全て解き放たれ、武器による力を全て失う。
敗北後、偽勇者の烙印を押され多くの罪によって家族や取り巻きの女性たち諸共処刑されることになる。その際、苛烈な拷問を受け秘密を話そうとするも、口封じのために頭が破裂して死亡し魂も消される。なお、マインによると、尚文たちを倒し武器を全て奪った後、セインの姉の勢力がタクトを殺し武器を全て奪う予定だった。
Lvは本人によれば350とされるが、Lvにものを言わせた戦い方をしており、尚文はキョウの方が強いと感想を述べていた。所持している鞭の七星武器の強化方法は「自らや味方のLvを下げることにより、素質強化する」であったが、Lvを下げようとしなかった。
『槍の勇者のやり直し』シルトヴェルト編（5周目）では、波への警戒による派遣とツメの勇者に化けた魔物の調査にかこつけて、シルトヴェルトに来訪した。尚文たちを飛行船の中に誘き寄せ、トゥリナの敵討ちも兼ねて本編と同じように騙し討ちを謀るが、鳳凰戦の記憶が蘇った元康にあっさり返り討ちにされ、消し炭になって殺される。以降は元康にマインに次ぐ最優先抹殺対象と見做されるようになる。メルロマルク編では、四霊の霊亀と鳳凰が復活したことよって四霊討伐作戦会議にかこつけて、メルロマルクに来訪し、国の代表と分断させた上で自身が乗っている飛行船に尚文達を誘き寄せ、尚文達の武器を奪うために、今までの様に騙し討ちを謀ろうとするが、元康の権利剥奪によって奪った眷属器が全て解き放たれ、武器による力を全て失う。その後、尚文から奪った七星武器をネタに四霊討伐の協力を求められるが、聞く耳持たずに女達と共に執拗なまでに襲いかかる。その後、元康の炎魔法によってレールディア除く配下の女性達共々遺体も残さず焼き尽くされて抹殺された。
エリー
タクトの幼馴染。メイド服を着ており、銃を武器としている。
砦での戦いでは、セインと戦うも、尚文のタクトに放ったスキルに巻き込まれ消滅した。
『槍の勇者のやり直し』では、元康の攻撃からタクトを庇うも虚しくタクト諸共消し炭になって死亡する。
トゥリナ
九尾の狐の魔物。年寄り臭い喋り方をするが幼い外見をしている、いわゆるロリババアであり、ラフタリアと対極的な設定となっている。
権力者に取り入り、悪さをしていたが、過去の天命によって封印されていた。過去の天命を恨んでおり、過去の天命やその子孫であるラフタリアに対して「ラクーンのブス」と罵っている。龍脈法や特殊能力を使った幻覚魔法や火の魔法を使う。14.5巻では細身の剣を使用し、16巻ではツメを使って攻撃していた。
幻覚魔法によってシルトヴェルトの爪の勇者のルハバートに化け、尚文たちを欺けようとするもラフタリアとラフちゃんに見破られ交戦する。数的に不利な状況であったためその場は撤退する。その後フォーブレイでタクトの仲間として尚文たちに襲い掛かった。砦での戦いでは、幻覚魔法で仲間を援護しようとするもラフちゃんに無効化される。過去の天命が姿を現した際、復讐のために襲い掛かるも、過去の天命とラフちゃんの連携攻撃によって倒された。
『槍の勇者のやり直し』のシルトヴェルト編（5周目）では、ツメの勇者に化けて尚文たちと謁見するためにシルトヴェルト城に現れた際に、ビーストスピアが自動発動して一撃で倒されている。
ネリシェン
アオタツ種の族長でシルドフリーデンの代表。
種族の宿敵であるハクコ種のフォウルを敵視しているが、人間との混血であることを蔑んだ発言をしたため、逆に「自国の成り立ちも知らん者が代表を名乗っているとは片腹痛い」と一笑に付された。
風と水の魔法を使い、大きな東方の龍に変身できる。
砦での戦いでは、フォウルと戦う。最期は頭を吹き飛ばされ死亡する。
『槍の勇者のやり直し』では、シルトヴェルト編で、タクトが元康から殺された際、隙を見計らって逃走した後、シルドフリーデンへ逃亡した。その後、シルドフリーデンにて、全世界に対して「タクトとツメの勇者は盾の勇者と槍の勇者達の罠に掛かり、殺された」と国民の前で宣言し、シルトヴェルトに宣戦布告を行った。その結果、シルトヴェルト国内各地でタクト一味の残党がテロを起こしたり、ゲリラ戦や戦闘機での強襲を仕掛けたりするようになった。
シャテ
ノイド種とクシャ種の混血の亜人/獣人。人魚みたいな姿とサメっぽい獣人の姿をもつ。
ルカ種に対して恨みを持っており、サディナをルカ種と勘違いして敵視する。銛を武器をして扱う。
砦での戦いでは、サディナと戦う。シルディナ諸共倒すと発言をするも、シャチの姿に獣化したサディナに八つ当たり相手として一方的にやられ、雷の魔法で感電死する。
レールディア
竜帝。多くの竜帝の欠片を所持している。
Lv100越えのクラスアップができる儀式の記憶が入った欠片を所持しており、それによってタクトたちはLv100を超えていた。人間態はトカゲみたいなシッポをもつ女の姿。本来の姿は親ガエリオンよりもさらに大きいドラゴンで、守護獣と同じような気配を放っており、尚文からも「一番強そう」と言われている。
砦での戦いでは、錬とガエリオンと戦う。ガエリオンの欠片を奪おうとするも敗北し、欠片を渡すことを拒絶したためガエリオンに止めを刺され、欠片を奪われる。
『槍の勇者のやり直し』では、シルトヴェルト編（5週目）にてタクトの死に自暴自棄になって本来の姿を露わにし、無差別攻撃を行うも、元康に一撃で殺される。メルロマルク編では、タクトともに尚文達を襲うが、一切通用せず、元康の魔法で焼き焦がされ、奇跡的に生き残り、前回のようにタクトが殺されことで自暴自棄になり、応竜の封印を解き放つ同時に自らを応竜と化し、尚文達を殺害しようとする。しかし、「世界のために戦うこと」という使命がある応竜と目的が異なっているため、意思を統合できず、最終的に応竜によって自我を完全乗っ取られる。
アシェル
人間の姿になれるグリフィン。父親はグリフィンの王である。
種族としてフィロリアルを敵視しており、女王種であるフィーロを倒そうとする。
砦での戦いでは、フィーロとシルディナと戦う。シルディナが風の魔法でフィーロを飛ばしていることに気付かず、絶滅した空飛ぶフィロリアルと勘違いする。フィーロに追い詰められ、最期はシルディナの風の檻によって細切れにされる。
『槍の勇者のやり直し』のシルトヴェルト編（5周目）では、フィロリアルのレベル上げをしていた元康の前に彼女の父親のグリフィンが現れるが瞬殺され、ドロップ品と素材として利用されている（肉は尚文に料理されステーキや燻製になった）。タクトが元康に殺された際には、仇を取ろうとしたが、父親同様に一撃で殺される。

### 四霊
異世界の守護獣。文字通り世界を守護するのが役目。世界の生物の命と自らの存在を引き換えに波を防ぐ結界を張る役目があることが明らかとなっている。過去の盾と弓の世界および絆たちの世界においては四神の守護獣がいたと作中で述べられている。
霊亀（れいき）
守護獣の一体で山のように大きな亀の魔物。中華風の国の下に封印されていたが、キョウによって封印を解かれ、操られている。
攻撃手段として、巨体を活かした蹴りや踏みつけといった物理攻撃、重力の魔法を用い、さらに口からドレイン効果のある強力な電撃を放ち相手のSPを奪い、電撃を連発することができる。使い魔には亀の甲羅が付いており、死体や襲った人に卵を植え付けて苗床にして数を増やしている。錬たちのゲーム知識では討伐推定Lv60とされていたが、実際にはLv80程度の錬たちでは相手にもならなかった。またキョウによって操られたことで「暴君霊亀」と呼ばれる甲羅に棘がついたより強力な姿となり、棘をミサイルのように発射する広範囲の爆撃攻撃など通常の霊亀にない攻撃ができるようになる。
頭と心臓を同時に潰さない限り何度でも再生する。体内へ侵入するための霊亀洞と呼ばれる洞窟があり、かなり複雑な構造になっている上に壁や床に擬態した使い魔によって探索が困難になっている。心臓は二つに分かれた色の心臓の両方に目を持っており、侵入者を熱線や魔力を奪う白い塊などで攻撃してくる。キョウによって操られていた際はこの手段でも倒せなくなっており、さらに奥にある霊亀のコアを破壊しなければならない。
『槍の勇者のやり直し』では鳳凰の次に封印を解かれ、数々の国々に甚大な被害を齎した。
オスト＝ホウライ
声 - 花澤香菜
霊亀国の王の側室であり摂政を務める美女。尚文に霊亀討伐を要請する。霊亀の使い魔であり本来は封印されている国に取り入り、結界のエネルギーを集めるために働きつつ、最終的には勇者に討たれる際に封印の解き方を教える存在であったが、キョウによって霊亀を乗っ取られ、守護獣としての役割が果たせなくなったため、尚文たちに討伐を依頼してきた。
国に取り入っていた際は嫌な女を演じていたが、本来は健気で献身的な性格。自らが傷ついても尚文たちに助力し、自分の弱さを嘆いていたリーシアを励ますなどしており、尚文からも信頼を得ていた。
土と援護の魔法と龍脈法を使うことができ、尚文に使い方を教え、加護を与えた。そしていずれ覚えてもらうために、自分の力を貸した状態でリベレイションの魔法を唱えさせた。
実際は霊亀そのもので人の形として具現化した者。霊亀の討伐は自分の死を意味するにもかかわらず、世界や全ての命を守るために人々に憎まれながら死ぬ運命を受け入れている。願いを聞いた尚文によって霊亀のコアを破壊され、本来は誰にも感謝されることなく憎まれながら死ぬはずだったが、尚文たちに仲間としてその死を悲しんでくれたことに満足して、尚文たちに看取られながら消滅した。
その後、タクトによって重傷を負わされ意識を失い、盾の精神世界に来た尚文の前に盾の精霊としてアトラと共に現れ、助言を与え見送る。
『槍の勇者のやり直し』では、メルロマルク編で封印から解き放たれた応竜と戦う元康達の前に現れ、本編と同様に霊亀が乗っ取られていることを伝え、元康に龍刻の長針の能力でループしてやり直すように薦めていた。しかし、錬が死亡しループが発動しようとした時、尚文がループする元康に次のループで錬と樹を説得させる作戦を伝えるために協力して、槍の聖武器に干渉し、ループの発動を遅らせ、僅かながらも時間を稼いでいた。

鳳凰（ほうおう）
守護獣の一体で2体1対の孔雀をベースにした鱗のある鳥の魔物。1羽の大きさは親ガエリオンの転生前より少し大きい程度。精霊や幽霊に近い体をもつ。
高高度と低高度に分かれて攻撃を仕掛け、高高度の鳳凰が魔法や羽ばたきで空爆を行い、低高度の鳳凰が爪や炎を吐いたり羽ばたきで仕留める戦法をとる。高高度の方は魔法に強くて物理に弱く、逆に低高度の方が物理に強くて魔法に弱い。羽ばたきで抜けた羽は攻撃になると同時に、使い魔を生み出す。また炎で焼き焦がされた生き物は、燃え盛りながらゾンビのように徘徊する性質がある。錬たちのゲーム知識では討伐推定Lv60程度で、それぞれゲームにはなかった攻撃が存在している。2体同時に討伐しないと片方が大爆発を起こしてから2体揃って復活する。封印が解かれる前に、封印されている石碑の近くの鳳凰の石像を破壊されるとパワーアップし、作中では尚文たちが来る前に人為的な物なのか破壊されていた。
尚文たち連合軍は同時撃破を狙って順調に戦っていたが、タクトの横槍で片方が倒され残った鳳凰が自爆し、尚文を庇ったアトラをはじめ村の奴隷やフィロリアルを含めた魔物からも死傷者が出たほか、連合軍全体にも多大な被害が発生した。復活後は戦線から戻ったフォウルと尚文、そして連合軍の奮闘によって討伐される。
槍の勇者のやり直し』では、最初に封印を解かれたがその原因は不明。封印が解かれた後、いくつかの国に甚大な被害を齎した。
麒麟（きりん）
守護獣の一体で2体1対の魔物。鳳凰を倒した後にフォーブレイ近隣で復活したが、そのあとすぐにタクト一行によって倒された。
応竜（おうりゅう）
守護獣の一体で竜帝に封印されている。元々はタクト一派のレールディアが宿していたが、ガエリオンに受け継がれた。解放するとガエリオン自身と世界の人口を犠牲にするため、最後の手段として保留される。
『槍の勇者のやり直し』ではタクトの取り巻きの竜帝・レールディアが封印を解き、自身を応竜化したことによって復活した。
九つの頭があるヒドラタイプの姿をしたドラゴンであり、東洋風の龍の姿に変化することできる。雨雲を作り出す能力を持つ。
攻撃手段として、自身の能力で作り出した雨雲から触れた箇所を溶解させる強酸の雨を降らせたり、口から高圧縮された強酸のブレスや沈黙効果のある白い炎を放つこともできる。また、元康に頭や胴体を破壊されても死なずに再生し、逆に頭を増やしたり、自身を雲や水流にして致命傷を避けたり、倒されてもすぐさま水や雨雲から復活してしまう厄介な特性を持つ。鳳凰と同様のペナルティがある模様で東洋風の龍の姿をした状態で倒すと大きな竜巻が発生している。
竜帝
かつて君臨したドラゴンの王。現在は滅びており、その「核石の欠片」を所持するドラゴンが其々竜帝を名乗っている。欠片には竜帝の力と知識が宿っている。また、ガエリオン（親）のように核石に記憶を転写し、欠片を継承したドラゴンに宿ることも出来る。
勇者武器とリンクしてその能力を利用することができる。ガエリオンや魔竜は尚文のカース・憤怒とリンクして「ラースドラゴン」へ変化できる。
四霊のひとつである応竜も宿っており、目覚めると竜帝の身体を乗っ取って活動を開始する。

### 過去の盾と弓の世界
城野 守（しろの まもる）
声 - 鳥海浩輔
波に挑む先代の四聖勇者、盾の勇者。
シルトヴェルトの創始者として信仰の対象となった勇者であり、伝説や御伽噺として語られ、有名となっている。
尚文と同い年位の青年。温和そうな顔つきをしており、正義感が強い。シルトランに召喚され、人々を波や敵国から守るために戦っている。シルトランの人々からは非常に慕われており、波や戦争によって身寄りがなくなった亜人の子たちの保護をしている。またネーミングのセンスがあまりよくないなど、尚文と共通するところがある。
盾の勇者ではあるが、尚文と異なり攻撃もできるバランス型で、相手に攻撃を与えて気を引く戦法をとる分、防御力は尚文と比べ低くなっている。尚文からは攻撃ができ戦いやすいため羨ましがられているが、基本的に正攻法で戦うタイプのため、場合によっては邪道も使う尚文の戦い方に驚いている。
未来から来た尚文たちと最初に対面した際は敵と勘違いしたが、事情を理解した後は尚文たちが帰還するまで協力するようになる。
かつて仲間であり婚約者であったフィロリアを守護獣「朱雀」との戦いで失っており、これ以上仲間の犠牲を出さないために、子供たちのより強い種族（後のシルトヴェルト4種族）への改造とフィロリアの蘇生を画策するが、それを知った尚文から、子供たちを無理やり操って戦わせ周りの仲間を蔑ろにする盾の勇者としてあるまじき戦いを叱咤され、シアンの説得も聞き戦意を失い尚文たちとも和解する。
フィモノア、フィジア、フィトリア
フィロリアの因子が宿っている守の使い魔で、小鳥のような姿をしている。フィトリアは現代と同一人物。ホルンによって改造されているらしく、フィモノアが飛行能力、フィジアが魔法、フィトリアが運搬に突出した能力を持ち、フィロリアルの原種であると思われる。

レイン
波に挑む先代の別の世界の眷属器の勇者、裁縫道具の勇者。
セインの先祖と思われる天神種の女性。別の世界の勇者だが、妹のリイン（フィロリア）が守の召喚された異世界に召喚されてしまい、探していたところ、妹に再開し、守と出会う。最初はフィロリアを巡って争っていたが、仲良くなり協力している。セインの姉同様おしゃべり好きで、親しい性格だが、押しが強く、唐突に猥談を持ち出すなどあまりデリカシーがない。
守同様に未来から来た尚文たちを敵だと思い襲い掛かるも、誤解を解き和解する。その後自らの内情を明かし、子孫と思われるセインに後述の「光翼」の使い方を教えてくれるようになる。
守の実験のことも知っており、秘密を知った尚文たちと戦うも、元々思うところがあったらしく、尚文が守に叱咤した際に戦いを止め、守にやめるよう促した。
戦闘能力は錬やセインと互角以上に戦えるほど高く、天神種の特殊能力の光翼で強化して戦う。
ホルン＝アンスレイア
波に挑む先代の眷属器の勇者、鞭の勇者。
ラトの先祖で一人称は「わたーし」。「〜だね」と自信が見え隠れしている独自の話し方をしている。シルトランが抱える自称「邪悪な研究者」。かつては大国ピエンサに所属していたが、味方の魔物全てをドラゴンにしようとする先代の弓の勇者と考えが合わず亡命した。
ラト同様に知的好奇心が高く、初めてルロロナ村に訪れたラトのようにフィロリアルやラフ種たちを調べ回り困惑させた。実験のために周りに迷惑をかけるトラブルメーカーであり、調停者のナタリアには警戒されている。しかし勇者としての役割は全うしており、鞭の精霊には大層気に入られているらしい。研究者としての技術はラトよりも上らしく、互いに研究者として認め合っている。未来から来た尚文たちに興味を持ち、彼らが元の時代に帰る方法をラトと共に調査を引き受けてくれる。
キールやみーくんに強くなるための改造を頼まれ、それを止めようとする尚文や守を足止めするために騒動を起こす。みーくんの改造はできたものの、キールは本人が望むような改造ができないため保留となった。その後はナタリアから罰として、鞭の機能の制限を受けることとなった。しかし騒動を起こした本当の理由は、尚文たちが守の人体実験を知った際に戦いが起こると予想し、その予行演習をさせるために行ったことであり、守の行いに思うところがあって止めようとしていた。
フィトリアの巣から回収されていた聖武器のレプリカを改修し、能力は大幅に限定されるが所持者の魔力だけでなんとか使えるようにした。
フィロリア / リイン
波に挑む先代の眷属器の勇者、ツメの勇者。
レインの妹で、ツメの勇者として守の召喚された異世界に召喚された。リインが本名だが、元の世界ではよくある名前で名前被りがコンプレックスだったのか「フィロリア」と改名していた。
守と共に波と戦っており、守とは恋仲でもあり、結婚を約束していた。しかしその最中に目覚めた守護獣「朱雀」と戦った際に味方を庇って死亡した。守たちによってホムンクルスを利用した蘇生処置を行われていた。守護獣の朱雀に魂を吸われ、世界を守る結界に使われたが、守がフィロリアの魂が混ざった朱雀の力の一部を手に入れたことで魂のサルベージが行われており、事情を知ったことで協力したラフちゃんの力で魂のサルベージが大幅に進んだ。
ナタリア
波に挑む先代の眷属器の勇者、槌の勇者。
過去の世界における当代の天命。短髪のラフタリアのような感じの見た目。名前を適当に言ったため、尚文は偽名ではないかと疑っている。
武器はハンマーで武器の精霊を感じ取る能力を持っている。調停者としての役目を全うしており、頭が固く、守たち勇者には高圧的な態度で接している。子孫のラフタリアと同じく、苦労人体質でそのため彼女とはウマが合う様子。またラフ種やラフ種のクラスアップを受けたルフトには、同じく複雑な気持ちになっていた。九尾の狐といった魔獣退治や封印も行っており、その最中に尚文たちに出会う。未来から来た尚文たちから事情を聴き、監視するために村に滞在することになる。
勇者の監視役である調停者は勇者に選ばれないと思っていたが、何気なく槌に触れたことで槌の眷属器に選ばれ、勇者になってしまう。自身を選んだ槌の精霊に文句を言うものの仕方なく受け入れる。
シアン
守が保護している孤児の一人。猫の亜人。人見知りな性格で他の孤児たちの輪に入ることができない。守や尚文には懐いている。
実は他の子供たちと共に、守の手でより強い種族への改造処置を受けており、シアンは後のハクコ種の初代（ハクコ兄妹の先祖）となる。そのためか、Lvや戦闘経験に釣り合わない強さをもつ。
フィロリアが自分たちを庇って死んだことに責任を感じており、守の力になるために改造を受けた。しかしそれでも彼が以前のように笑わなくなったことを気にしており、尚文たちに助けを求め、自分たちの秘密を明かした。守がやけになって尚文たちに攻撃した際も必死に説得を続け、正気を取り戻した守に、「守の力として牙になりたい」と決意と慰めの言葉をかけた。

### 絆たちの担当世界

#### 四聖勇者
風山 絆（かざやま きずな）
声 - 富田美憂
異世界の四聖勇者、狩猟具の勇者。ラルクが統治する鎌の眷属器の国シクールを拠点にしている。
13歳前後の見た目だが、実年齢18歳の少女。自身の見た目が成長していないことを気にしている。ゴシックドレスにグラスから貰った羽織を掛け、長い髪をツーサイドアップにしている。一人称は「オレ」。尚文たちとはまた別の日本で、姉の奏や妹の紡とVRHMMOの「ディメンションウェーブ」に参加した所で異世界に召喚された。
真っ直ぐな優しい性格をしており、たとえ敵でも苦しんでいる者は助けようとする。やさぐれる前の尚文と似た性格。能天気な釣りバカで誰も見たことがない大物を釣り上げるのが夢。また、貧乳ゆえに友人たちの巨乳を羨ましがって胸を揉みたがる悪癖がある。城下町から少し離れた大きな町に石造りのマンションのような「みんなで住める家」としての自宅を持ち、グラスたちや他の仲間と一緒に撮影した写真を飾っている。
波ではなく魔竜討伐のため召喚され、魔竜を倒した後も異世界に残って数年が経過している。まだゲームの世界だと思いこんでいたころ、グラスやラルクたちと仲間になり冒険をするが、遭難してラルクの国と敵対する鏡の眷属器の国ミカカゲに流れ着き特殊空間の牢獄「無限迷宮」に幽閉されてしまう。キョウの罠で迷宮に落とされた尚文とリーシアを保護し、尚文の機転により共に脱出し、ラルクの国に帰還する。以降は尚文たちに協力するようになる。
狩猟具の聖武器の特性で対人戦能力が一切ない代わりに対魔物では圧倒的な強さをもつ。怠惰のカースが解かれた後は解放に使われた薬を素材として出た「0の狩猟具」によって波の尖兵らの不正な力を断つことができるようになる。
同作者の「小説になろう」の作品である『ディメンションウェーブ』の主人公がモデル。
クリス
声 - 富田美憂
絆とグラスで作ったペンギンの式神。
対人戦闘ができない絆の護衛のために作られ、絆とグラスの居場所を感じ取ることができる。名前は生まれた日が絆が召喚された日から数えてクリスマスだったことから名付けられた。
絆が連れ去られた際には弱い自分を憂いており、自分より強くなった同じ式神のラフちゃんによって様々な技能を習得したらしく、宮地との戦いでは巨大化ができるようになった。

シルディナ
異世界の四聖勇者、札の勇者。

#### 眷属器の勇者
グラス
声 - 潘めぐみ
異世界の眷属器、扇の勇者。扇の眷属器の国センの出身。
見目麗しい和風美少女のスピリット（魂人）。武人肌で真面目な性格をしている。銀色の刺繍を施した漆黒の着物を纏う。
自分たちの世界を守るために異世界に乗り込み、要である四聖勇者を狙い交戦する。自身を強化できる魂癒水を求め、ラルクたちとともに尚文たちの異世界に来ていた際、眷属器の要請を受け、霊亀を使って暴れるキョウと敵対し、尚文らと共闘する。絆に再会した後、他の世界の四聖勇者を殺そうとしたことを窘められて異世界への侵攻を止め、絆を助けた尚文に感謝し和解する。
絆の親友であり、普段は能天気な絆を窘めている。以前は自在珠玉流の門下生をしており、出生の関係で見下されていた。扇の眷属器の選定を受けて扇に選ばれる。竜退治の試練の途中に絆と出会い意気投合する。普段は冷静だが絆のことになると感情的になりやすくなる。絆と仲良くするツグミに嫉妬するなど、友情を超えた感情を持っている節がある。
ラフタリアとは和解後、一緒に稽古をしたり情報交換したりと親しくなっている。魂が取り込める神託が使えるシルディナに対してはソウルイーターと対峙している時と同じ気配がするため苦手としていたが、流派の本山の奉具殿で信託によりシルディナの身体に宿ったことで、強力な連携攻撃ができるようになる。
絆側の異世界の調停者の遠縁の血族であり、魔王の城の宝物庫で椿光樹に絡みついた龍刻の砂時計でシルディナの神託の協力によって天命の儀式を受ける。現時点では血筋が薄いため、シルディナに神託で宿らなければ天命の力は使用できない。
同作者の「小説になろう」の作品である『ディメンションウェーブ』の登場人物「函庭 硝子（はこにわ しょうこ）」のモデル。
ラルクベルク=シクール
声 - 福山潤
異世界の眷属器、鎌の勇者。
通称「ラルク」。鎌の眷属器の国シクールの王であり、留守を預かる重鎮に「若」と呼ばれている。
絆やグラスの仲間。見た目は二十代後半の青年であり、面倒見が良くノリも良い頼れる兄貴分的な性格をしているが、即位する前は周囲が眉を顰めるような行状を繰り返していたらしく絆や尚文からは「信長」と例えられている。年下の男性には「○○の坊主」、女性には「○○の嬢ちゃん」と呼んでいる。スケベで覗きが趣味。長年人を見ていたため、人の本質を見抜くことができる半面、尚文が盾の勇者であることや他の四聖が目の前にいても認識できなかったりと抜けている所もある。テリスに惚れており、彼女が尚文の作った腕輪に惚れ込んでいることに嫉妬し、アクセサリー作りをするようになるも不器用なため上手くいかず、尚文や鍛冶師ロミナから教わっても上達できなかった。
グラス同様自分らの世界を守るため四聖勇者を狙う。カルミラ島に出向する船で偶然尚文一行と出会い交友を深めるが、カルミラ島の波との戦いの後、自分たちの正体と目的を明かし尚文たちと戦った。霊亀事件ではキョウと敵対し尚文たちと共闘、絆の帰還後は和解する。
エスノバルト
声 - 河西健吾
異世界の眷属器、船の勇者。現在は本の勇者。
図書兎で迷宮古代図書館の館長。十五歳で人化すると少年の姿になる。
代々次期館長が飲むはずの薬を再現したものを飲んでいたため、勇者に育てられたわけではないのに話したり人に変身したりすることができた。様々な魔法を覚えているが、図書兎の資質でレベルによる補正をほとんど受けず、戦闘能力は低い。そのため船の眷属器の転移能力で貢献していた。絆たちの役に立ちたいと歯がゆく思っていたが、尚文の説教と同じように弱くても頑張るリーシアを見て感銘を受けて強くなるための鍛錬を積極的に行うようになる。
自身の世界が追い詰められたことで、救援要請のために以前尚文に渡した錨のアクセサリーで転移し、タクト戦後にボロボロになった状態で尚文たちに接触する。帰還の時期を待つ間、レベリングと龍脈法の加護を受け、変幻無双流の修行を行う。尚文の分析通り、変幻無双流のエルラスラからリーシアと同じ資質をもつことが明かされる。宮地との戦いで才能を開花させ、宮地撃破に貢献する。絆のカース解除のために迷宮古代図書館に行った際に薬を見つけ、その薬を飲んだことで真の館長となる。
敵対者に船の眷属器を奪われており、現在新たに本の眷属器に選定され本の勇者になっている。
ラフタリア
異世界の眷属器、刀の勇者。
サディナ
異世界の眷属器、銛の勇者。

#### 絆の仲間
グラス
ラルクベルク=シクール
エスノバルト
テリス＝アレキサンドライト
声 - 早見沙織
額に宝石が埋まっているジュエル（晶人）。尚文たちの異世界ではメルティの髪と同様に珍しい青緑色の長い髪を後ろで三つ編みにして纏めており、魔法を使う際、髪が赤く染まる。宝石の声を聴く能力があり、宝石から力を借りて魔法を使用する。また、四聖武器や眷属器の意思を感じることができ、眷属器と連動することで翻訳機能を使うことができる。ラルクと親しくいつも共に行動している。普段はお淑やかな女性であるが、宝石やアクセサリー作りのこととなると目の色を変える。
ラルクと共に尚文たちの異世界に来た際、尚文一行と出会う。尚文たちの異世界には晶人がいないため、ティアラで額の青い宝石を隠していた。尚文にアクセサリー作りを依頼し、その出来から尚文の細工技術に惚れ込み、以降は彼を「名工様」と崇めるようになる。自分たちの世界を守るためラルクたちと共に尚文たちと敵対するが、キョウとの戦いで共闘し、絆の帰還後に和解する。尚文のアクセサリーに対する入れ込みが悪化してきており、ラルクの嫉妬を強める要因となっている。
ロミナ
声 - 衣川里佳
晶人。絆たちが贔屓している鍛冶師。胸に赤い宝石が付いている。ふざけた客は追い出す硬派の職人。尚文一行も絆の世界に訪れた際には世話になっている。尚文の蛮族の鎧を「バルバロイアーマー」に改修するなど、互いの作品を通じてエルハルトとは技術交換をしている。
アルトレーゼ
商人。通称「アルト」。
絆とは一緒に商売をした間柄。儲け話に目聡く、絆曰くお金のためなら何でもするらしく絆たちとは比較的ドライな関係。魂癒水を売っていた尚文に接触する。その際に波に関する文献を提供する。
華奢で中性的な外見をしており、設定資料集では「美男子」とされているが、実は女性であり、シャチ姉妹に見抜かれている。隠しているらしく否定しており、グラスやエスノバルトも知らなかった。
ヨモギ＝エーマール
声 - 河瀬茉希
キョウの仲間だった女で幼馴染。正義感が強く、猪突猛進な性格をしている。過去に助けてくれたキョウを信じ慕っていたが、内心疎ましく思われていた。
尚文たちの異世界から帰ってきたキョウに誘導され、霊亀のエネルギーで作った自爆機能付きの剣を持って、尚文や絆たちに襲撃する。自爆で諸共殺されそうになった所を助けられ、キョウの悪行を明かされ、真実を知るために絆たちに同行する。キョウの研究所で彼の本性を目の当たりにすると絆たちを信じなかった罪滅ぼしとしてキョウ討伐に力を貸す。キョウが倒された後は絆たちの仲間となり、ツグミと共にロミナの工房の隣に拠点の道場を建て、キョウがいた国の親善大使になる。
ツグミ
声 - 東城日沙子
クズ二号の仲間だった女。クズ二号とは幼馴染で慕っていたが、内心強引なやり方に疑問を持っていた。槍や棒などの長物の武器を使う。
クズ二号と共にラフタリアを狙うが敗北しクズ二号が殺される。その後キョウによって国が占領され絶望していた所を、クズ二号を生き返らせるとキョウに唆され、まだらの白虎の獣人姿に改造され、さらに霊亀のエネルギーで作った自爆機能付きの槍を持たされ、復讐のためにラルクの城を襲撃する。改造による暴走と槍によって危険な状態となるが、尚文と絆によって助けられる。治療を受け、クズ二号がしてきたことを考えるようにと尚文に諭され、身勝手をした罰が当たったと諦めおとなしくなる。元の異世界に帰る尚文たちを見送る際は、恨み言を言いつつ助けたことと死んでなお利用されたクズ二号を解き放ったことに礼を言う。
その後絆たちの仲間となり、ヨモギと共にロミナの工房の隣に拠点の道場を建てる。絆から妹の紡に名前が似て、妹よりかわいいからと懐かれ遊び相手をなる。当人は満更でもない様子だが、グラスに嫉妬され恐々としている。
魔竜
絆たちの世界の竜帝。人間を憎んでおり、支配域で魔物を指揮して奴隷のように酷使していた。世界征服をしようとした所、勇者として召喚された絆とその仲間に討伐される。
尚文が異世界に渡った際にロミナに作成された防具に腐竜の核石（親ガエリオンの竜帝の欠片）と魔竜の核が使われており、核を持ったまま帰還する。その後子ガエリオンが核石を取り込んだ際に暴走し復活を遂げるも尚文らに討伐される。その後再び異世界に渡った尚文によって核石が返却され、レベル限界突破の方法を得るべく復活させる。
復活した魔竜は紫色のメスのドラゴンで、親は絆。色違いのガエリオンのような外見。絆たちに敵意を持ちつつも、自分が支配するつもりの世界の滅亡を防ぐために、百年の猶予を設定し協力する。ガエリオンの上書きの影響と尚文の憤怒の感情が心地よかったため尚文を好いている。仲間になった後は「（それが）我の良いところ」を口癖としている。また盾の世界には魔竜の複製人格も存在しており、盾の中から尚文の魔法の補助もできる。
絆たちの世界の魔法を全て熟知している魔の王を自負する竜帝であり、その異名に違わず、強力な魔法や魔法の指揮、複数の魔法の同時詠唱など、高度の魔法の技術をもつ。魂を喰らうことができ、倒した波の尖兵の魂の処理もできる。
自在珠玉流の師範代
グラスの流派、自在珠玉流の師範代をしている老人。尚文からは「ジジイ」と呼ばれる。
強化を解除する魔法の対抗手段とグラスの出自を知るために訪れた尚文とグラスたちに、自在珠玉流の裏の秘術と調停者に関わる情報を教えた。上述のグラスの件など、弟子が問題を起こしたせいで意気消沈しており、あまり道場から出なくなっていたが、同じような立場と経験をもつ変幻無双流のエルラスラと拳で語り合ったことで立ち直り、エルラスラとはライバル関係となる。その後、奉具殿で見つけた失伝された技術をエルラスラと共に解析し、伝授した後に尚文たちに技術を教える。その後は弟子の修行のため、ラルクの城の場内の訓練場に来るようになる。
扇を武器にしており、変幻無双流のエルラスラと同格の戦闘能力と技術を持ち、扇のスキルに似た技を使う。変幻無双流の技術をエルラスラとの決闘で盗み出し、自身の流派に応用した技を生み出している。

#### 敵対国
キョウ＝エスニナ
声 - 木村良平
異世界の眷属器、本の勇者。
顔の作りはいいが根暗で陰湿な雰囲気をもつ少年。幼馴染のヨモギからは、少しひねくれた発想をするもののたくさんの人たちを救ったいい人と思われていたが、実際には卑劣で短気かつ自己中心的な性格。裏では非人道な研究を行っている。ヨモギを含む一部の仲間の女にはこの暗黒面を隠していた。ヨモギのことを疎ましく思っており、霊亀のエネルギーで作った自爆機能付きの剣を誘導して持たせ、尚文たち諸共殺そうとした。幾度も立ちはだかり追い詰められるきっかけを作ったリーシアに対しては、尚文以上に恨みを持っている。
霊亀のエネルギーを使って、聖武器の剣、槍、弓の外見とスキルを模した武器型の魔物の製造、守護獣の白虎、朱雀、玄武の歪な獣人姿に改造、ホムンクルスを使っての蘇生といった錬金術師としての技術をもつが、守やホルンより技術は劣っている。
尚文らの世界で霊亀を操って人々を殺し、エネルギーを集めて回っていた。尚文たちと交戦した後自身の世界に逃走、その後追ってきた尚文たちに幾多の罠を張り追い詰めるも倒され、魂も魂食いに食われた。
正体は波の尖兵であり、魂と外見が一致しない転生者。魂はガリガリの三十代っぽい姿をしていた。また実は検索系の能力を持っていて、その力を使う事で頭脳派の技術者や軍師っぽく見せつけているだけだった。
カズキ
声 - 立花慎之介
刀の眷属器の国レイブルで天才術師と呼ばれていた男。身勝手な性格で、尚文からはオルトクレイに似ているという理由で「クズ二号」と呼ばれる。天才術師と呼ばれるだけあり、絆たちの異世界の転移スキルの再現を実現できたり、戦いでは無詠唱で様々な属性の魔法を連発できるが、尚文には全く効かず、あまり脅威に感じられていなかった。
鏡の眷属器の国で転移スキルの再現をしていた所を尚文と絆たちと遭遇、捕らえようとするも逃げられる。その後刀の眷属器の選定に挑戦するも今度は眷属器に逃げられ、観衆にいたラフタリアが選ばれると眷属器を奪うため殺そうと追いかけるも、ラフタリアに切られ敗北、去ろうとする彼らを追おうとして傷口が開き死亡する。死んだ時のために研究していた予備の体のホムンクルスに魂が入ろうとしたがキョウによって魂食いのエサにされ、死体とホムンクルスはキョウに利用され操られた挙げ句、最後はグラスとテリスによって燃やされた。
尚文から眷属器を奪おうとしたことに疑問視されるが、後に正体は武器を奪える転生者であることが推測された。
宮地 秀正（みやじ ひでまさ）
異世界の眷属器、楽器の勇者。
四聖勇者召喚に巻き込まれて召喚されたとされる日本人。眷属器を持っていない状態で異世界語を話せていたらしく、姿を消した後に楽器の眷属器を引き抜いた。四聖の殺害に加担し、絆の裏切り者の国から絆を誘拐し監禁していた。一見知的に振る舞っているが、四聖を強くて調子に乗っていたからという理由で殺すなど身勝手な性格。
正体は不正の力で楽器の眷属器を強引に従わせている転移者の波の尖兵。強引に従わせているのと、修行をまともにしていなかったため力を出し切れておらず、楽器が弱いせいだと不満を持っていた。
尚文たちとの戦いでは、マルドやセインの姉らと共に他世界の聖武器を抑え込む技術とによって優位に立つも、本と鏡の眷属器の助太刀と樹の演奏妨害によって追い込まれ、エスノバルトによって眷属器を操るアクセサリーを破壊されたことで楽器を解放され、その後マルドから斧を奪おうとするも殺され、魂も消滅した。
セーヤ
とある町でセーヤ飯店という会員制の店を経営している料理人。
とてつもなく美味い料理人という噂だが、実際には手頃のインスタント料理やアクセサリーによる調合ばかりで、しかも命の危険がある中毒性のある料理を出しており、この料理によって町を支配していた。近隣の町の料理店で店の看板や権利、財産をかけた料理勝負をしているが、審査員の買収などの不正によって勝ち続け、店を大きくしてきた。いずれは国の重鎮を魅了させ自分の国を作ろうとしていた。正体は転生者であり、怪しい料理の他、武器を奪う能力も持っていた。
噂を聞きつけてやってきた尚文たちが料理に不満を述べたことで尚文と料理勝負をするも敗北、その後見逃されることを条件に、筆談によって背後関係を教えようとするもタクトと同じく頭が破裂して死亡。

### セインの宿敵の勢力の異世界
セインの姉
異世界の眷属器、鎖の勇者。
セインの宿敵の勢力。本名は現時点では不明。「まあまあまあ」が口癖。彼女とセインの先祖と思われるレインが天神種であるため、彼女も天神種の末裔と思われる。
自分が元居た世界を裏切り、宿敵勢力についたらしく、妹のセインからはそのことで恨まれている。絆たちの世界の聖武器を捕らえ抑え込み、他世界の聖武器を抑え込む技術を宮地に提供した。戦いではほとんど本気を出していないが、尚文たちを一瞬で吹き飛ばすほどの力を持ち、分析力も優れている。絆たちの世界の波の尖兵たちに取り入って協力関係となっているが、彼らや仲間となったマインたちの自分勝手な言動に振り回され気苦労している。
セインを甚振り煽ったり、自分の世界が消滅する様を嬉々として語るなどの悪女の振る舞いをするが、サディナからは本心を隠していると指摘されている。実際、尚文たちに自分たちの内情を話したり、忠告をするなど不可解な行動を取る。尚文が村ごと過去に飛ばされた際には逃げるよう警告の「声」を届けている。
伝説の武器を操るアクセサリーを鎖に付けていたことから、不正に所持していると思われたが、実際には正式に選ばれた勇者であり、アクセサリー破壊後も所持していた。
マイン（マルティ＝S＝メルロマルク）
マルド
ロジール

### 波の勢力
メディア・ピデス・マーキナー
Web版における「波」の黒幕である女神。自らの経験値を稼ぐという目的のために、己の魂の欠片を転生させた「無自覚の分け身」を様々な異世界の様々な国にばら撒いて干渉していた。
「神」を名乗るだけあって様々な超常能力を有し、対「神の力」に特化した武器「0シリーズ」でも軽傷を負わせるのがやっとであるなど、尚文たちを一方的に圧倒する絶大な力をもつ。
性格は冷酷かつ傲慢で、自らの目的のために送り込んだ尖兵たちを使い捨ての手駒としか思っていない。また、常に相手を見下した言動・行動を取るが、やたらと「絶対」や「無限」といった言葉に拘りを見せたり、多少でも自身の余裕を崩されると烈火の如く怒り狂うなど、精神的に幼稚な面が見受けられる。

#### 神を僭称する存在
過去の神を僭称する者
守がいた過去の時代の波を起こしていた神を僭称する者。猫のマスコットの着ぐるみの頭部を被った男で、波の戦いを実況し、自分たちの世界に中継を行っていた。テンションが高く、陽気な様をしているが、波によって勇者同士の殺し合いを強要させ、さらに逆らった勇者を見せしめとして殺して、その世界を滅ぼすなど、残虐で冷酷な性格。
尚文たちでは決して太刀打ちできない無敵の「神の力」をもつ。自分に歯向かった錬や尚文たちをエキジビションゲームと称して襲い掛かり圧倒するも、対「神の力」に特化した武器「0シリーズ」による奇襲で攻撃され、思わぬ痛みに動揺した隙に畳み掛けられて死亡し、魂も消された。
新たに現れた神を僭称する者
過去の神を僭称する者の仲間。犬のマスコットの着ぐるみの頭部を被っている。過去の神を僭称する者が殺された直後に現れ、尚文たちを「人殺し」、「下等な原始人」と罵るも自分たちを殺せる尚文たちを恐れ、負け惜しみの台詞と仕返しをすることを宣言しながら仲間の死体とともに撤退する。
その後、尚文たちを排除するため、剣と槍の世界で聖武器の勇者と世界を人質に眷属器の勇者を従わせ、尚文たちの敵対国、ピエンサと手を組む。尚文たちとピエンサ軍との戦いの隙をついて、聖域に在った馬車の眷属器を奪い、さらにメルティを人質として誘拐する。また尚文のはったりから神狩りが糸を引いていると思っており、結界の解除と早々に手を引くよう要求した。

## 用語

### 勇者と伝説の武器
勇者
伝説の武器の聖武器や眷属器の精霊に選ばれ、所持者となった者を指す。勇者に選ばれると、後述の武器の機能により、一般の冒険者よりも強い力が手に入る代わりに、世界のために戦うことを義務付けられる。
勇者となる者は出身世界、人種は問わず、魔物が選ばれることもある。ゲーマー、ヲタク気質な日本人が召喚されることが多い。勇者に選ばれる基準は、武器の技術や経験よりも「世界を守る勇者の資質」と「その武器を上手く扱える才能」が重視される傾向がある。
勇者が使命を放棄、または間違った行いをすれば、武器の精霊に見限られ、勇者としての力を失ってしまう。
四聖勇者
聖武器の所持者となった者のこと。聖遺物を使用することで召喚される異世界人のみなれる。四聖勇者は第一から第三まで候補者がおり、現地の異世界で予言として、彼らの特徴と、その候補者に対する助言が石碑に記されている。精霊も候補者の中から自由に選べるわけではない。
世界の要のような重要な存在であり、世界がよほど危機的状況でない限りはめったに召喚されず、四聖全員が一度に召喚されることもない。
所持者が死亡することで波の激しさは増し、全員が死亡した状態で波が起こると世界は崩壊する。聖武器の所持者を新たに召喚するには、波が発生していない状況で一度揃った四聖全員が死亡していなければならない。基本的に異世界に渡ることができないが、特例で数人行くことは可能。
上記の通り、世界にとって重要な存在であるため、使命を放棄、または間違った行いをしても、勇者の資格を失うことはないが、樹のもつ聖武器の弓がリーシアに投擲具の七星武器を与えたように、所有者を止めようとすることがある。
世界を無事救った、もしくは波を乗り越えた際には、伝説の武器から次の三つのうち一つ、褒美が与えられる。
1. 「元の世界の因果律を弄ることで、どんな物でも三つ叶えてもらい元の世界に帰還する」。
2. 「異世界に残って、勇者として崇め称えられながら永住する」。
3. 「一度元の世界に帰れるが、また異世界へ来る事の出来る権利」。

眷属器の勇者
眷属器の所持者となった者のこと。尚文たちが担当する異世界では七星勇者と呼ばれる。
召喚者の他にも、現地の住民、もしくは波によってその武器がある世界に訪れた異世界人がなれる。眷属器を使って召喚される。
四聖勇者と異なり、他の異世界に波や何らかの移動方法が確立していれば自由に行き来できる。死亡した場合、適性者がいれば即座に認定されることがある。
四聖勇者に比べると制限が緩い一方、資質があっても精神が未熟だと選ばれなかったり、使命を放棄、または間違った行いをすれば武器の精霊に見限られ、勇者としての力を失ってしまうことがあったりと、所有資格の有無に関しては少々厳しい面もある。

伝説の武器
世界を守るために存在する特殊な武器。聖武器・眷属器にはそれぞれ精霊がついており、そのため精霊具とも呼ばれる。所持者には、様々な恩恵と制限が与えられる。勇者が所持した当初は弱い初心者用の武器の形をとっているが、魔物や素材を吸収することで新たな武器が解放され、その武器に変化することができる。武器ごとに様々な強化方法があり、強化方法を共有することで何倍もの力を得られる。またウェポンコピーという既製品でも同じ系統の武器を手にすることでコピー可能な機能がある。同じ武器でも品質の良い武器をコピーするとボーナスが掛かる。開放した武器はステータス画面で、スキルツリーとして表示されている。
武器ごとに技能やスキル、ステータスアップなどの装備ボーナスがあり、一定の熟練で能力開放され、永続的なボーナスを得る。技能などが他の武器で重複している場合、ステータスアップなどに置き換わる。武器にはその形状に変化させることでのみ現れる「専用効果」のある武器も存在する。
勇者専用のステータス「SP（絆の異世界では魂力）」を使用して詠唱を必要としないスキルが使用可能となる。スキルは開放された武器の装備ボーナスとして内包されており、その武器を装備することで使用でき、能力開放することで他の武器に変えても使用できるようになる。
勇者に自ら死を選ぶほどのトラウマや強い負の感情が生じると、その感情を糧にした七つの大罪の武器「カースシリーズ」が発動する。これらは呪われるデメリットと引き換えにした「自殺防止機能」で、カースシリーズを乗り越えた際には「ブレスシリーズ」が発現する。
他にもさまざまな機能が存在し、武器には翻訳機能があり、異世界語などの自分の知らない言葉を翻訳してくれる。ただし文字は翻訳できず、勇者当人が勉強して覚える必要がある。物を倒した際にアイテムや装備を作り出し、ドロップする。また、素材とレシピに対応した武器が解放されていればアイテムの調合・作製も可能となる。
デメリットも存在し、所持者の意思で捨てることはできず、所有者は他の武器を一切使うことが出来ない。また素手などの武器を使わない直接攻撃は弱くなってしまう。さらに龍脈法などの異世界の魔法習得の加護が受けづらくなってしまう。
他に、波によって他の異世界に行った際は、その世界に存在しない素材の武器は使用できなくなる。ただし能力開放した装備ボーナスは残る。
聖武器
異世界から聖遺物を使用し、召喚された勇者のみが扱える伝説の武器。眷属器とは異なり、安置場所が存在せず、勇者を召喚の際も聖遺物を使用するため、勇者召喚前はどこにあるのかは不明。四聖勇者同様、波から世界を守るための要であり楔となる重要な存在。
眷属器よりも力や権限は強く、波の尖兵に奪われても、所有者が聖武器との繋がりを自覚していれば取り戻すことが可能。
所持者には眷属器の勇者の勇者資格剥奪の権限が与えられ、波の尖兵や、勇者として不適正となった者から眷属器を開放することができる。
眷属器
聖武器の眷属的存在である武器。聖武器1つに付き2つの眷属器が存在する。強化方法は眷属器1つで1つ存在する。所持した勇者が死亡した際に、適性者がいれば即座に認定されることがあるが、適性者がいない場合はそれぞれの安置場所に戻る。安置場所は挑戦者に公開されており、適性者か波の尖兵のような不正な手段を保持している者ならば安置場所から引き抜くことができる。安置場所から適性者の元へ、眷属器自ら向かうこともある。
龍刻の長針
『槍の勇者のやり直し』で登場する槍。能力として「時間遡行」、専用効果として「分岐した世界」をもつ。幾つかの条件が成立すると、持ち主が召喚された時点まで巻き戻る。それまでに得たスキルやレベルは引き継がれる。
いつ手に入れた武器なのか元康の記憶が曖昧になっていたため不明だったが、20巻にてフィトリアの遺跡で偶然手に入れた1人限定の武器であることが判明した。

### 世界・国・土地
尚文たちの担当世界
主人公の岩谷尚文が召喚された異世界。人間の他に亜人や獣人が住んでいる。過去に「人間側」と「亜人/獣人側」に分かれて戦争をしており、現在でも差別や宗教による大きな溝が残っている。メルロマルクの女王の外交により、各国はひとまずは互いに争わずに波の対処を行う方針を取っている。絆たちの異世界と比べると波に関する記録も少なく、波の尖兵などによって重要な情報が紛失していることが多い。そのため当初は、波を単に魔物が大量に出現する災害だと思われていた。この世界では眷属器は「七星武器」、その所持者は「七星勇者」と呼ばれている。しかし後に八つ目の馬車の眷属器が明らかとなる。
聖武器は盾、剣、槍、弓。眷属器は槌、斧、ツメ、杖、小手、鞭、投擲具、馬車。
メルロマルク
尚文たち四聖を召喚した国であり、主な舞台となる国。杖の勇者であるオルトクレイが所属している。見た目は中世のイギリスに近い。女系王族の国であるため女王の方が立場が上。亜人、獣人の国であるシルトヴェルトとは長年敵対関係にあり、亜人を差別する人間至上国。またシルトヴェルトが盾の勇者を信仰していたため、反対に剣・槍・弓の勇者のみを信仰する三勇教が国教となり、盾の勇者を悪魔扱いしている。
三勇教によって四聖勇者を勝手に召喚し、さらにメルロマルク以外の波に関しては放置していた。そのため、他国への賠償としてオルトクレイを除く七星勇者の権限を全て破棄している。
女王が外交から帰還した後、三勇教は邪教指定を受け、国教は盾を含めた四聖の勇者を等しく信仰する四聖教に替わり、少しずつだが亜人と盾の勇者への差別がなくなっていく。その後新女王が即位したこととフォーブレイが敗戦国となったことで世界最大の国となる。
『槍の勇者のやり直し』では、シルトヴェルト編（5周目）で、クズの暴走でシルトヴェルトに戦争を仕掛ける事態が発生した。。メルロマルク編（6周目）では、尚文たちが本編以上に善行を積んだことによって国内での評判を高め過ぎた結果、国中で革命騒動が起きた。
尚文の村
ラフタリアの故郷ルロロナ村を尚文が霊亀討伐の報酬として授かり、復興させた村。物語中盤の拠点。
旧ルロロナ村の住人を中心に集めており、勇者補正をかけるため大半が尚文の奴隷。表向きは波に対応する私兵の育成としているが、尚文がいなくなった後にラフタリアの居場所を作るためである。
霊亀戦後に和解に至ってからは四聖勇者全員の拠点となっており、ラフタリアやリーシアなど、多くの眷属器の勇者の拠点でもある。
リユート村
メルロマルクの街道の先にある村。鉱石が採れる廃坑寸前の炭鉱があり、波が来る前は若干活気があった。宿は一つしかないが、宿泊費は食事込みで銀貨一枚。村内で生活するには大人でも銅貨20枚で賄える。飯屋は激辛料理で有名な店で、制限時間内に食べきれば無料でご褒美までもらえる。
尚文にとっての最初（メルロマルクにとっては二回目）の波があった場所で、尚文によって村が守られたことで村人たちは尚文に対して信用するようになる。その後、マインによって領主が解雇され、元康が新領主に任命される事件が起きる。復興を名目に、村人の経済状況を無視した重税をでっち上げ、徴収されそうになった所を尚文に助けられる。元康の新領主の話もなくなり、その礼として行商の役に立つ商業通行手形を与えた。
外伝『槍の勇者のやり直し』では、シルトヴェルト編（5周目）で、尚文と元康が最初の波に参加しなかったため壊滅しており、その影響もあって、薬屋や魔法屋は閉店していた。メルロマルク編では尚文と元康達が本編と同様に、波に参加し、避難誘導を行ったことによって、被害は本編以上に抑えることにができ、本編同様に村人たちは尚文達を信用するようになる。
カルミラ島
正式名はカルミラ諸島。メルロマルクの近海に位置し、経験値上昇の活性化現象の舞台である火山島。海の底には龍刻の砂時計がある水中神殿がある。
ドロップ品の中には先住民を象った「着ぐるみ装備」が出ることがある。この装備は見た目の割りに高性能で、ステータス補正だけではなく一時的に種族を変える効果をもつ。
三勇教
人間種至上主義のメルロマルクで成立した宗教。剣・槍・弓の三勇者のみを信仰対象とし、亜人に対して差別的で、亜人が崇めている盾の勇者を悪魔として迫害している。元々は四聖教から分派しただけだったが、英知の賢王として名を馳せたオルトクレイによってシルトヴェルトとの戦争に勝利したことから、傲慢な考えが浸透していった。最終的には自分たちの期待通りに動かない三勇者すら偽物呼ばわりして盾の勇者諸共処分しようとした結果、盾の勇者に教皇が倒され、邪教として禁止された。ライノの調査報告によると、残党の一部がマインと共にセインの姉が属する勢力に参加している。
『槍の勇者のやり直し』では、全ての周回で元康と尚文達を抹殺しようと行く先々で立ちはだかっている。
アイヴィレッド領
東にある村。メルロマルクの北方にある村。リーシアの故郷で彼女の両親が治めていたが、没落貴族であったためお金がなく、さらに悪政を行っていた隣の領地の貴族に妨害工作を受けていた。後に樹によって隣の領地の貴族が成敗された事で救われる。
ライヒノット領
南西部の国境近くにある地方領地の一つで、「優男の貴族」ことヴァン=ライヒノットが治めている町。亜人穏健派のヴァンが治めているため、亜人の冒険者が多く滞在している。メルロマルクが人間至上国であるため、肩身が狭く、村に毛が生えた程度の小さな町となっている。亜人の冒険者はヴァンをとても慕っており、ヴァンがイドルに連れ去られた際、彼を慕う冒険者がレイビア領に大勢押し掛けている。
レイビア領
ライヒノット領の隣にある、ラフタリアを虐待した貴族・イドル=レイビアが治めている町。亜人排斥派のイドルが治めていることもあって、亜人の差別が特に厳しい。町の高台にあるイドルの住む城の中庭には、タイラントドラゴンレックスが封印された石碑がある。

ゼルトブル
傭兵の国。斧の勇者が所属していた。
石造りの建物が多い国。冒険者業の統括を行うギルドとも深いパイプを持ち、武器防具の流通から薬などの消耗品も一挙に引き受ける商業都市の側面も持っている。王は存在せず、大商人が議員となって運営している。戦争にはゼルトブルの影ありと言われているほど闇の深い国でもある。国の名物として、コロシアム、大食い大会、フィロリアルレースなどがある。
タクト一派の世界征服の際は、斧の勇者が殺されたこともあり、メルロマルク・シルトヴェルトの陣営に協力していた。
シルトヴェルト
北東に位置する亜人や獣人の国。ツメの勇者が所属していた国。夜行性の亜人/獣人も多く、ゼルトブルと並んで「眠らない国」とも呼ばれている。
盾の勇者（先代盾の勇者の城野守）を信仰することによって建国した国。メルロマルクと長年戦争を続けてきており、メルロマルクとは逆に盾の勇者を神と崇める盾教が国教となっている。亜人至上主義であり人間を奴隷とし、そうではない人族も差別しているので、方向性が違うだけで本質的にはメルロマルクとは大差ない。また、伝承にわずかに出て来るためか、弓の勇者に対しては盾の勇者ほどではないが寛大となっている。現在はメルロマルクに対して昔ほどの敵視はしていない。鎖国していたクテンロウと交易関係にあった。
かつての盾の勇者が多様性を重視する言葉を遺したため、様々な種類の亜人種族ごとに建築様式を変えており、野性的な雰囲気がある。
血筋が重要視し、最上層にハクコ、アオタツ、シュサク、ゲンムという四神に似た亜人がいる。しかしハクコは過去の大戦の責任を負って勢力的に弱体化し、アオタツ種は過去のハクコ種が追い出したことで権力は低く、現在はシュサク、ゲンム種が仕切っている。
不遇な扱いを受けていた尚文を勧誘しようとしたが、極度の人間不信であった当時の尚文に断られていた。ジャラリスが倒されて以降は尚文に全面的に協力するようになり、仇敵のメルロマルクと連合軍を組むことになる。タクト一派の世界征服の際はメルロマルクと共に戦い勝利し、オルトクレイが考えを改めたこともあり、完全に過去の溝がなくなる。
霊亀国　
封印されていた霊亀の上にあった東側にある国。
百年以上前から鎖国気味な国であり、中華風な街並みをしていた。オストによって治水工事に力を入れていた。霊亀の絵と過去の勇者の桂一が書いた霊亀の詳細が書かれた壁画があったが、かなり掠れており、あまり読める状態ではなかった。過去に国自体が危うくなる内乱があったがオストによって解決した。霊亀が復活したことで壊滅する。
クテンロウ
シルトヴェルトから東にある島国。ラフタリアの両親やサディナの故郷。
天命と呼ばれる国主によって統治されている。和風な街並みであり、「桜光樹」という国のエネルギーを生産する桜のような植物が生えている。また、国の守り神のような存在である海のドラゴンの水竜を称えている。鎖国しており、入国手段はクテンロウと交易関係にあるシルトヴェルトの交易船のみである。
天命は聖武器や眷属器の所持者である勇者の調停者の役割を担っており、役割を放棄し悪行をはたらく勇者を裁く権利がある。このような特殊な役割もあり、入国を制限する結界が張られており、勇者は許可がない限りは容易に入れなくなっている。他に水竜を祭る水竜の巫女と天明の威光を示すための処刑などの汚れ仕事を行う殺戮の巫女の役割を兼用する一族もいる。
シルトヴェルトから来たマキナによって国が荒らされ、天命一族がラフタリアとルフト以外は壊滅してしまう。そしてルフトが傀儡にされ、さらに国を荒らされていたが、尚文たちによる革命や過去の天命によって黒幕たちは討ち取られ、シルトヴェルトと共同で国内の制度の改善が行われるようになる。
各地に魔物が封印された古墳があり、それらの古墳や都にある龍刻の砂時計には聖武器の強化方法を記した石碑がある。
鳳凰国
鳳凰が封印されている西側の土地の国。小手の眷属器がある国でもある。
シルトヴェルトとも異なる中華風の国。一昔前は小手の勇者の伝説によって繁栄を極めていた。霊亀の騒動で住民や国王が逃げ出し、当代は少年の王が即位している。小手の眷属器が埋め込まれた石碑がある寺院があり、新たな勇者を選ぶため一般に公開され、挑戦者を募っている。
フォーブレイ
尚文たちの異世界で一番大きい国。近隣に麒麟が封印された地がある。四聖勇者全てを平等に崇める「四聖教」の教会本部があるほか、七星勇者を崇める「七星教会」がある。
スチームパンク風の近代化した街並みの国。古来より王族は四聖、七星勇者の血筋を取り入れる慣わしがあり、王族には勇者の末裔が多い。勇者に対して信仰心も厚く、国力も発言力もあり世界の中心とも言える国。タクトなどの転生者によって技術が一番発展しており、車や飛行船、銃器などがあり、路面の舗装もされている。四聖教によるものかメルロマルクよりも亜人と人間の扱いの差は無い。四聖教会と七星教会には勇者の生存と選定者が現れたことを証明するステンドグラスがある。鞭のタクト、ツメのルハバート、槌、斧、投擲具5人の七星勇者を抱えているが、正確には各国へ援助・派遣をして、指示などをする連合軍のような体制をしている。
王子であるタクトがクーデターを起こし、フォーブレイの王や自身の派閥以外の王族、ツメ、槌、斧、投擲具の勇者は殺害される。その後メルロマルクに戦争を仕掛けるがタクト一派が敗北したことで敗戦国となる。権力を失い、フォーブレイの王族の血を引くオルトクレイに支援を受けることとなる。
国内に経験値活性化地域のノースフェラト大森林が存在する。カルミラ島と同じく石碑があり「ドライファ」の魔法を覚えられる。
シルドフリーデン
南東に位置する人間と亜人の国。槌の勇者が所属していた国。作中では一度も訪れたことがない。
シルトヴェルトの血筋重視に異を唱えた亜人たちによって建国した。設立して百年かそこらの新参の国で、国の歴史はシルトヴェルトと比べてとても浅い。シルトヴェルトからは下賎な種族が伝統な方針に従えず国を出て建国したとやや見下されている。国内で昔、人間と亜人で奴隷戦争を行い、表面上は差別が無い国となっている。
亜人であるアオタツ種の族長が国の指揮を執っていることもあり、『槍の勇者のやり直し』の尚文からは本当なのか怪しまれていた。
現在の族長がタクトのハーレムメンバーのネリシェンであるため、フォーブレイの次に科学力がある。
タクト一派の世界征服に便乗するが、フォーブレイともに敗戦国となり、上層部で責任の擦り付け合いが行われる。信用を失い、尚文からは今後も金銭を請求され続けられるだろうと予想された。
四聖教会、七星教会
尚文たちの異世界で神格化された勇者を崇める宗教。このような宗教があるため、勇者を詐称した罪は極めて重いものとなっている。
フィロリアルの聖域
フィトリアが管理している遺跡。人が入らないよう結界が張られており、フィトリアの転移によって出入りしているため正確な場所は不明。かつて最初の勇者たちが守った場所の跡地であるらしく、フィトリアの生まれる前の事であるため、管理している本人も詳しいことはわかっていない。現在はフィトリアとその配下のフィロリアルの住処となっている。
劇中では、三勇教事件の際に、フィトリアが尚文たちを連れていった場所と、本拠地の二つの場所が確認されている。遺跡の奥には、時計を模した装飾がされた祭壇があり、その床の真ん中に武器を差し込むと一人だけ、竜谷の時計の武器が手に入る。過去の天命によると、時間を司る神殿とのこと。

守たちの過去の異世界
尚文たちが村の異変によって飛ばされた、先代盾の勇者である城野守が召喚されていた過去の世界。当時は波による一回目の世界融合によって、盾の世界と弓の世界が融合した世界であり、まだ剣と槍の世界とは融合していない。そのため聖武器の所有者は四聖勇者ではなく、双聖の勇者や聖武器の勇者と呼ばれていた。過去の世界であるため、未来では絶滅、絶滅寸前の魔物が多く住み着いている。フィロリアルはまだ存在していない。未来では残されていなかったが、波やその先兵に関する情報は把握されている。
当時の聖武器は盾と弓。眷属器は槌、ツメ、鞭、馬車。
シルトラン
城野守を召喚した国で、後にシルトヴェルトとなる国。「古代シルトラン国」とも呼ばれ、古代シルトヴェルトよりも前の亜人・獣人の国。尚文たちは、風景がどことなく似ていると感じている。王は城の魔術師の裏切りによって殺され、大臣が代表として公務を行っている。
ピエンサ
先代の弓の勇者が所属している過去の世界の大国。自国の正義こそが世界の正義という認識の国で、力で何でも解決している。過去の勇者が建築した国の跡地である聖地を領土にしたいと思っており、シルトランに対して様々な理由で戦争を仕掛けてきている。先代の弓の勇者の方針によってドラゴン部隊が結成されており、最終的にはシルトヴェルトに戦争で負けて滅ぼされている。
剣と槍の異世界
城野守が召喚された過去の時代の盾と弓の世界と融合する前の剣と槍の聖武器の世界。
尚文の時代の時間を司る神殿があった、フィロリアルの聖域の本拠地はこの世界の物と思われ、尚文たちが元居た時代に帰れる手立てがあるとされている。
尚文たちが波で神を僭称する者の一人を倒した後、その仲間によって世界と聖武器の勇者を人質に取られてしまい、眷属器の勇者は盾と弓の世界のピエンサの侵略活動への協力と尚文たちの殺害を強要されている。
当時の聖武器は剣と槍。眷属器は投擲具、杖、斧、小手。
絆たちの担当世界
風山絆が召喚された異世界。人間の他に魂人（スピリット）、晶人（ジュエル）、草人（エルフ）、ドワーフなどの亜人が存在する。古代〜近世あたりの日本に近い習俗の国が幾つかある。互いの世界のアイテム効果が違うなど、尚文たちの世界とは法則性が異なる。
以前は魔竜が自らの支配権で人間を奴隷のように酷使していたが、召喚された絆に討伐される。迷宮古代図書館があるおかげか波の伝承が多く残されており、尚文もこの世界に来て波の真相を知った。アクセサリー、転移スキルの再現など勇者の武器の機能に関しての研究が進んでいるが、その反面SPにあたる「魂力」を回復させるアイテムがない。
伝承の中に他の異世界を滅ぼせば延命することができるとあったため、当初尚文たちの異世界とは敵対関係にあった。帰還した絆にそのことを咎められたことで侵攻を止め、尚文と休戦協定を結んだ。その後、絆以外の四聖が敵の眷属器の勇者に殺され、波の間隔が2週間周期になってしまう。さらにセインの敵対勢力の異世界に攻め込まれ窮地に立たされるが、尚文たちの救援で立て直された。敵から取り返した札の聖武器がシルディナを選んだことで、四聖勇者が2人となる。
聖武器は狩猟具、玉、鈍器、札。眷属器は扇、刀、楽器、銛、鎌、船、鏡、本。
守護獣は玄武、朱雀、白虎、青龍の四体。
過去に飛ばされたラフタリアの刀が使える強化方法から、かつては狩猟具と玉、札と鈍器の世界に分かれていたことが判明する。
迷宮古代図書館
図書兎が生息、管理する特殊ダンジョン。場所はシクールにあるが、どの国にも所属していない、図書兎たちの領域となっている。無限迷宮に近いどこまでも続く迷宮で、絆たちの異世界の知恵が自然と集まる本の行きつく先と言われている。絆たちの異世界では、この場所から波に関する資料が見つかっており、他にも多くの本や資料があるアカシックレコードのような場所。また、火の魔法の使用が禁止されており、使用すると、最初は文字が浮かび上がって警告、次にしばらく魔法が封印され、それを無視すると警報が鳴り強力な魔物が寄ってきて、それでも破ると強制退場となり、しばらく迷宮に入れなくなる。
迷宮の奥には図書兎の館長室があり、波に関する壁画と真の館長になるための特殊な薬がある。館長室の奥にもさらに迷宮は続いている。
無限迷宮
鏡の眷属器の国ミカカゲにある特殊な迷宮で、一度は入ったら二度と出られないと言われる。過去の魔術師が城塞にするために空間を操作する魔法を使用し、空間と魔力の暴走によって出られない空間と化した遺物。この迷宮に入ると転移スキルや波による転移ができない。

鎌の眷属器の国シクール
ラルクが治める国である国。絆たちの主な拠点で異世界から来た尚文も拠点にしている。
全体的には中世のドイツのような感じの国だが、周辺国の文化も流入しており和風な面もある。国の重鎮は絆たちに対して礼儀正しい態度をとっている。城下町にはロミナの鍛冶屋があり、尚文たちの一度目の帰還の後は、その隣にヨモギとツグミの道場が建てられる。漁港がある隣町には絆とグラスの家があり、尚文たちもここで寝泊まりをしている。

セインの異世界
かつてセインのいた世界。現在は敵対していた異世界の勢力によって四聖勇者が全滅し、世界が滅んでいる。レインがいた過去の時代では、聖武器の鎧と指輪の異世界が融合している状態となっていた。過去には天神種という種族が存在していたが、現在では能力である「光翼」を恐れた波の尖兵の隠蔽によってか、その存在が伝わっておらず、その末裔であるセインですら知らなかった。
現時点では、聖武器は鎧、指輪。眷属器は裁縫道具が判明している。
セインの敵対勢力の異世界
かつてセインのいた世界を滅ぼした勢力のいる世界。この世界の勢力は、世界を滅ぼしたことで多くの経験値や死に戻りなどの特殊技能を手に入れている。異世界を滅ぼす波の戦いを楽しんでいる様子。異世界の言葉がわかるようになるアクセサリーや伝説の武器を拘束して支配するアクセサリー、担当外の異世界にいる聖武器の機能や魔法を封じる手段、汚染した聖武器を核にした改造魔物などの独自の技術が存在している。
セインの姉によると、この異世界では四聖勇者は一人しか残っておらず、拘束して監禁している。その人物を殺そうとするテロリストがおり、尚文とセインの姉が出会う前に殺されかけたがマインたちによって危機を脱したらしい。
現時点では、聖武器は不明、眷属器は鎖が登場している。また、尚文たちの異世界の眷属器の槌、斧、ツメと、絆たちの異世界の聖武器の玉、鈍器、眷属器の船を拘束し所持している。
地球・日本
尚文たち召喚された勇者や波の尖兵の元居た世界。作中では日本人のみ登場しているためか、主に「日本」と呼ばれている。様々な異なる世界の日本から来ており、錬のVRMMOのある世界や、樹の異能力者が存在する世界などがある。それぞれの世界でゲームや書物などとして異世界の情報が「偏った、ないし歪められたかたち」で流布しており、召喚された人間が自身の知識に固執するなど悪影響が生じている。元康・錬・樹がプレイしていたゲームでは盾装備は完全な敗け組の「死に職」となっており、尚文が侮られる原因となっていた。
異世界では召喚された勇者や波の尖兵によって日本の技術や食べ物、風習などが伝えられており、日本語は「勇者文字」と呼ばれている。だが、元居た世界の日本によって用法が異なっている部分があり、違う世界の日本人には読みにくい。

### 魔法
通常魔法
一般的に使用されている魔法。使用者の魔力の消費と詠唱によって発動する。下から順番に「ファスト」「ツヴァイト」「ドライファ」「リベレイション」の4つにランク分けされる。最上級のリベレイションは勇者専用であるため、ドライファが最上級の扱いとなっている。複数の相手に効果がある魔法には「アル」が付く。
習得には魔法が秘められた魔法書と水晶玉で可能。魔法書での習得は魔力を感じることで読める魔法文字を覚える必要があるため難しいが、多くの魔法を覚えることができるようになり、威力を調整できる。反対に水晶玉での習得は簡単だが、高価で水晶玉一つで魔法一つしか覚えることができず、威力が低く増減が難しい欠点がある。また、適性の有無があり、適正がない魔法は覚える事ができない。
魔法が存在しない異世界出身の勇者は、魔力を感じ取る事が難しいため、劇中では、魔力が感じられる特別な鉱石を使用する、水晶玉で覚えた後に魔法書で覚えるといった方法をとっている。
リベレイション
通常魔法の最上級の魔法。
通常魔法と龍脈法を併用して発動する勇者専用魔法。通常魔法と龍脈法は両方覚えられても、水と油のように混ぜて唱えることができないが、勇者専用の項目のSPとEP（気）によって混ぜ合わせることができる。
詠唱の流れは龍脈法によって力を引き寄せ、通常魔法を唱える形となっている。双方の性質の違いなどから両方を習得するのは至難の技となる。
契約魔法
何らかの制約を課して、それに違反した際にペナルティを与える魔法。作中では奴隷や魔物に施す契約紋様（奴隷紋、魔物紋）が一般的で、主として登録した者が様々な制約を課すことができ、違反した際には対象者に激痛を与える。逃亡を禁止しておけば刑務所のように厳重な場所に閉じ込める必要がないため、刑の確定した罪人の管理にも利用されている。
低位の契約紋は対象者の力量によっては無効化するほか、高位の契約紋は発動した時だけ浮かび上がる。例外として勇者には使用できず、武器に選ばれた時点で解除される。
合唱魔法
術者同士が協力して唱えることで発動する魔法。
最低二人以上の数名必要で、一人で発動する通常魔法よりも強力な魔法。その半面、複雑で術者同士の息があっていないと発動できない。
儀式魔法
合唱魔法の上位の魔法。
数十名、数百名で唱える強力な魔法で、戦争の際によく使用されている。詠唱された範囲では転移スキルは使用できない。
龍脈法
ドラゴンやその加護を受けた者が使用する魔法。
自分の魔力から発動する通常の魔法とは違い、周囲の物や生物などの力を借りて発動する。媒体によって効果が変わり、発動ごとに異なる詠唱になるため難易度が高い。自分自身の力を引き出すこともできるが、加減しなければ力を全て吐き出してしまい最悪死んでしまうため、通常魔法の方が効率がいい。
加護を受けた後に修練して習得するが、通常魔法を覚えていると自分の魔力を混ぜてしまうため習得が難しい。また、ウィンディアの例もあり、その逆も同様と思われる。通常魔法と併用して唱えることは通常はできない。
他のものから力を借りて発動するため、習得することで、相手を解析して行う妨害魔法、他者と調和して発動する儀式魔法や合唱魔法を簡略化できるようになる。
魔術
絆たちの異世界の魔法で、尚文たちの異世界の通常魔法にあたる。
宝石魔法
絆たちの異世界の魔法。
晶人が使用する宝石から力を借りて発動する魔法。宝石の種類や宝石の研磨、アクセサリーの出来などによって効果や威力が変わる。少ない魔力消費で強い魔法を唱えられる。
気
異世界に存在する概念で、生命が発するエネルギーのこと。修行をすることで見えるようになり、コントロールできるようになる。気を扱うことで、自身をより強化したりスタミナを回復したりすることができる。物作りにも利用でき、気を放ちながら作業をすることで集中力が上がり、物に気を注ぐことで品質が上がる効果がある。また、優れた武芸者や技術者の中には、気が見えないが、無意識に扱っている者も存在する。気を扱う戦闘術として変幻無双流がある。また絆の異世界にも自在珠玉流という、気に似た技術を操る戦闘術が存在する。
変幻無双流
尚文の異世界の過去の勇者を参考に勇者の力であるEP（エネルギーブースト）を再現した流派。弱者が理不尽な強さをもつ強者を倒すために生まれた流派でもある。体内外から気を集め留め、攻撃に載せて放つ。特定の武器は無く、どんな物であろうとも武器として活用し敵を殲滅する万能の戦闘術。後述の自在珠玉流とも組み合わせ、応用することもできる。勇者はすでにEPで能力を上げていることとSPの存在によって習得は難しいとされる。しかし習得することで魔法やスキルに混ぜて効果を上げたり、EPをうまく使いこなせるようになる。
防御系の技能や弱体化魔法対策の技は失伝してしまったが、尚文たちによって見つかる。
自在珠玉流
絆の異世界のプラーナという気に似た技術を操る流派。アマチハの調停者が開祖とされている。グラスは変幻無双流の方が応用が利き、強力と語っていたが、双方の流派の師範代同士が、互角に戦っていたため、優劣が低いわけではないようだ。かつての変幻無双流のように、弟子が問題を起こしたせいで、師範代が意気消沈していたが、変幻無双流の師範代の叱咤激励の決闘を受けたことで立ち直った。変幻無双流と組み合わせ、応用することもできる。

### 種族・魔物
亜人
尚文の異世界の亜人種。他の異世界にも亜人種は存在するが、作中で亜人はこの種族を指す場合が多い。
人間に似た外見をしているが、人とは異なる、主に動物の部位をもつ人種。様々な動物の種族が存在し、それぞれ名称が存在する。幼いころからLvを上げると比例して肉体が最も効率の良いように急成長する。その際、魔成長するための栄養を求めて飢餓状態になり、通常時の数倍の食事を必要とし、成長痛を起こす。Lvが下がると実年齢相応の姿に戻る。それらが魔物と共通する特徴であるため魔物と同一視される原因にもなっている。亜人の中には獣人の姿に変身する種族があり、変身することで能力が上がる。
獣人
尚文の異世界の亜人種。亜人よりさらに獣度合いが強い人種。それ以外は概ね亜人と同じ特性をもつ。人間や別種の亜人/獣人同士の結婚も可能。基本的に父方の種族が生まれるが、場合によっては何代か前に入った血が発現し別種族の特徴をもつ子供が生まれる例もある。またホルンが確認したところ未来の亜人/獣人はシャチ姉妹のサカマタ種以外のほとんどの種族に強化改造が施された形跡があることが判明している。
スピリット（魂人）
絆の異世界の亜人種。幽霊や精神体に近い種族で、体が半透明になっている。生命力 (HP) や魔力、眷属器の勇者は魂力 (SP) といったエネルギー量で強さが変動されており、魔法やスキルを使うことで、生命力が減ってしまう。他のステータスもエネルギーに依存され、Lvが存在しない。その分、エネルギーが高く、普通の人間よりも防御力が高い。その特性のため、エネルギーを吸い取るソウルイーター系の武器や能力に弱く、さらに回復魔法の恩恵を受けづらい。ただし魂癒水を飲んだり、体にかけることで劇的に回復し、さらにより強くなる。絆の異世界には魂癒水が存在せず、エネルギーの回復手段が自然回復しかなかったため、魂癒水の存在を知った際はかなり驚いていた。霊体に近いため、シルディナが扱う神託で宿らせることができ、神託が使えるものにソウルイーターと同じ気配を感じ、本能的に苦手意識を持ってしまう。互いに合意の上で神託を行うと、エネルギーが消費するため負担がかかるものの、半透明ではなくなり、普通の人間のようになる。そして感覚が共有し、物の残留する意思を読み取れるようになり、さらに神託するものと憑依したスピリットとのLvが合わさり、力が強くなる。
ジュエル（晶人）
絆の異世界の亜人種。体に宝石が付いている。宝石の声を聴く能力があり、宝石から力を借りる宝石魔法を得意とする。宝石魔法を使用すると髪の色が変化する。
フィロリアル
尚文の異世界に生息する羽毛に包まれたダチョウのような姿をした鳥型の魔物。走ることと車を牽くことが大好きで、野生種でも荷車を所有している個体がいる。過度な装飾は好まず、重くて牽き甲斐のある車が好き。異世界ではレース用、運搬用、食用など広く飼育され、専門の牧場も存在している。雑食で食欲旺盛。光り物を好む。グリフォンやドラゴンなど、他の騎乗可能生物と仲が悪い。空を飛ぶ種族(古代種のフィモノア種)もいたが、グリフィンを元に人間が改造した量産型の化け物によって絶滅した。
勇者に育てられた個体はキング、クイーンといったずんぐりとした大きな姿の上位種に進化して言葉を話すようになり、低位の魔物紋は効かなくなる。フィロリアル形態から羽の生えた人型に変身できるようになり、見た目は10歳程度になることが多いが、17歳 - 18歳程度の姿に変わる個体もいる。後者の場合は性格も落ち着いたものになることが多く、他のフィロリアルを指揮統括する能力に優れる個体がいる。フィトリアのような巨体になるには数百年かかる。基本的に好奇心が旺盛。また洞察力に優れ、嘘に対しては本能的に敏感。魔法（風魔法をよく覚える傾向がある）も使えるが、強力な蹴りを主体にした肉弾戦が得意。絆たちの異世界に来た際は「ハミングフェーリー」という魔物になる。
ラフ種
尚文の異世界に誕生した新種の魔物。尚文の村で育成された魔物に、ラフちゃんが特殊なクラスアップを施したことで誕生する。見た目はラフちゃんそっくりの姿で、元の魔物とラフちゃんが合わさったような姿にも変化できる。鳴き声は「ラフー」、「タリ－」、「リアー」とラフタリアの名前に因んだものとなっている。魔物たちは尚文に可愛がられているラフちゃんを羨ましがっていたため、皆この姿になることを望んだ。魔物たちの要望とはいえ、尚文とラフちゃんによってやや強引に大量に生まれたため、ラフタリアは頭を悩ませることとなった。性格は元々尚文に懐いている魔物であったため、彼に従順で大人しく、そのため尚文やルフトはかなり気に入っている。
能力はラフタリアとラフちゃんと同じく幻覚魔法が使え、また元の魔物の特性も受け継がれている。異種変異のクラスアップによる後遺症もあったが、ラトによって軽減させている。
ドラゴン
ほとんどの異世界に存在する魔物。卵を温める温度を調整することで、ある程度性別を決められることができる。様々な魔物と交配することができ、ドラゴンと混ざった魔物が生まれやすい。縄張りから滅多に出ないが、生態系を簡単に狂わすため、汚染地域とも呼ばれている。魔物紋の登録は高度なものを施す必要がある。竜帝となるために、核石の欠片を本能的に欲しがる習性を持っている。

### アイテム
バイオプラント
元々はとある錬金術師が研究していた植物の失敗作。メルロマルク南西にあるダンジョンに封印されていたが、飢饉にあえぐ村を救うという大義名分で元康がゲーム知識を基に解き放ってしまう。極めて変異しやすく、魔物化してあっという間に村その物を埋め尽くすほど繁殖して人間まで侵食する。尚文が盾の技能で変異性を下げたことで枝には赤いトマトのような実が生り、根からも芋のようなものが安全に実り、村の名産となった。繁殖力だけは変わっておらず、定期的に伐採する必要がある。尚文の村でも食糧確保のために栽培される。汎用性が高く、ラトティルが来てからは様々な実験がされ、家屋にもなる「キャンピングプラント」、さらにホルンによって、パンが実る木も生まれた。
絆の異世界でも使用でき、尚文や絆は無限迷宮でその繁殖力を利用し、脱出に成功させている。
『槍の勇者のやり直し』では、メルロマルク編で、波によって減少傾向にあった食料増産に活用されている。種は生産用と配布用に分けられており、配布用は人々を見極める目的で適度に世話をしないと枯れるように調整されている。
ルコルの実
葡萄に似た形の果実。厳密にはアイテムではなく、樽一杯分の水に混ぜることで丁度良い濃さになる「酒の素」であり、普通の人間が半欠けでも口にすれば忽ちの内に急性アルコール中毒で昏倒し、原液の状態なら雫の一滴、気化・霧化した物を吸い込んだだけでも影響がある代物。異世界での酒類は魔力やSPを回復させる効果がある。ただし、飲める濃さでは気休め程度なため、アルコールに対して全く効果がない尚文にとってのみルコルの実は回復アイテムとなる。
禁止されているが、ルコルの実を潰した原液を水に流すことで魚を捕る漁法も存在し、カルミラ島の波では対波の魔物用の兵器として「ルコル爆樽」を使用している。
イグドラシル薬剤
尚文の異世界のアイテム。どんな病でも一発で治るとされる最高位の薬。尚文が盾の技能「薬効果上昇」を加えて飲ませたことで、瀕死の状態だった変幻無双流の老師とアトラを元気が有り余るくらい回復させている。相当な貴重品で、時価総額でかなりの値段になる。作成には膨大な薬剤が使われ、尚文でも調合に失敗するほど難しく、盾の力によって辛うじて入手できる。

### 波関連
厄災の波
世界を破滅へと導くとされる厄災。作中では主に「波」と呼ばれている。
発生すると大きな時空の亀裂が入り、そこから魔物が大量に出現する。周期的に発生し、龍刻の砂時計によっていつ発生するか分かるようになっている。波の魔物のボスを倒すか、波の亀裂に攻撃を与えることで、その場で発生した波は静めることができる。四聖勇者が参加すると、その地域の次の波の発生の時期が延びるため、四聖勇者は波に積極的に挑まなければならないとされる。四聖勇者が死亡するとその分波が激しくなり、全員が死亡した時に波が発生すればその世界は滅びるとされる。
その実態は他の異世界同士の融合現象。尚文たちの召喚された異世界群はこの融合現象によって、元々一つの聖武器に二つの眷属器がある異世界四つが、波によって衝突し、融合してできた世界である。波の亀裂は異世界同士が衝突してできたものであり、なぜ魔物が発生するのかは不明。波の亀裂の先は他の異世界と繋がっており、世界が波を静めるともう一方の世界の波も静まる。亀裂の中に入ることでその異世界に行くことができる。波を阻止できずこれ以上世界融合が起こると、許容量を超えて世界は崩壊する。絆たちの異世界の伝承では、他の世界を滅ぼすことで自分たちの世界を延命できるとある。また、セインの敵対勢力の者によれば、他の異世界を世界を滅ぼすと滅ぼした異世界に多くの経験値や死に戻りなどのボーナスが得られる。異世界に渡ると能力の一部が変化ないし無効化され、レベルが1になるほか装備などには使用不可などの不具合が起き、魔物や一部の亜人・獣人はその世界に適応した種族に変化する。その代わり波が起きている間はそれぞれの世界で上げたレベルが合算される。
本来異世界同士の衝突は滅多なことでは起きない現象だが、連続的に発生する場合は後述の「神を僭称する存在」によって起こされたものとされる。
過去の波
守がいた過去の当時起こっていた波。現在の波とは大きく異なっており、他の世界の勇者同士がゲームと称して戦わせる、「異世界デスゲーム」といったもの。神を僭称する者たちの娯楽のために行われており、その様子は神を僭称する者たちの世界に中継されている。また神を僭称する者には絶対勝てないと異世界人に思わせるために、逆らった勇者たちを殺し、さらに世界を滅ぼす様子を見せ付け、逆らえないようにし、ゲームを強要させている。
波の到来は唐突に予告され、神を僭称する者が司会兼実況を行っている。ゲームの内容はルーレットで決められ、選ばれた勇者以外は神を僭称する者が用意した魔物と波の魔物と戦う。相手勇者を殺すことで、神を僭称する者からご褒美と称したボーナスを与えられたり、気に入られると願いを叶えてもらえるとされているが、尚文からは当然ながら怪しまれている。達成するごとに難易度が上がり、他の世界の勇者同士を殺し合わせることが増えてきている。

龍刻の砂時計
波が起こる時期を伝える巨大な砂時計。街中や人里離れた地域など様々な場所に存在している。それぞれに地域の区分があり、砂時計の赤い砂が落ち切るとその地域で波が発生する。勇者は砂時計に登録すると、デジタル時計が視界に出現し、いつ波が起こるかわかるようになり、砂が落ちきり、時間が00:00となると勇者と人員として登録した者、その者たちの所有物は波が発生した場所に転移する。
またLvの上限を突破するクラスアップをする場所でもある。異世界ごとに違いがあるが、勇者ではない者は得られるLvに限度があり、この儀式を行うことでさらにLvを上げられるようになる。異世界ごとに機能が異なっているらしく、尚文の異世界では、Lv上げのやり直しや罪人の処罰のために、Lv1に戻すレベルリセットが行うことができる。絆の異世界では一般冒険者のドロップの確認と転移スキルの転移地点となっているが、方法がわかってないのかレベルリセットができない。重要な物であるため、国に管理されている砂時計は国ごとに使用の制限がある。
波の尖兵
「神を僭称する存在」によって見出され、異世界を荒らすために日本から異世界に送り込まれた者たち。そのほとんどは男性で、自分が一番と考え、自分の欲望や利益のためだけに非道なことを平然と行い、強ければ正しいと思っている自己中心的な性格。ハーレム志向が強く、顔の良い異性を好み、多くの取り巻きたちが存在する。
勇者・波に関する文献の消滅や改竄を行っており、変幻無双流などの技術の衰退の原因にもなっている。波に関しては脅威に感じておらず、波を鎮めようとする勇者とは対立することが多い。
「神を僭称する存在」から、本来は選ばれたものに宿り手放すことができない伝説の武器を操ったり勇者から奪ったりする能力を始め、様々な力を与えられている。その能力や日本で得た知識を使って、勇者を騙ったり、天才として崇められたりしている。互いの横のつながりは皆無で勇者から奪った伝説の武器を波の尖兵同士でも奪い合っている。裏切り防止のための呪いを掛けられており、自身の秘密を明かそうとすると頭が破裂して死に、さらに魂も細切れになる。
転生者
波の尖兵の分類の一つ。数が一番多いため作中では存在が明らかになった後は、波の尖兵をそう呼んでいる場合もある。
「神を僭称する存在」によって異世界人として転生した元日本人。生前の記憶も残っており、その知識と与えられた能力によって子供のころから天才として称えられている。尚文たちの異世界では衰退と繁栄を司る存在として知られていた。画期的な発明や技術をもたらす一方で、異世界では非効率な代物で廃れるものが多い。また、前述の変幻無双流の例のように、波と戦うために重要な戦力となる存在を内部分裂を起こして潰したりしている。
転移者
波の尖兵の分類の一つ。「神を僭称する存在」によって日本から異世界に転移した者。現時点では宮地のみ登場している。

神を僭称する存在
災厄の波を引き起こす存在。
迷宮古代図書館の文献から存在が明らかになり、数百年以上も前から波の尖兵に力を与えて送り込み、世界を影から蝕み続け、波が対処しづらい状況を作り上げている。波を引き起こし、日本で死んだ人間の魂を異世界人として蘇らせたりと神に近い力をもつ。文献によると決して倒すことができない存在とされている。
その正体は勇者たちが元居た世界や召喚先の世界とも異なる、高度に発展した異世界で神に等しい領域までに文明を築き、不老不死を成し遂げた存在。不老となったことで極めて退屈しているらしく、自分たちの娯楽のために異世界を荒らして回っており、異世界の者たちを「下等な原始人」と見下している。本来ならまともに戦うことすらできない規格外の力を持っているが、伝説の武器の0シリーズの力ならば対抗でき、肉体を殺した後、魂を攻撃できる武器で魂を消し飛ばせば完全に倒すこともできる。神に等しい力をもつがゆえにまともな戦闘経験がないため、その力が通じなくなると凄まじく狼狽え怯える。また自分たちを殺せる神狩りと呼ばれる存在を恐れている。
守の時代に現れた存在は波によって融合しかかった世界同士の勇者をぶつけ合わせて、その戦いを自分たちの世界に中継していた。

## 既刊一覧

### 小説
- アネコユサギ（著）・弥南せいら（イラスト） 『盾の勇者の成り上がり』 KADOKAWA〈MFブックス〉、既刊22巻（2019年6月25日現在）
  1. 2013年8月31日初版第一刷発行（8月23日発売[201]）、ISBN 978-4-04-066490-3
  2. 2013年10月31日初版第一刷発行（10月25日発売[202]）、ISBN 978-4-04-066049-3
  3. 2013年12月31日初版第一刷発行（12月25日発売[203]）、ISBN 978-4-04-066166-7
  4. 2014年2月28日初版第一刷発行（2月25日発売[204]）、ISBN 978-4-04-066321-0
  5. 2014年4月30日初版第一刷発行（4月25日発売[205]）、ISBN 978-4-04-066718-8
  6. 2014年6月30日初版第一刷発行（6月25日発売[206]）、ISBN 978-4-04-066790-4
  7. 2014年9月30日初版第一刷発行（9月25日発売[207]）、ISBN 978-4-04-066996-0
  8. 2014年11月30日初版第一刷発行（11月25日発売[208]）、ISBN 978-4-04-067180-2
  9. 2015年1月31日初版第一刷発行（1月23日発売[209]）、ISBN 978-4-04-067355-4
  10. 2015年3月31日初版第一刷発行（3月25日発売[210]）、ISBN 978-4-04-067485-8
  11. 2015年6月30日初版第一刷発行（6月25日発売[211]）、ISBN 978-4-04-067698-2
  12. 2015年9月30日初版第一刷発行（9月25日発売[212]）、ISBN 978-4-04-067787-3
  13. 2015年11月30日初版第一刷発行（11月25日発売[213]）、ISBN 978-4-04-067965-5
  14. 2016年2月29日初版第一刷発行（2月25日発売[214]）、ISBN 978-4-04-068121-4
  15. 2016年9月30日初版第一刷発行（9月23日発売[215]）、ISBN 978-4-04-068638-7
  16. 2017年1月25日初版第一刷発行（同日発売[216]）、ISBN 978-4-04-069051-3
  17. 2017年3月25日初版第一刷発行（同日発売[217]）、ISBN 978-4-04-069190-9
  18. 2017年7月25日初版第一刷発行（同日発売[218]）、ISBN 978-4-04-069354-5
  19. 2018年1月25日初版第一刷発行（同日発売[219]）、ISBN 978-4-04-069665-2
  20. 2018年12月25日初版第一刷発行（同日発売[220]）、ISBN 978-4-04-065134-7
  21. 2019年2月25日初版第一刷発行（同日発売[221]）、ISBN 978-4-04-065546-8
  22. 2019年6月25日初版第一刷発行（同日発売[222]）、ISBN 978-4-04-065839-1
- アネコユサギ（著）・弥南せいら（イラスト） 『槍の勇者のやり直し』 KADOKAWA〈MFブックス〉、既刊5巻（2024年12月25日現在）
  1. 2017年9月25日初版第一刷発行（同日発売[223]）、ISBN 978-4-04-069502-0
  2. 2017年11月25日初版第一刷発行（同日発売[224]）、ISBN 978-4-04-069588-4
  3. 2018年7月25日初版第一刷発行（同日発売[225]）、ISBN 978-4-04-069805-2
  4. 2023年9月25日初版第一刷発行（同日発売[226]）、ISBN 978-4-04-682894-1
  5. 2024年12月25日初版第一刷発行（同日発売[227]）、ISBN 978-4-04-684335-7

### 漫画
- アネコユサギ（著）・弥南せいら（イラスト）・藍屋球（作画） 『盾の勇者の成り上がり』 KADOKAWA〈MFコミックス フラッパーシリーズ〉、既刊28巻（2025年7月23日現在）
  1. 2014年6月30日初版第一刷発行（6月23日発売[228]）、ISBN 978-4-04-066593-1
  2. 2014年10月31日初版第一刷発行（10月31日発売[229]）、ISBN 978-4-04-066883-3
  3. 2015年3月31日初版第一刷発行（3月23日発売[230]）、ISBN 978-4-04-066883-3
  4. 2015年9月30日初版第一刷発行（9月19日発売[231]）、ISBN 978-4-04-067809-2
  5. 2016年1月31日初版第一刷発行（1月23日発売[232]）、ISBN 978-4-04-067879-5
  6. 2016年6月30日初版第一刷発行（6月23日発売[233]）、ISBN 978-4-04-068280-8
  7. 2016年11月21日初版第一刷発行（同日発売[234]）、ISBN 978-4-04-068580-9
  8. 2017年4月22日初版第一刷発行（同日発売[235]）、ISBN 978-4-04-069154-1
  9. 2017年9月23日初版第一刷発行（同日発売[236]）、ISBN 978-4-04-069414-6
  10. 2018年2月23日初版第一刷発行（同日発売[237]）、ISBN 978-4-04-069693-5
  11. 2018年7月23日初版第一刷発行（同日発売[238]）、ISBN 978-4-04-069973-8
  12. 2018年12月21日初版第一刷発行（同日発売[239]）、ISBN 978-4-04-065347-1
  13. 2019年4月23日初版第一刷発行（同日発売[240]）、ISBN 978-4-04-065641-0
  14. 2019年9月21日初版第一刷発行（同日発売[241]）、ISBN 978-4-04-065825-4
  15. 2020年2月22日初版第一刷発行（同日発売[242]）、ISBN 978-4-04-064337-3
  16. 2020年7月22日初版第一刷発行（7月20日発売[243]）、ISBN 978-4-04-064759-3
  17. 2020年11月21日初版第一刷発行（同日発売[244]）、ISBN 978-4-04-065973-2
  18. 2021年3月23日初版第一刷発行（同日発売[245]）、ISBN 978-4-04-680287-3
  19. 2021年9月22日初版第一刷発行（同日発売[246]）、ISBN 978-4-04-680728-1
  20. 2022年2月22日初版第一刷発行（同日発売[247]）、ISBN 978-4-04-681047-2
  21. 2022年6月23日初版第一刷発行（6月22日発売[248]）、ISBN 978-4-04-681452-4
  22. 2022年12月22日初版第一刷発行（同日発売[249]）、ISBN 978-4-04-681984-0
  23. 2023年6月22日初版第一刷発行（同日発売[250]）、ISBN 978-4-04-682516-2
  24. 2023年11月22日初版第一刷発行（同日発売[251]）、ISBN 978-4-04-683042-5
  25. 2024年4月23日初版第一刷発行（同日発売[252]）、ISBN 978-4-04-683504-8
  26. 2024年10月22日発売[5]）、ISBN 978-4-04-684073-8
  27. 2025年2月21日発売[253]）、ISBN 978-4-04-684489-7
  28. 2025年7月23日発売[254]）、ISBN 978-4-04-684916-8

- アネコユサギ（原作）・弥南せいら（キャラクター原案）・にぃと（作画） 『槍の勇者のやり直し』 KADOKAWA〈MFC〉、全11巻
  1. 2017年12月22日初版第一刷発行（同日発売[255]）、ISBN 978-4-04-069525-9
  2. 2018年3月22日初版第一刷発行（同日発売[256]）、ISBN 978-4-04-069781-9
  3. 2018年12月21日初版第一刷発行（同日発売[257]）、ISBN 978-4-04-065341-9
  4. 2019年3月23日初版第一刷発行（3月22日発売[258]）、ISBN 978-4-04-065849-0
  5. 2019年8月23日初版第一刷発行（同日発売[259][260]）、ISBN 978-4-04-065848-3 / ISBN 978-4-04-065849-0（特装版）
  6. 2020年2月22日初版第一刷発行（同日発売[261]）、ISBN 978-4-04-064355-7
  7. 2020年11月21日初版第一刷発行（同日発売[262]）、ISBN 978-4-04-065961-9
  8. 2021年9月22日初版第一刷発行（9月21日発売[263]）、ISBN 978-4-04-680478-5
  9. 2022年2月22日初版第一刷発行（2月21日発売[264]）、ISBN 978-4-04-680872-1
  10. 2022年8月20日発売[265]、ISBN 978-4-04-681525-5
  11. 2023年3月23日発売[266]、ISBN 978-4-04-682255-0
- アネコユサギ（原作）・弥南せいら（キャラクター原案）・赤樫（作画） 『盾の勇者のとある一日』 KADOKAWA〈電撃コミックスNEXT〉、全3巻
  1. 2019年3月27日初版発行（同日発売[267]）、ISBN 978-4-04-912431-6
  2. 2019年12月26日発売[268]、ISBN 978-4-04-912922-9
  3. 2020年8月26日発売[269]、ISBN 978-4-04-913351-6
- アネコユサギ（原作）・弥南せいら（キャラクター原案）・赤野天道（作画） 『盾の勇者のおしながき』 KADOKAWA〈MFC〉、全7巻
  1. 2020年2月22日発売[270]、ISBN 978-4-04-064199-7
  2. 2020年9月23日発売[271]、ISBN 978-4-04-064908-5
  3. 2021年3月23日発売[272]、ISBN 978-4-04-680268-2
  4. 2022年2月21日発売[273]、ISBN 978-4-04-680873-8
  5. 2022年6月23日発売[274]、ISBN 978-4-04-681441-8
  6. 2023年2月22日発売[275]、ISBN 978-4-04-682143-0
  7. 2023年9月22日発売[276]、ISBN 978-4-04-682803-3
- アネコユサギ（原作）・弥南せいら（キャラクター原案）・城咲綾（作画）・錬金王（シナリオ） 『盾の勇者の成り上がり〜ガールズサイドストーリー〜』 フロンティアワークス〈FWコミックス〉、全3巻
  1. 2022年4月18日発売[277]、ISBN 978-4-86657-543-8
  2. 2022年12月16日発売[278]、ISBN 978-4-86657-606-0
  3. 2023年10月18日発売[279]、ISBN 978-4-86657-711-1

### 関連書籍
- MFブックス編集部 『盾の勇者の成り上がりクラスアップ 公式設定資料集』2019年6月25日発売[280]、ISBN 978-4-04-065504-8

## ドラマCD
- 盾の勇者の成り上がり 14.5 ドラマCDブックレット（2016年9月23日発売） 品番：B01HFSM5YI

## オーディオブック
矢尾幸子による朗読でAudibleにてデータ配信で2016年7月より配信開始され、現在17巻まで発売されている。

## テレビアニメ
第1期は2019年1月から6月まで、AT-Xほかにて放送された。
2019年9月に第2期および第3期の製作を発表。2022年4月から6月まで第2期（Season2）が放送され、2023年10月から12月まで第3期（Season3）が放送された。
2024年1月に第4期（Season4）の制作が発表された。2025年7月から放送予定。

## ゲーム

### コンピュータゲーム
盾の勇者の成り上がり for RPGツクールMV
2019年4月26日より『RPGツクールMV』にて制作された公式RPGが、RPGアツマールで無料で公開された。ブラウザゲーム。ゲームは尚文の視点で進行し、ラフタリアも参加してのバトルとなる。バルーンを武器にしたり、ストーリー進行のなかで盾の種類が増加できる。
盾の勇者の成り上がり Relive The Animation
2019年9月24日にPC用ゲームとしてSteamからDL発売。同年10月24日にスマートフォン用ゲームとしてGoogle Play・App StoreからDL発売。上記の無料ゲームと同じくRPGツクールMVで制作されたが、内容面は異なる。総数700枚を超えるアニメカットを採用。BGMは全8曲あり、作曲を辻横由佳が担当した。
盾の勇者の成り上がり〜RERISE〜
2021年2月24日から2023年7月31日までスマートフォン用ゲームとしてGoogle Play・App Storeからアプリ内課金で配信。

### アナログゲーム
盾の勇者の成り上がり×The Last Brave
2019年5月25日にディライトワークスのアナログカードゲーム「The Last Brave」から基本ルールを踏襲しつつ盾の勇者の成り上がりの要素を盛り込んでスロウカーブから発売された。

### 客演作品
いずれも期間限定。
- クラッシュフィーバー（2019年5月開催）
- チェインクロニクル3（2019年6月開催）
- ケモニスタオンライン（2019年7月開催）
- トリニティセブン 夢幻図書館と第7の太陽（2019年8月開催）
- クルセイダークエスト（2019年12月開催）
- セブンズストーリー（2020年1月[289]開催）
- モンスターコレクト〜時空を旅する冒険記〜（2020年2月開催）
- グランドサマナーズ（2020年3月開催）
- 誰ガ為のアルケミスト（2020年5月開催）
- 痛いのは嫌なので防御力に極振りしたいと思います。〜らいんうぉーず！〜（2020年5月開催）
- MASS FOR THE DEAD（2020年11月開催）

## パチスロ
- パチスロ盾の勇者の成り上がり（2023年、サミー）[290][291]

## 舞台
2019年9月16日に舞台化されることが発表され、2020年3月27日から29日まで大阪・COOL JAPAN PARK OSAKA TTホール、4月2日から12日まで東京・シアターサンモールにて公演予定だったが、新型コロナウイルスの流行の影響で延期となった。COOL JAPAN PARK OSAKA TTホールにて2020年3月27日に行われていたゲネプロの無観客公演のBlu-ray＆DVDはシザーブリッツ・ショップで同年9月に発売された。
その後、振替公演が2021年7月15日から25日まで東京・シアターサンモールにて公演。

### スタッフ（舞台）
- 原作 - アネコユサギ[292]
- 原作イラスト - 弥南せいら[292]
- 脚本 - 守山カオリ[292]
- 演出 - 扇田賢[292]

### キャスト（舞台）
ゲネプロ公演→振替公演の順、変更なければ「→」は無し
- 岩谷尚文 - 宇野結也[293]
- ラフタリア - 礒部花凜[293]
- フィーロ - 関根優那[297]
- 北村元康 - 山本一慶[298]→安里勇哉（TOKYO流星群）[296]
- 天木錬 - 松井勇歩[293]→谷水力[296]
- 川澄樹 - 深澤大河[293]
- 騎士団長ノプス - 西健太[299]
- 副騎士団長サーブル - 大野清志[299]→田中尚輝[296]
- エイク - 石上龍成[293]→山中健太[296]
- 奴隷商 - 小島ことり[293]
- ラフタリア（幼少期） - 鎌田英怜奈[293]
- マイン - ブリドカットセーラ恵美[293]
- エルハルト - 丸山敦史[293]
- オルトクレイ - 石坂勇[293]→水谷あつし[296]
- ほか